# Bataille de Morat
Guerres de Bourgogne
Batailles
Héricourt - La Planta -  Nancy (1475) - Yverdon - Grandson - Morat - Nancy (1477)
La bataille de Morat est une victoire remportée le 22 juin 1476 par les Confédérés suisses et leurs alliés alsaciens aidés par la cavalerie du duché de Lorraine et de l'archiduché d'Autriche formant la Basse Ligue sur l'armée bourguignonne du duc Charles le Téméraire dans le cadre des guerres de Bourgogne.

## Contexte

### Les états bourguignons et la volonté d'un royaume rhénan

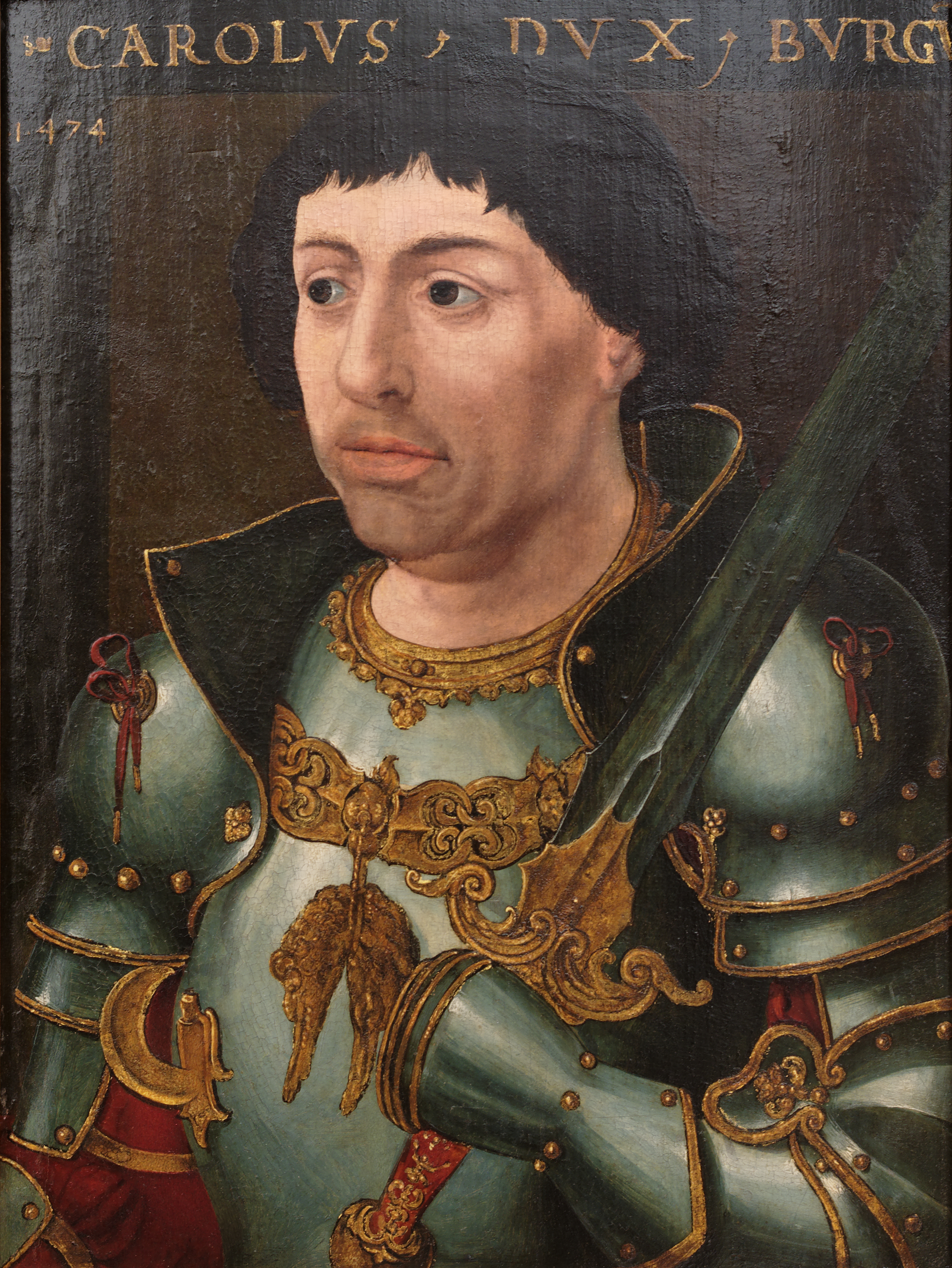
Peinture représentant Charles le Téméraire

En Europe occidentale, la seconde moitié du 15e siècle est marquée par les luttes d'influence que se livrent les différents royaumes après la fin de la guerre de cent ans.
Charles le Téméraire cherche donc à matérialiser la puissance bourguignonne par la création d'un grand royaume rhénan et l'accession au trône impérial.
Pour parvenir à ses fins, sa politique vise à contenir l'influence française du roi Louis XI, ménager les puissances à ses frontières - comme l'Alsace, la Lorraine ou les confédérés suisses - et s'allier les électeurs germaniques.
Pour les différents cantons suisses, les visées expansionnistes de l'état de Bourgogne sont perçues comme une menace géopolitique et économique, à l'instar des velléités des Habsbourg à l'est de leur territoire. Par ailleurs, les cantons les plus puissants, à l'exemple de Berne, souhaitent eux aussi mettre en œuvre une politique expansionniste qui se heurte frontalement avec celle des ducs de Bourgogne. Les Bernois cherchent ainsi à prendre le contrôle de l'intégralité du pays de Vaud pour obtenir un débouché sur le lac Léman et ont également des vues sur les salines franc-comtoises, gage de richesses importantes.
L'opposition entre la confédération des VIII cantons et l'état de Bourgogne dirigé par Charles le Téméraire est d'ailleurs plus profonde que ces enjeux économiques et géostratégiques. En effet, là où le duc de Bourgogne souhaite construire une légitimité royale à ses possessions, respectant en cela toute la logique féodale, les cantons confédérés adoptent le contre-pied de cette forme de pouvoir, défendant leur république ainsi que leurs conceptions de la liberté, de l'indépendance et de l'égalité.
Concernant l'objectif impérial, Charles se rapproche de l'archiduc autrichien Sigismond de Habsbourg dans le but de marier sa fille, la princesse Marie de Bourgogne, au fils de celui-ci, Maximilien.

### Les guerres de Bourgogne
À partir de 1474, l'Alsace se soulève dans un mouvement de protestations face aux actions du landvogt Hagenbach, et donc contre la domination bourguignonne. Les villes de Thann ou de Brisach entrent ainsi en rébellion ouverte et résistent aux manœuvres militaires du landvogt qui tente de soumettre par la force les cités récalcitrantes. Fort du soutien des confédérés dans le cadre de la Basse union, les Alsaciens bénéficient de la position attentiste prise par le duc de Bourgogne, celui-ci ne souhaitant pas déclencher une déflagration générale pour un territoire qu'il n'estime pas primordial dans sa volonté de constitution d'un royaume rhénan.
Au printemps, les troubles atteignent leur paroxysme et poussent l'armée de Sigismond à reprendre position en Alsace. Hagenbach est arrêté et condamné à mort après un procès expéditif. Son exécution pousse Charles le Téméraire à réagir. Il confie près de 8000 soldats au frère de Hagenbach et lui ordonne de punir les villes alsaciennes. Les mois suivants, les troupes bourguignonnes ravagent les campagnes sans que ni les Autrichiens ni les confédérés n'osent intervenir et risquer de voir l'entièreté de l'armée bourguignonne mobilisée sur ce front sans que les Français ne viennent à leur soutien.
Toutefois, à l'été 1474, le duc de Bourgogne doit mobiliser son armée dans le cadre d'un conflit entourant l'épiscopat de Cologne. Il décide d'assiéger la ville de Neuss mais sa position s'enlise. Profitant de l'immobilisation des troupes bourguignonnes et du soutien de Louis XI, les confédérés lancent alors plusieurs opérations militaires en Bourgogne, mal défendues par des troupes en nombre trop faible, pendant que le duché de Lorraine rejoint la Basse union et menace Charles le Téméraire. Découvrant les opérations des confédérés et de leurs alliés, le duc de Bourgogne se serait exprimé avec indignation :

« Berne ! Berne ! »

— Propos attribué à Charles le Téméraire, duc de Bourgogne

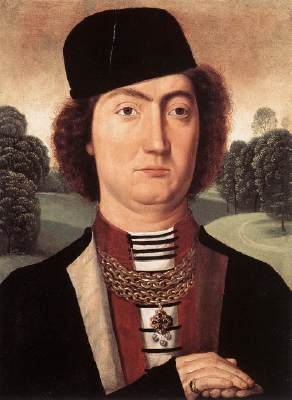
Portrait de Jacques de Savoie, comte de Romont et allié de Charles le Téméraire durant le conflit (vers 1475, Hans Memling)

Parvenant au début de l'année 1475 à faire cesser le siège infructueux de Neuss, Charles lance alors ses troupes en Lorraine et prend Nancy,. Durant cette période, il mesure également l'importance prise par la Confédération des VIII cantons dans la déstabilisation de ses actions. Pendant ce temps, à l'automne 1475, les troupes bernoises et fribourgeoises appuyées par des Soleurois et des Zurichois attaquent les positions de Jacques de Savoie, comte de Romont et allié des Bourguignons, dans le pays de Vaud. Les soldats suisses saccagent les campagnes et les villes vaudoises durant plusieurs mois sans que le comte parvienne à les stopper. Durant cette campagne, les confédérés et leurs alliés s'emparent de plusieurs villes d'importance stratégique (comme Yverdon, Payerne et Grandson) et y installent des garnisons afin de contrôler les voies de communication. Immobilisé plusieurs mois par la guerre en Lorraine, Charles le Téméraire ne peut immédiatement porter secours à son allié et doit attendre la fin des opérations, marquée par l'armistice de Souleuvre entre lui et Louis XI au mois de septembre 1475, pour pouvoir envoyer son armée vers le pays de Vaud et soutenir les troupes savoyardes.

### Premières opérations et défaite de Grandson
Résolu à rétablir les possessions de Jacques de Savoie et à limiter l'influence future des confédérés dans ses affaires, le duc de Bourgogne arrive sur place avec son armée au cours du mois de janvier 1476,. Épuisée par les exactions des semaines passées, la population vaudoise accueille favorablement l'armée bourguignonne. Les troupes de Charles manœuvrent rapidement et parviennent à reprendre aisément les villes d'Yverdon, Payerne et Grandson durant les mois de janvier et février. Toutefois, les Bourguignons ne bénéficient pas d'un réel effet de surprise. Du fait de la situation géopolitique des derniers mois, les troupes des confédérés sont mobilisées et les cantons ne perdent pas de temps pour organiser leur riposte. Ainsi, les opérations militaires bourguignonnes sont en réalité relativement lentes et permettent aux troupes suisses de se regrouper en vue de lancer une contre-attaque sur la ville de Grandson. 

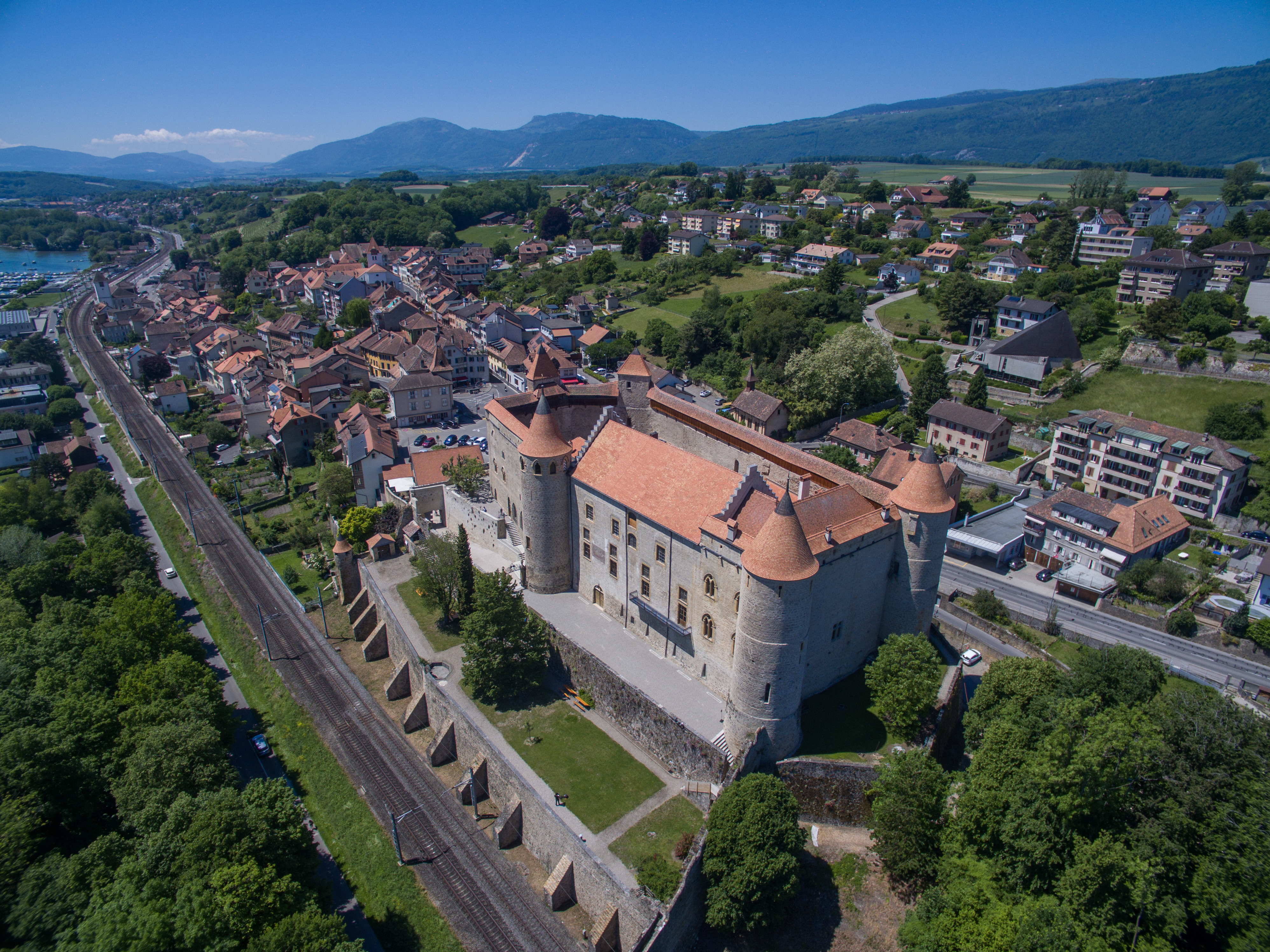
Vue aérienne sur le château (moderne) de Grandson. À gauche (sud) se trouve le lac de Neuchâtel et à droite (nord) les contreforts du Jura.

Entre-temps, le duc de Bourgogne décide de repositionner son armée dans la plaine. Il espère ainsi pouvoir livrer bataille contre les soldats suisses sur un terrain relativement dégagé et profiter de sa supériorité dans les domaines de l'artillerie et de la cavalerie. Le 18 mars, les troupes suisses passent à l'attaque et approchent de la ville. Le plan de Charles consiste à faire face à l'avant-garde des confédérés qui arrive par les contreforts jurassiens et de l'attirer au centre de son dispositif. Ensuite, il déclenchera un fort tir d'artillerie couplé à une charge et un encerclement des troupes ennemies par sa cavalerie, à la manière du feu roulant moderne. Toutefois, sa manœuvre est mal comprise par son armée qui, voyant arriver le corps d'armée principal des Suisses par la route du lac, panique et se débande. Les Bourguignons fuient le champ de bataille par l'ouest pour éviter d'être repoussés par les confédérés dans le lac. Ils abandonnent ainsi leur camp et se dispersent sur une grande zone du pays vaudois.
Après la bataille, les soldats suisses n'engagent pas la poursuite des troupes bourguignonnes et préfèrent piller le camp bourguignon laissé à l'abandon. Si le duc se voit dépossédé d'une partie importante de son trésor et perd la presque totalité de son artillerie, cette décision des confédérés lui permet de fuir sans encombre majeur, de regrouper les troupes éparpillées de son armée et de mobiliser de nouveaux renforts via le mercenariat.

### Nouvelle campagne bourguignonne

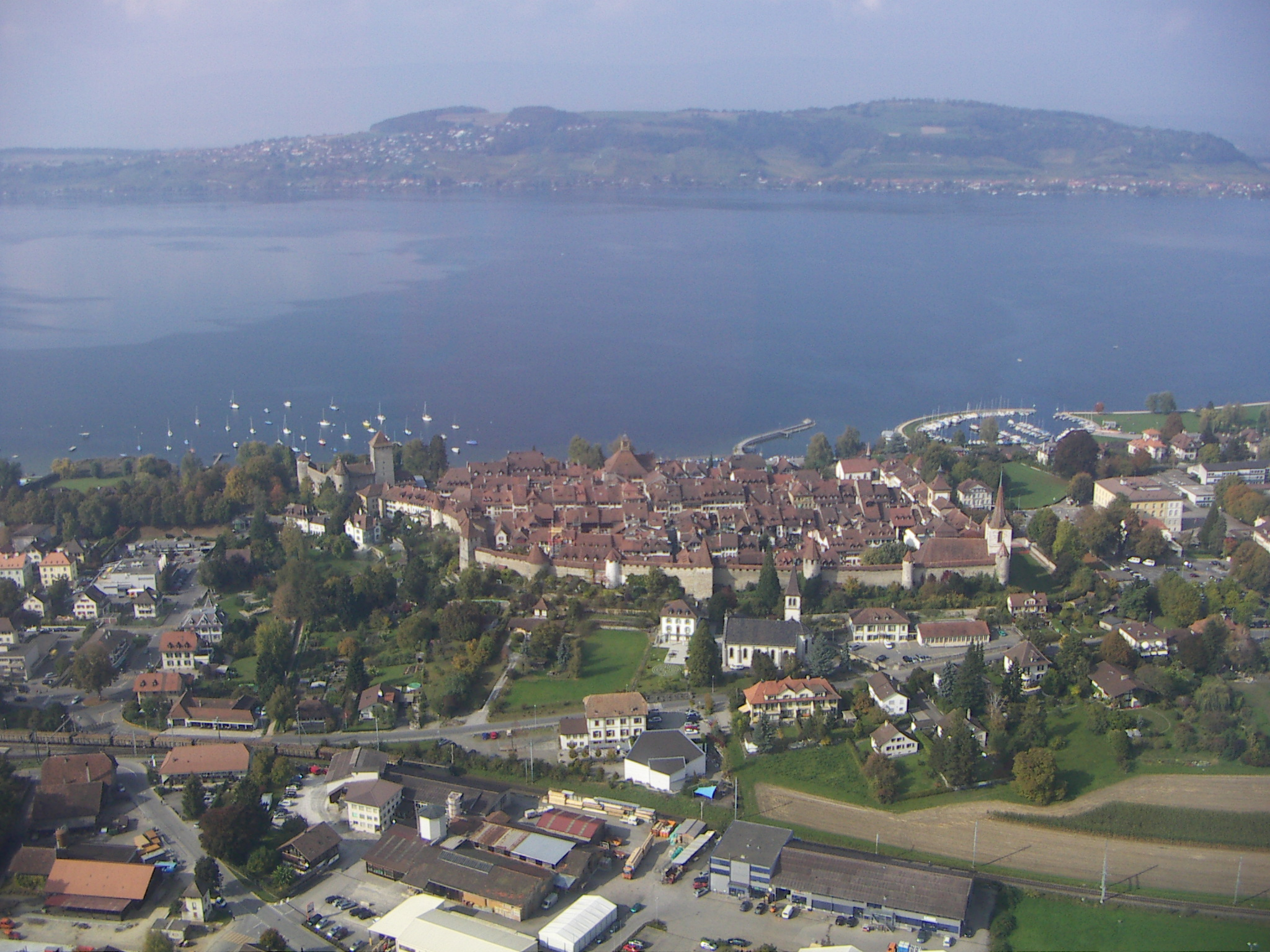
Vue aérienne de la ville moderne de Morat. La vieille ville, ceinte par un mur fortifié, correspond à la ville médiévale à la fin du 15e siècle.

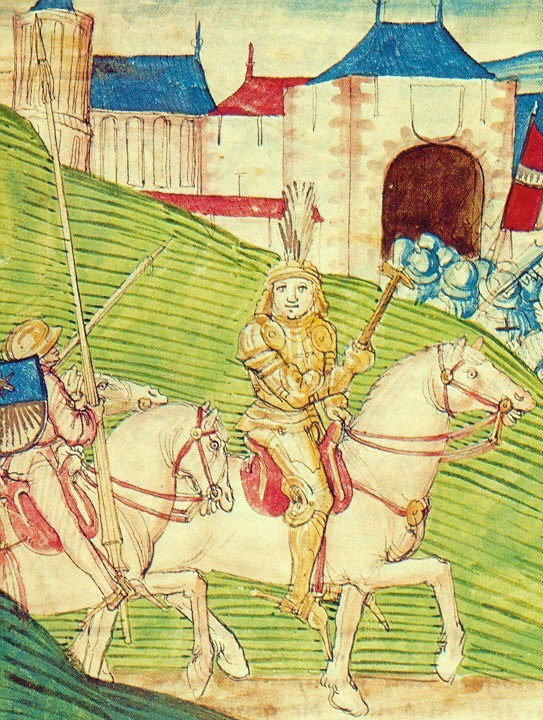
Détail d'une enluminure de Diebold Schilling le Vieux, Chroniques officielles de Berne (Amtliche Berner Chronik) (1483).
La scène représente Adrian Ier von Bubenberg entrant dans la ville de Morat afin de prendre le commandement de la garnison face à l'avancée bourguignonne.

Après la défaite à la bataille de Grandson, où les troupes de Charles le Téméraire, duc de Bourgogne, prises de panique, s'enfuient du champ de bataille, provoquant la perte de la totalité de son artillerie, Charles est pris d'un désir de vengeance et il ne renonce pas à vouloir faire plier les Suisses.
Il reconstitue alors son armée, rallie ses troupes et reçoit des renforts de mercenaires d'Italie avec des arbalétriers, mais aussi des archers anglais et des piquiers flamands. C'est dans les environs de Lausanne qu'il réorganise ses troupes et essaie par l'entraînement de donner un peu de cohésion à son armée hétérogène.
Vers la fin du mois de mai, c'est une armée bourguignonne forte de 15 000  à   30 000 hommes suivant les sources qui se dirige vers Berne. Après plusieurs jours de marche, elle arrive au pied de la ville de Morat. Celle-ci est défendue par une garnison de Bernois et de Fribourgeois d'environ 1 500 hommes, commandés par Adrian Ier von Bubenberg.

## Forces en présence

### Camp bourguignon

#### Organisation militaire
Dans la première moitié des années 1470, le duc de Bourgogne restructure profondément son armée. Abandonnant le modèle féodal traditionnel, il rationalise l'organisation de ses troupes et les structures selon le schéma suivi par les Français. Ainsi, des compagnies d'ordonnance sont créées. Elles sont composées de 100 lances, des unités plus restreintes de neuf hommes : un homme d'armes (cavalier lourd), son page et son coustillier trois archers montés (se battant à pied), un piquier, un arbalétrier, ainsi qu'un couleuvrinier. Cette réforme permet alors de faciliter la mobilisation des hommes en cas de conflit et surtout l'entraînement régulier des soldats et la discipline au combat.
Au départ du camp de Lausanne, l'armée bourguignonne en marche est composée d'environ 30 000 hommes. Toutes les personnes n'appartiennent pas aux unités combattantes (un peu plus de la moitié du personnel). En effet, les soldats sont suivis par de nombreuses personnes chargées d'assurer la logistique de l'armée ainsi que la vie typique de l'époque. Ainsi, les nobles sont accompagnés de serviteurs et valets, de nombreux artisans sont présents afin d'entretenir le matériel militaire, des hommes sont chargés d'assurer le déplacement du matériel d'artillerie, etc.
Pour ce qui concerne les forces combattantes, les forces en présence sont estimées à :
- 6 600 soldats d'infanterie (dont 600 de la Maison du Duc) ;
- 2 500 cavaliers (dont 500 de la Maison du Duc) ;
- 6 600 archers ou artilleurs (dont 600 de la Maison du Duc) ;
- 900 archers anglais.

#### Équipement
Les cavaliers bourguignons, troupes nobles et riches, sont équipés lourdement. Ils bénéficient généralement d'une armure complète, le harnois. Pour protéger leur tête, les hommes sont casqués avec une salade, voire un armet. Le poids de tout cet équipement permet au cavalier de mieux se maintenir sur sa monture lors des charges. Enfin, ils sont également munis d'un petit bouclier. Leur armement principal est constitué d'une longue lance utilisée pour piquer lors d'une charge. S'ajoute à cela une épée pour le combat rapproché.

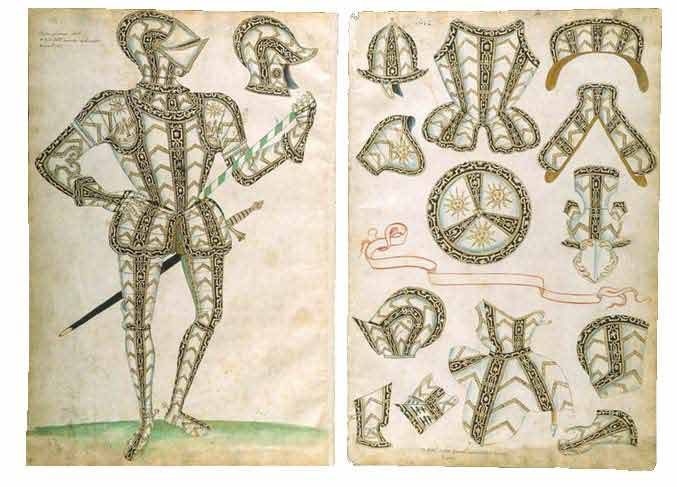
Croquis d'un harnois anglais (1590 - postérieur d'un siècle)
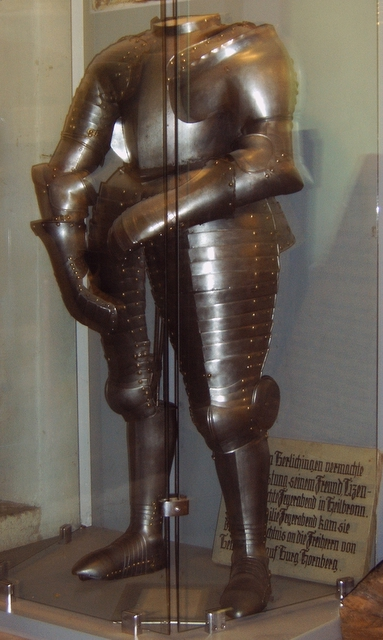
Harnois de Götz von Berlichingen (1480 - 1562) (postérieur d'environ 50 ans)
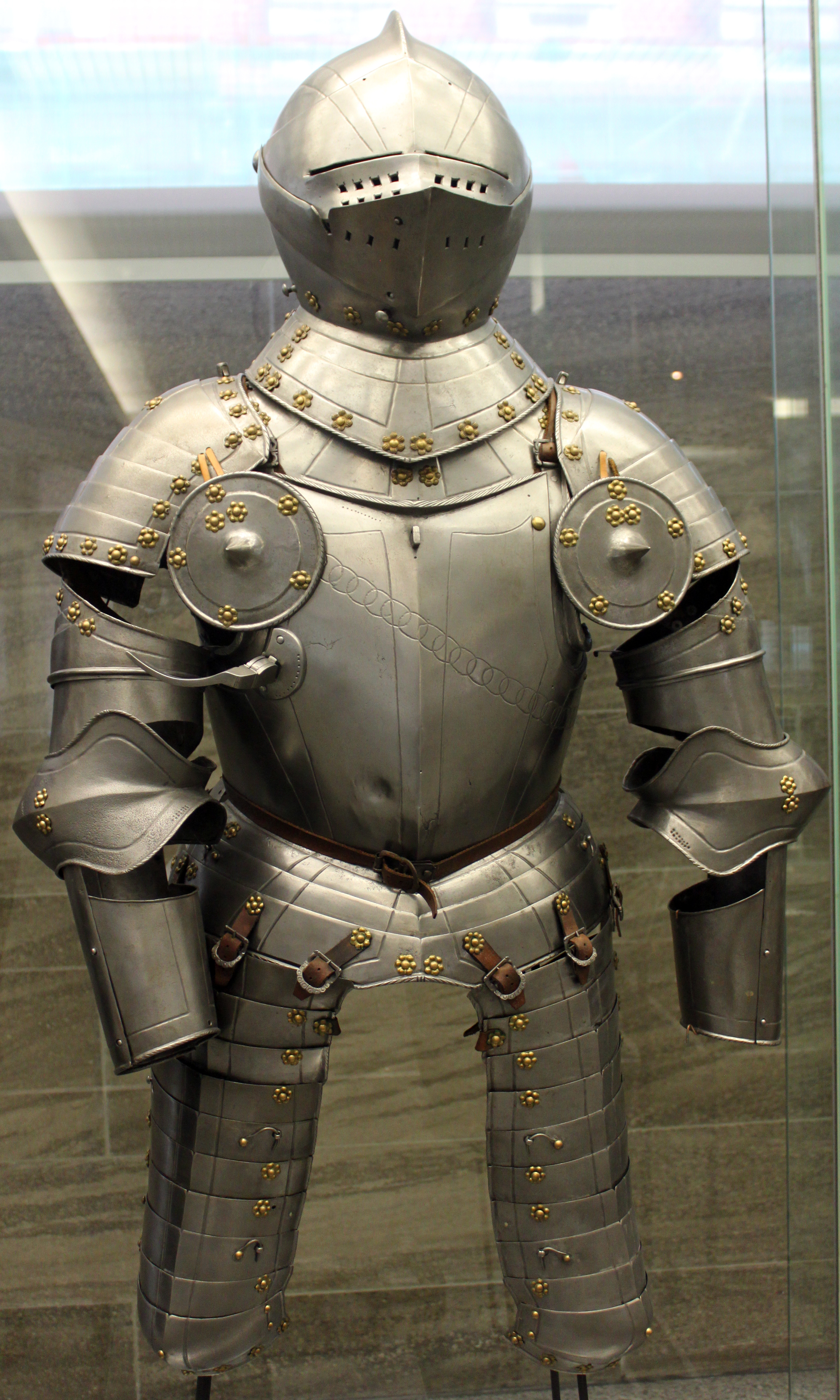
Harnois allemand (1550 - postérieur de 75 ans) surmonté d'un armet
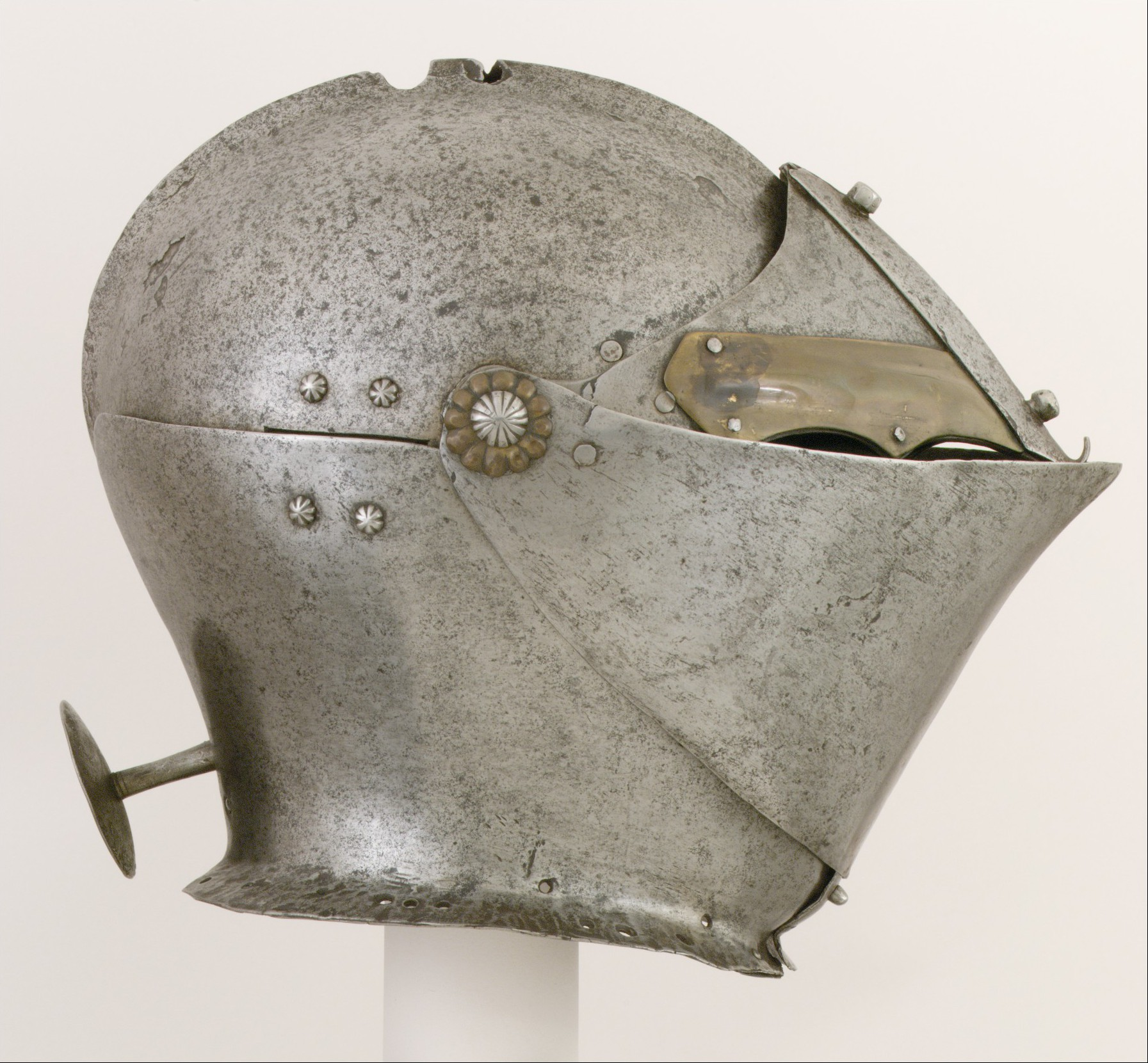
Armet (environ 1490)
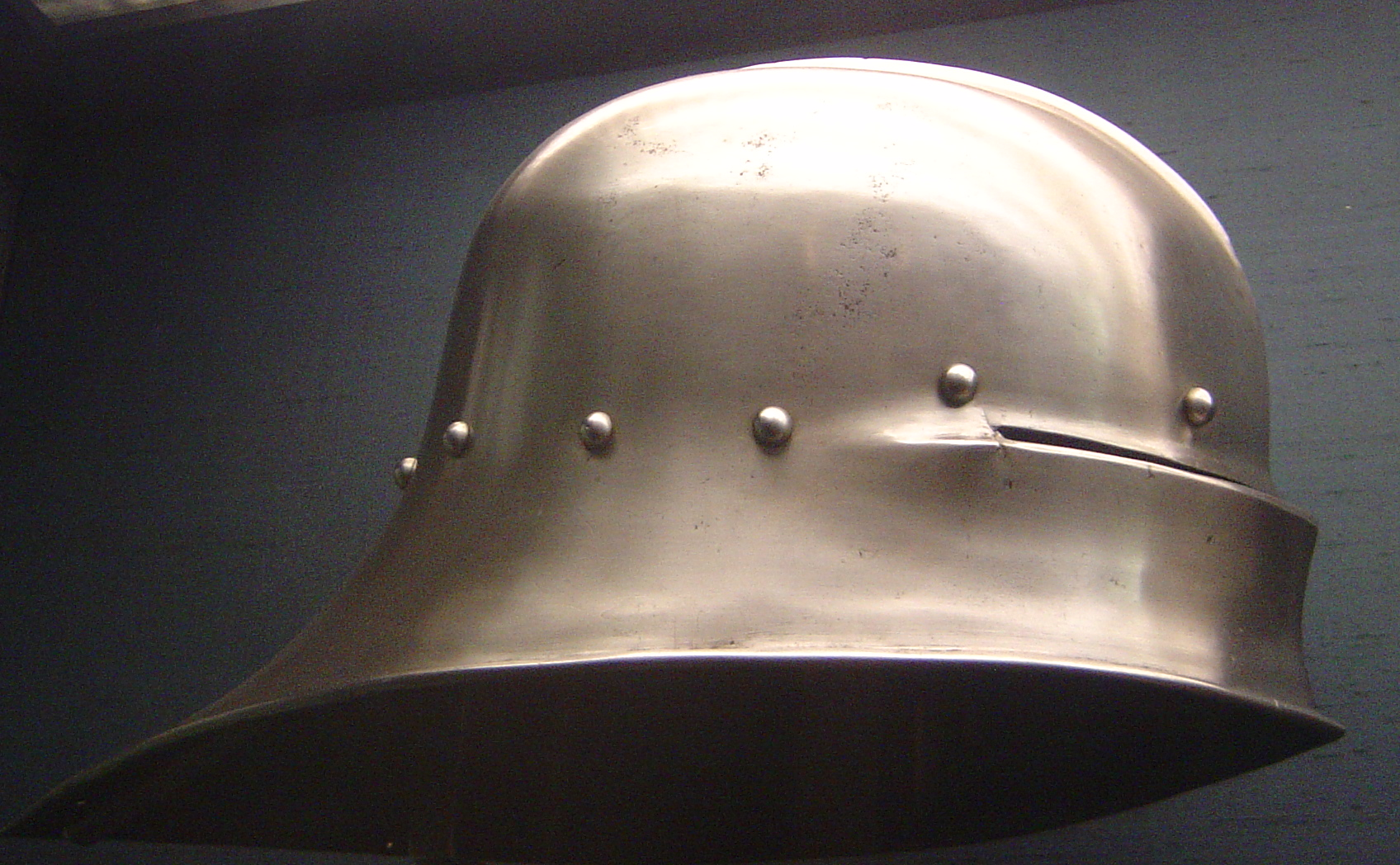
Salade allemande (fin du 15e siècle)
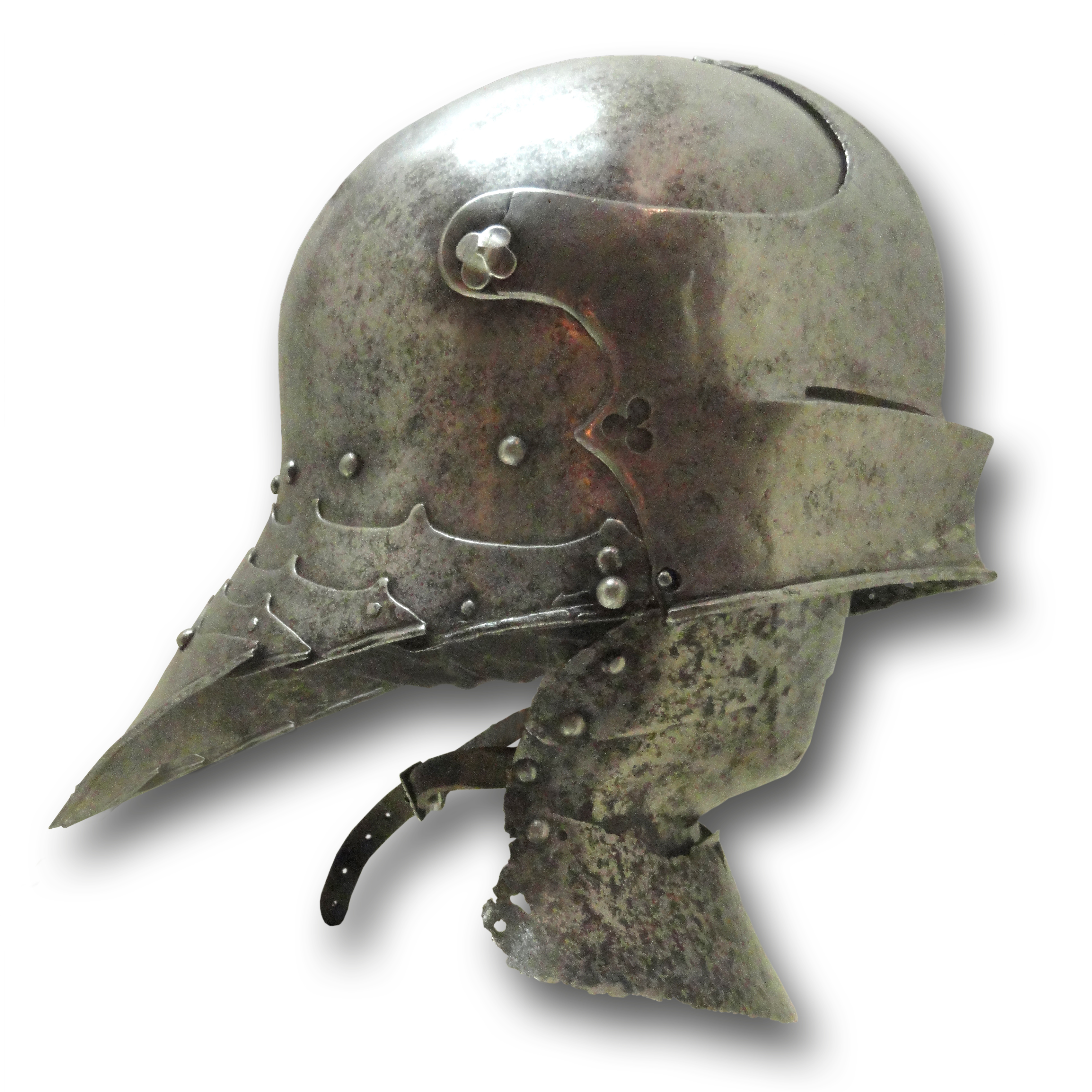
Salade allemande avec protection de menton (entre 1480 et 1490)

De leur côté, les fantassins sont équipés de manière plus légère. Ils sont munis de gants métalliques articulés (les gantelets) qui protègent leurs mains ainsi que de pièces d'armures au niveau du cou et du menton (le gorgerin). Ces hommes portent généralement des salades ou des chapels de fer et sont parfois équipés d'un petit bouclier. Leur armement principal est la vouge. Ces armes d'hast (pointe métallique fixée au bout d'une tige en bois) permettent aux fantassins de frapper leurs adversaires à une distance d'environ 2 mètres. Les piétons disposent également d'une épée pour les combats plus rapprochés.

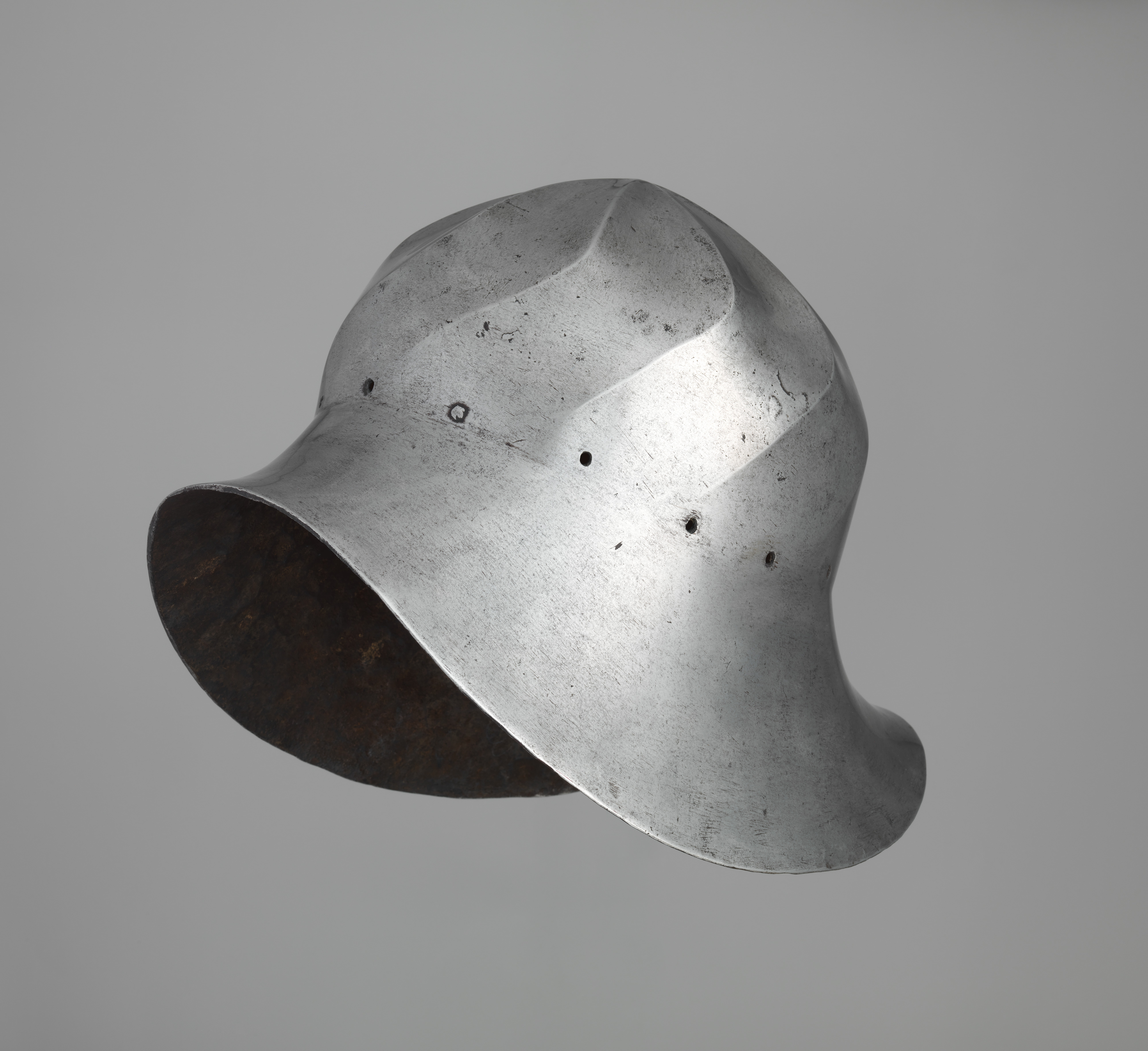
Casque bourguignon ou flamand (environ 1475)
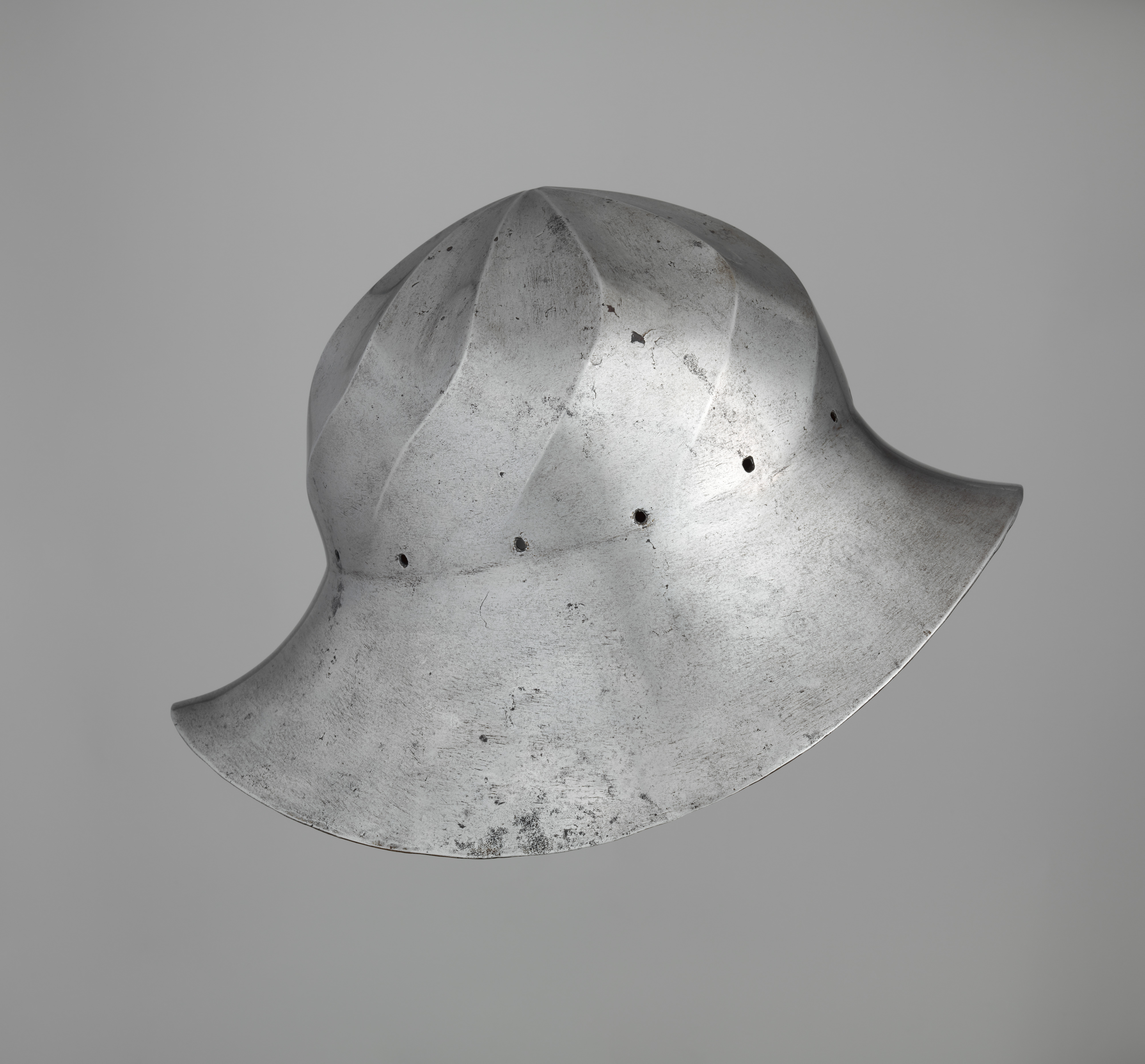
Casque bourguignon (environ 1475)
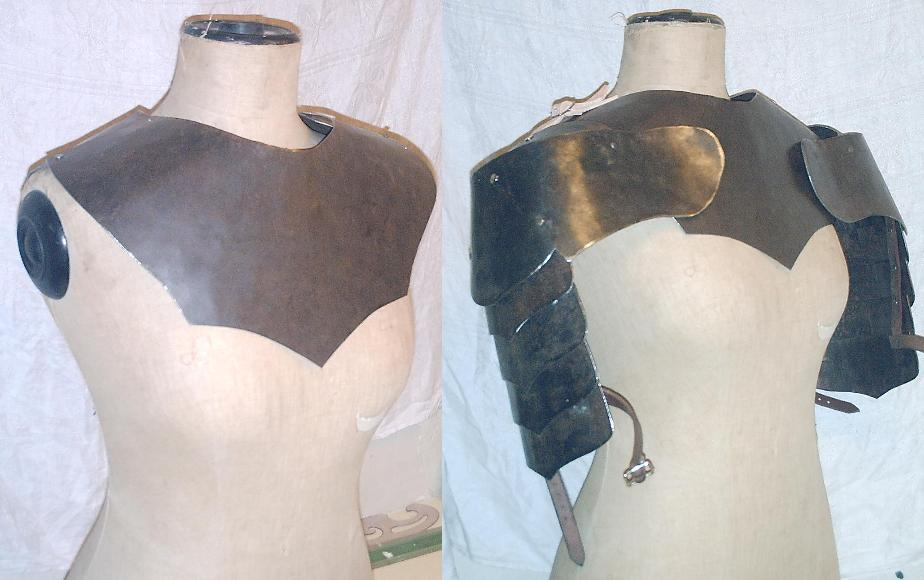
Gauche : gorgerin simple. Droite : gorgerin avec des spalières.

Les troupes de jet bourguignonnes sont équipées d'arbalètes. Bien que bénéficiant d'une puissance supérieure à celle des arcs, ce qui leur permet d'être plus efficaces contre les armures et les protections, ces armes sont d'utilisation plus lente.
Les archers anglais conservent leur arme traditionnelle, à savoir un grand arc (longbow). Si la portée de ces armes est d'environ 250 mètres (en conservant une précision suffisante), leur force réside avant tout dans la cadence de tir qu'elles permettent. Ainsi, les archers entraînés peuvent tirer jusqu'à 10 flèches par minute. Regroupés en nombre suffisant, une formation d'archer peut donc effectuer des tirs de barrages efficaces en saturant une partie du champ de bataille de flèches.
Les protections de ces troupes sont légères afin de favoriser les mouvements spécifiques que ces hommes doivent réaliser. Ainsi, ils sont généralement habillés avec des vêtements civils renforcés. Ils portent un casque de type salade ou chapel de fer mais dont la visière est réduite pour ne pas entraver le tir, la corde de l'arc devant venir jusqu'à la joue.

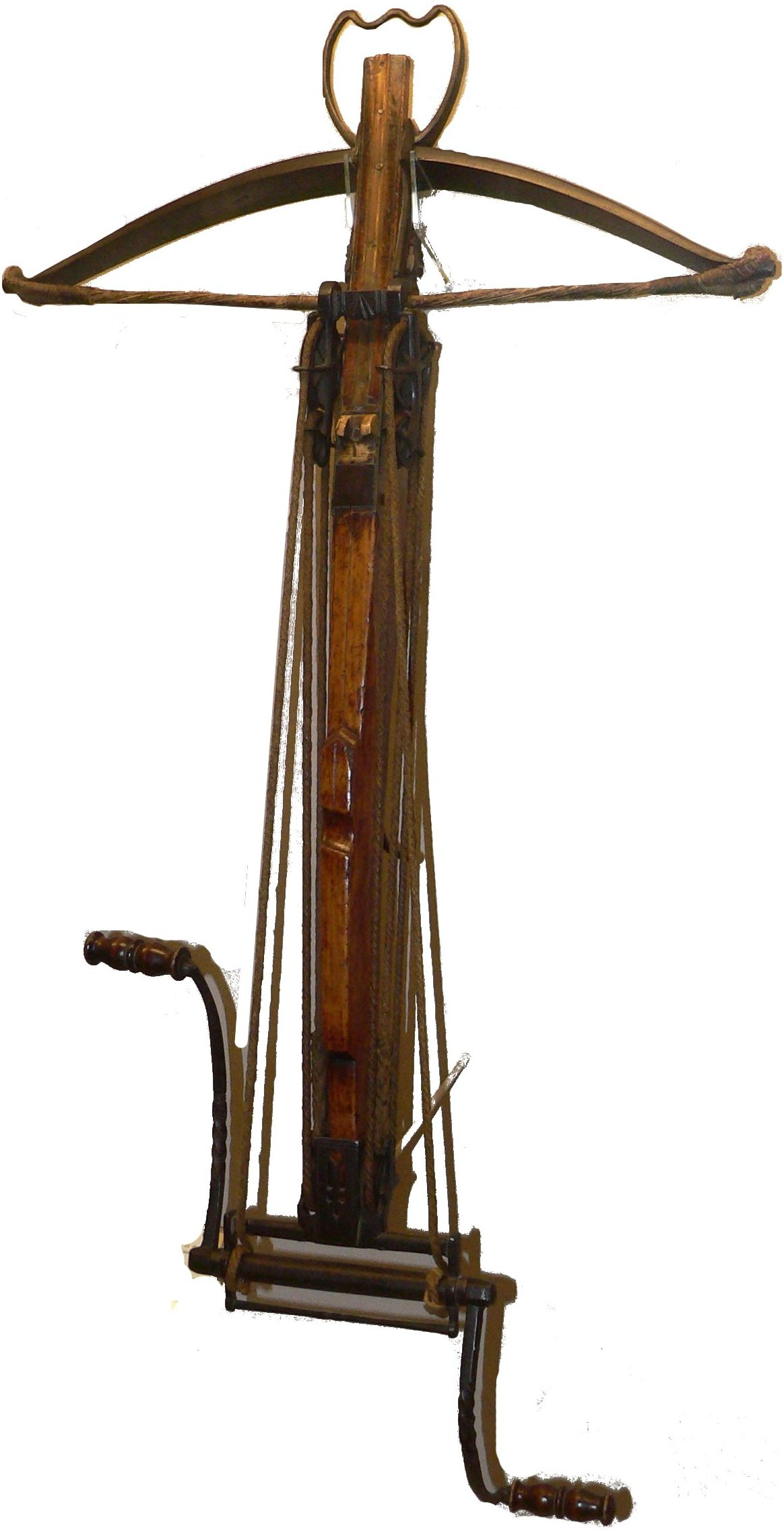
Arbalète médiévale suisse
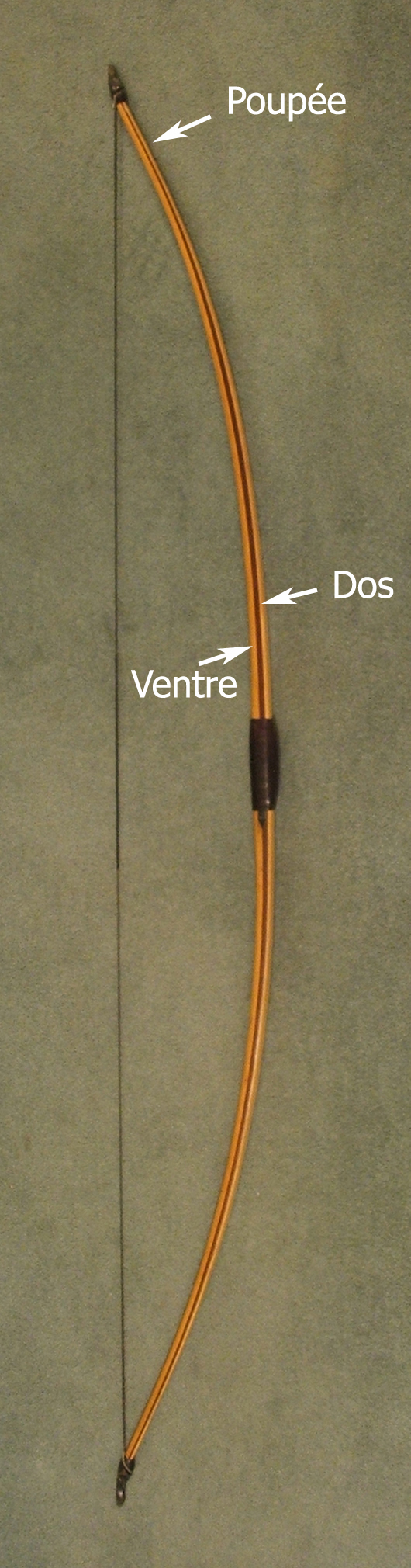
Réplique d'un grand arc. Ces arcs mesuraient environ 2 mètres de long.
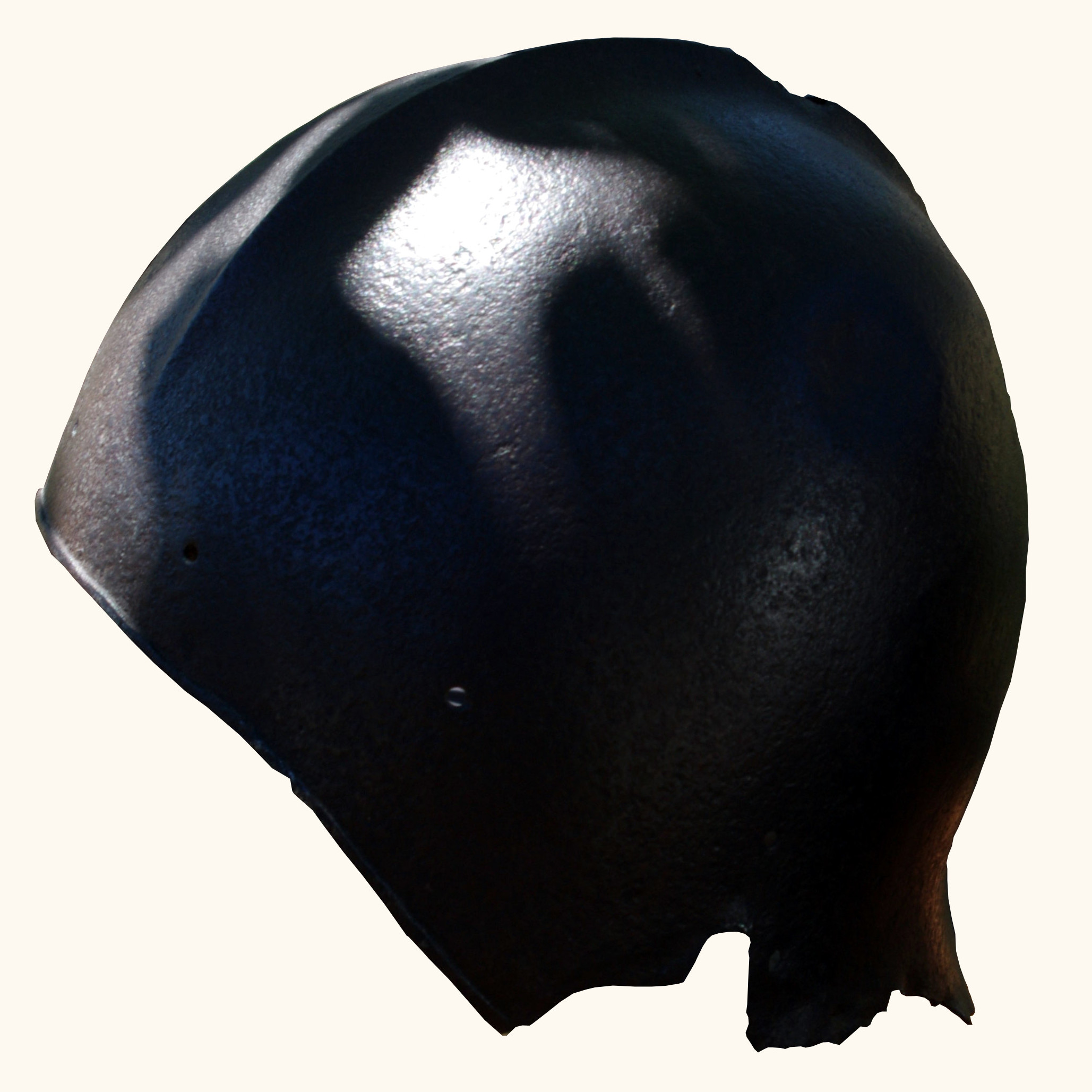
Salade d'archer française : la visière - notamment avant - est réduite pour ne pas gêner le tir (vers 1450)

Finalement, les artilleurs bourguignons sont équipés d'une artillerie de siège - 2 bombardes et divers canons primitifs et couleuvrines - et d'une artillerie de campagne - composée principalement de couleuvrines et de couleuvrines à main.

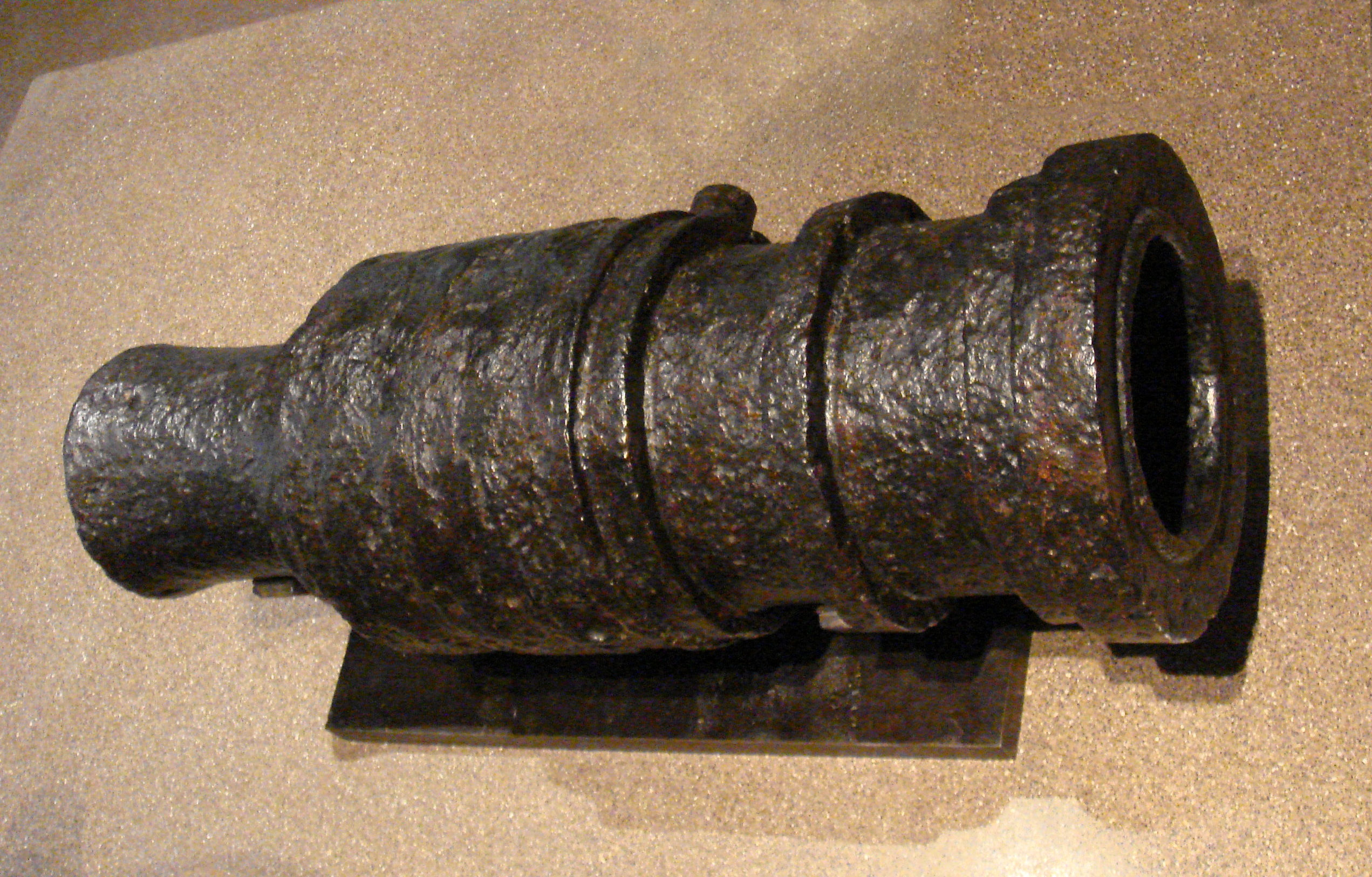
Petite bombarde (vers 1450)
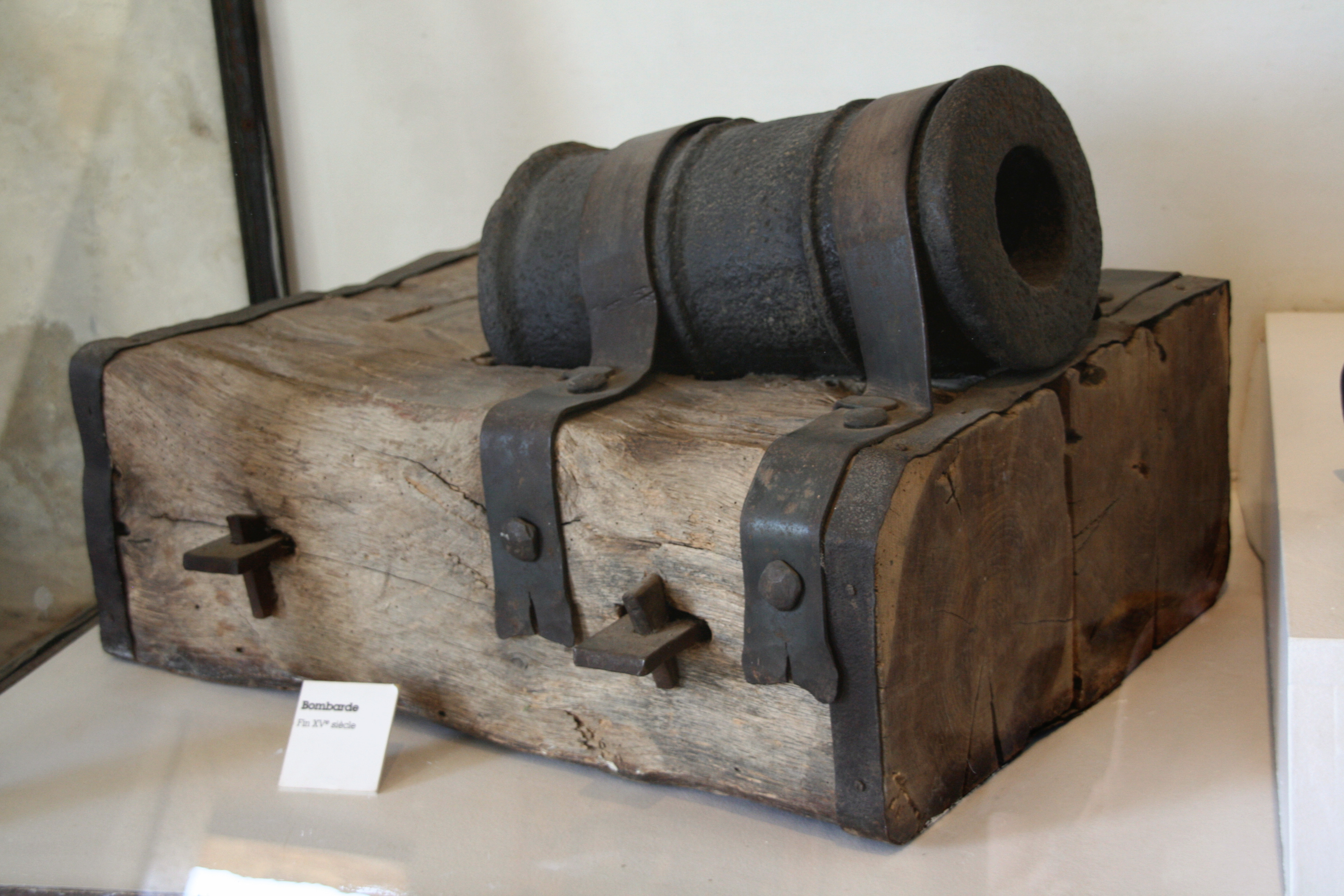
Bombarde (fin du 15e siècle)
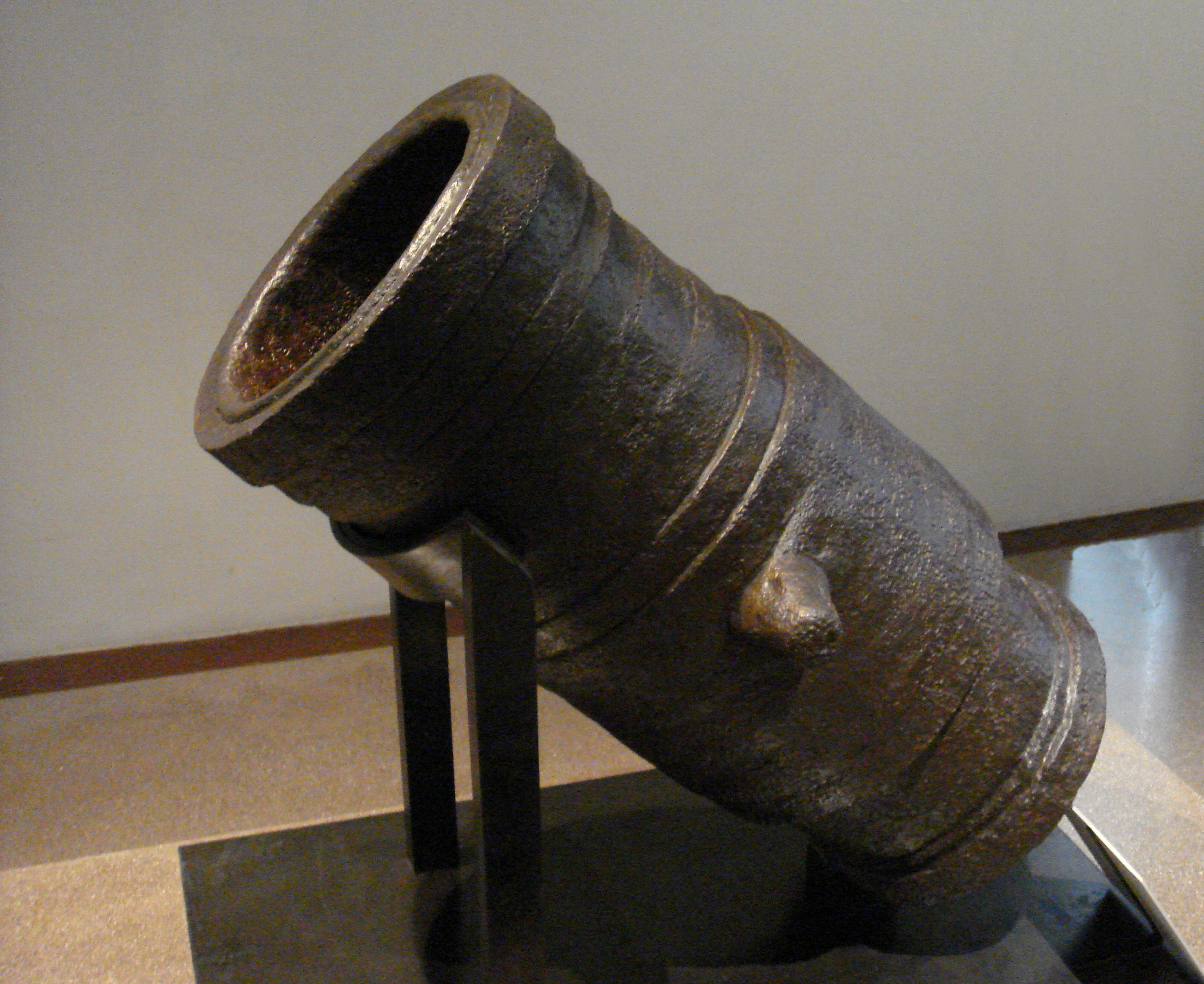
Bombarde mortier (2de moitié du 15e siècle)
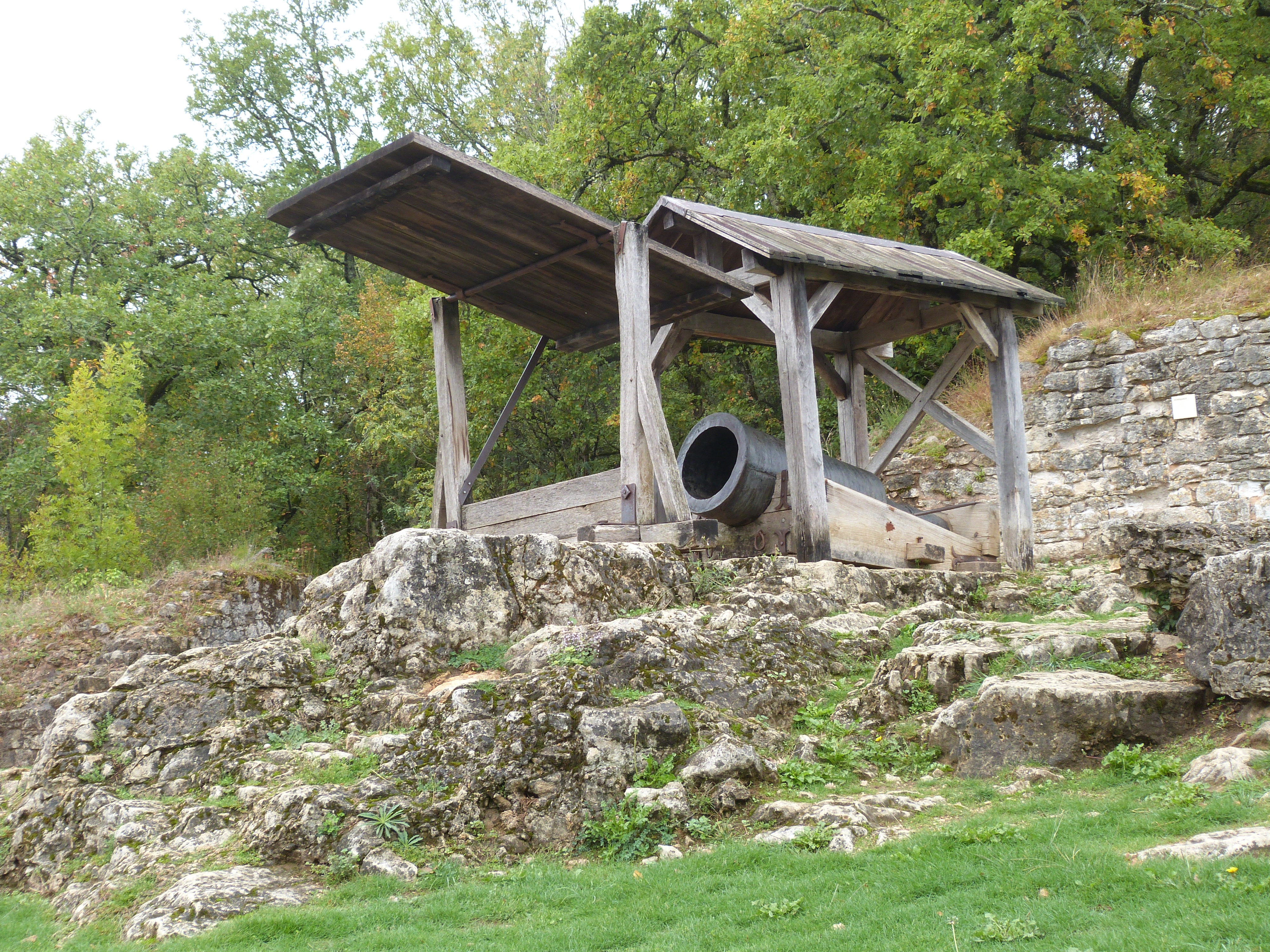
Bombarde du 15e siècle dans son abri
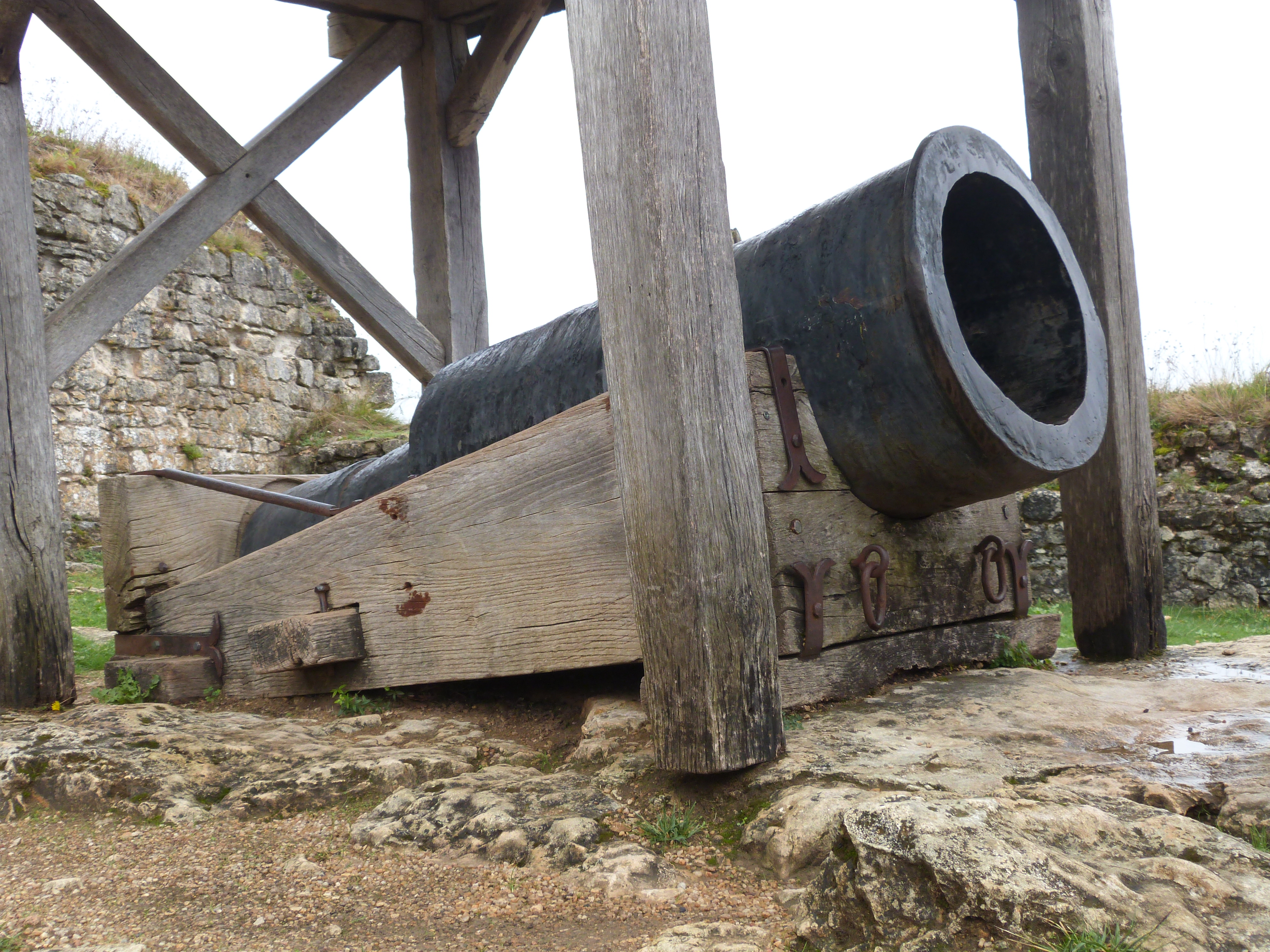
Bombarde du 15e siècle dans son abri
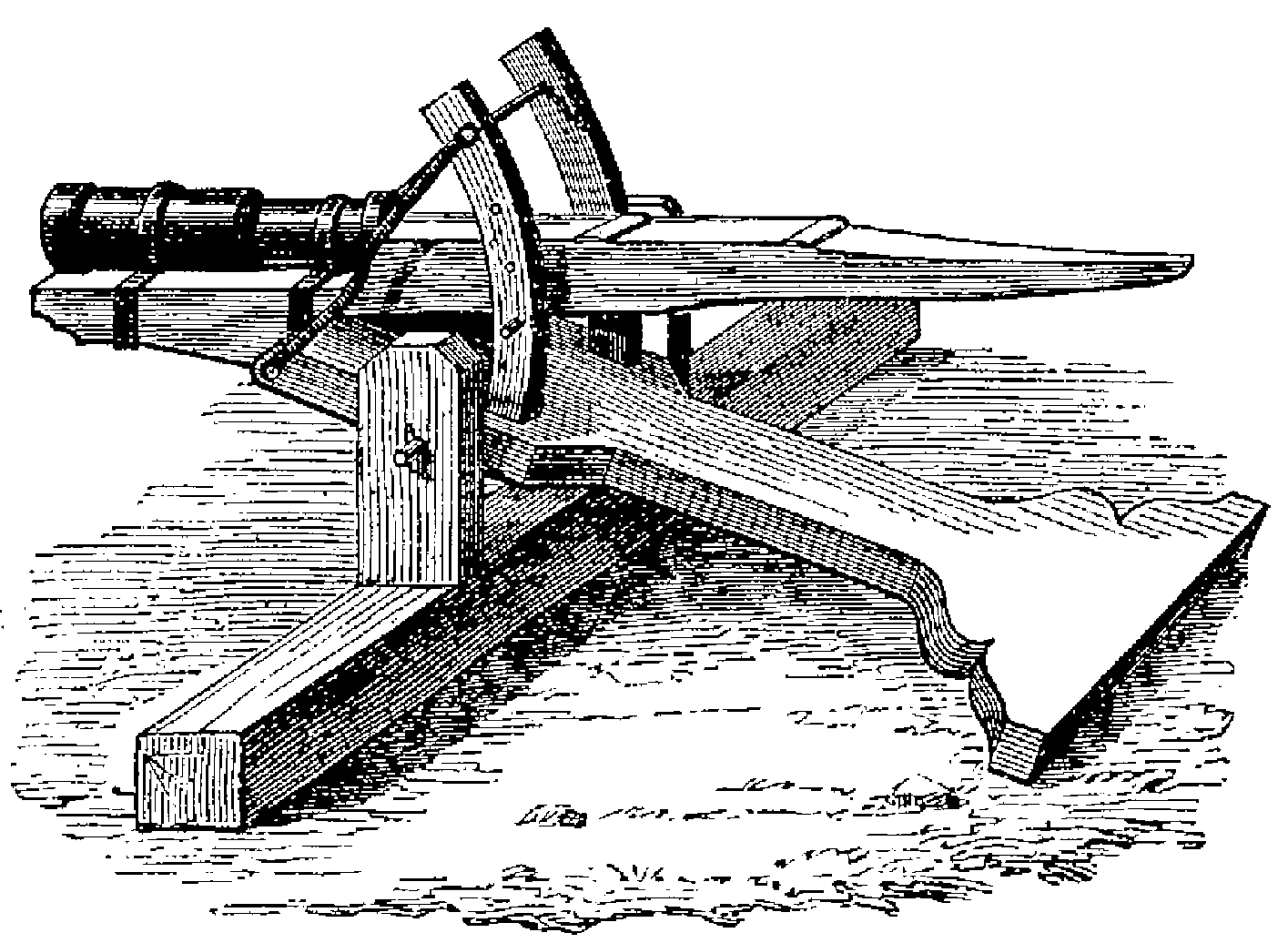
Croquis d'une bombarde montée sur un affût attribuée à l'armée de Charles le Téméraire

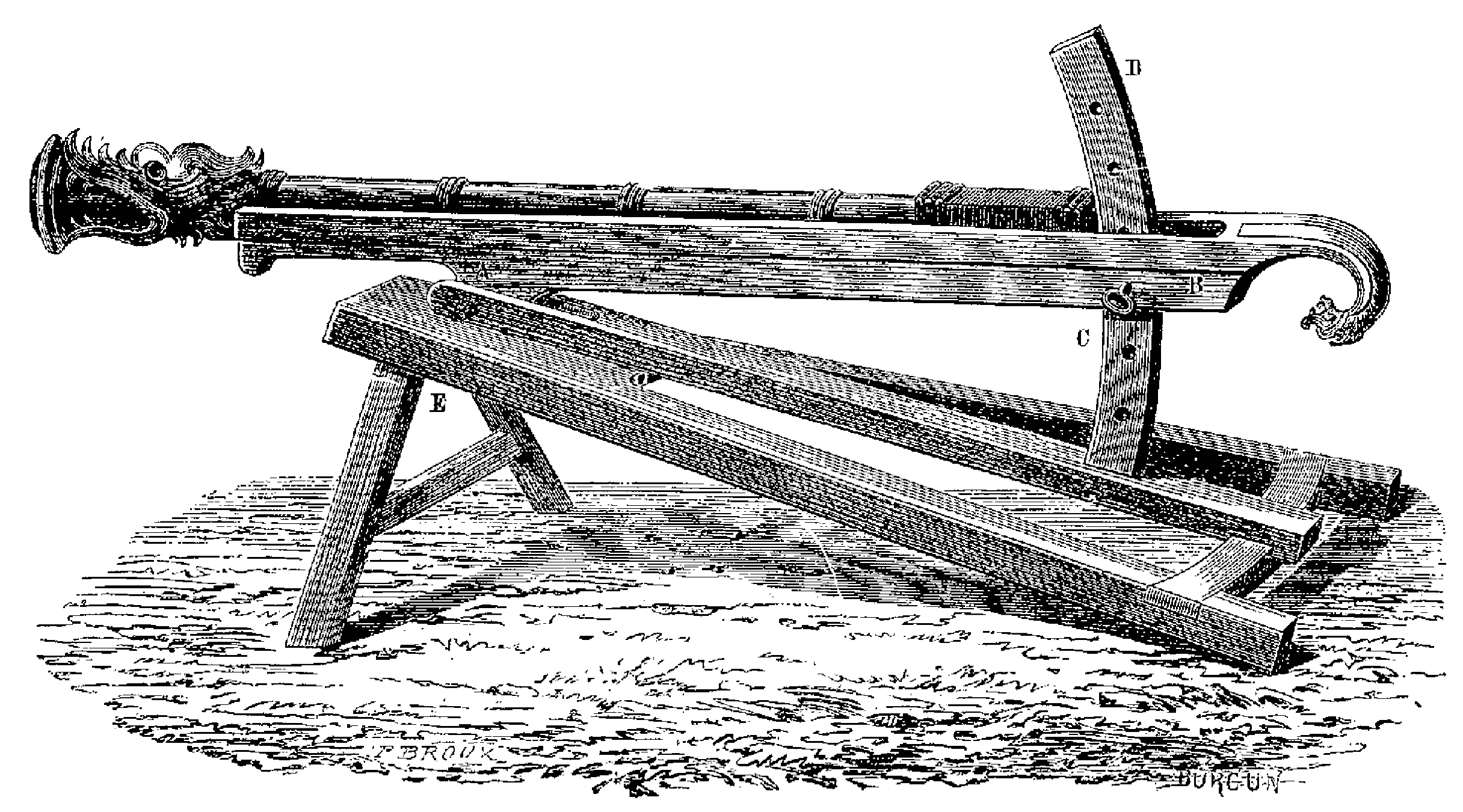
Couleuvrine du 15e siècle montée sur un affût
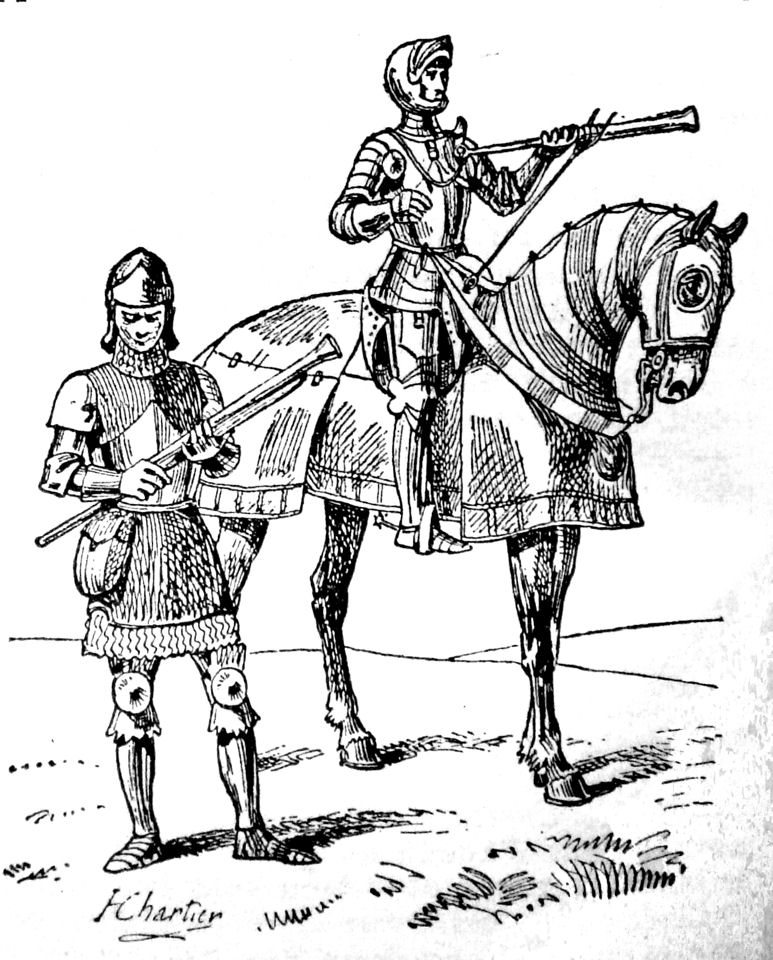
Couleuvriniers utilisant des couleuvrines à main
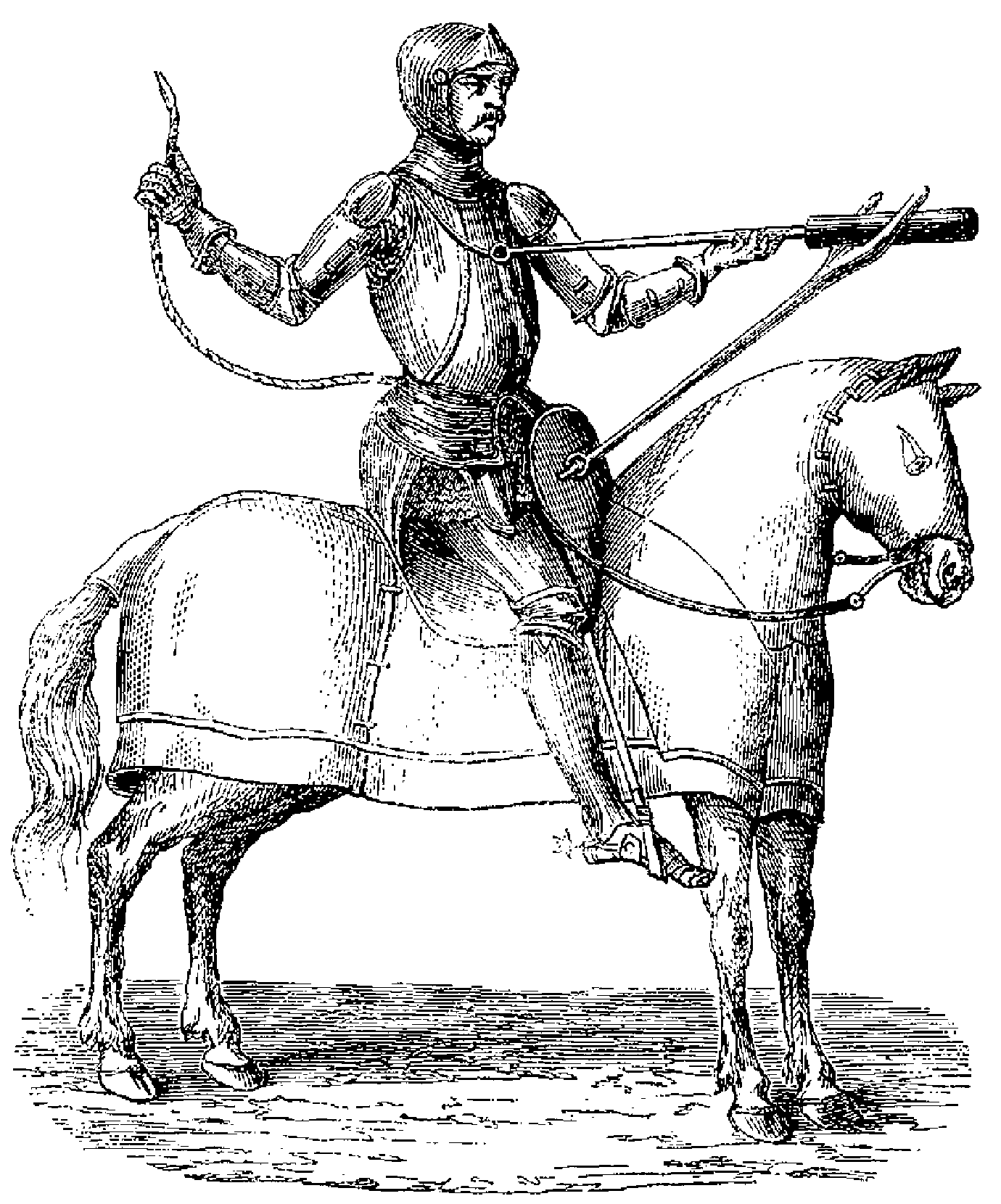
Cavalier couleuvrinier utilisant une couleuvrine à main

### Camp confédérés

#### Garnison et fortifications de Morat
La garnison de Morat est composée d'environ 2 000 hommes, commandés par Adrian Ier von Bubenberg. Ceux-ci sont retranchés derrière les fortifications de la ville : un mur d'enceinte entoure la cité, renforcé à intervalles réguliers par des tours. Un chemin de ronde couvert permet aux défenseurs de se battre tout en bénéficiant d'une position bien abritée.

Vues sur le mur d'enceinte, le toit du chemin de ronde et les tours de Morat
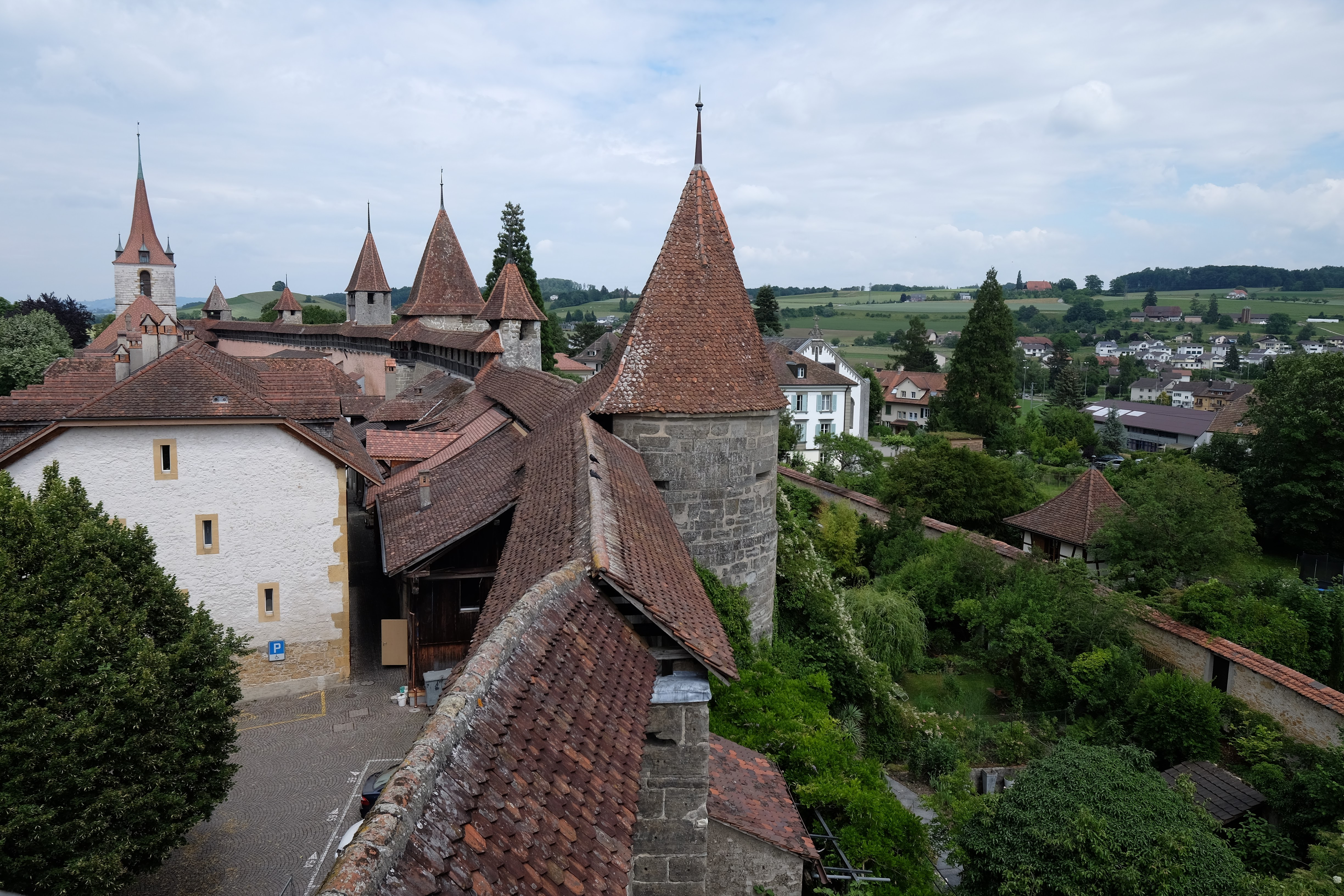
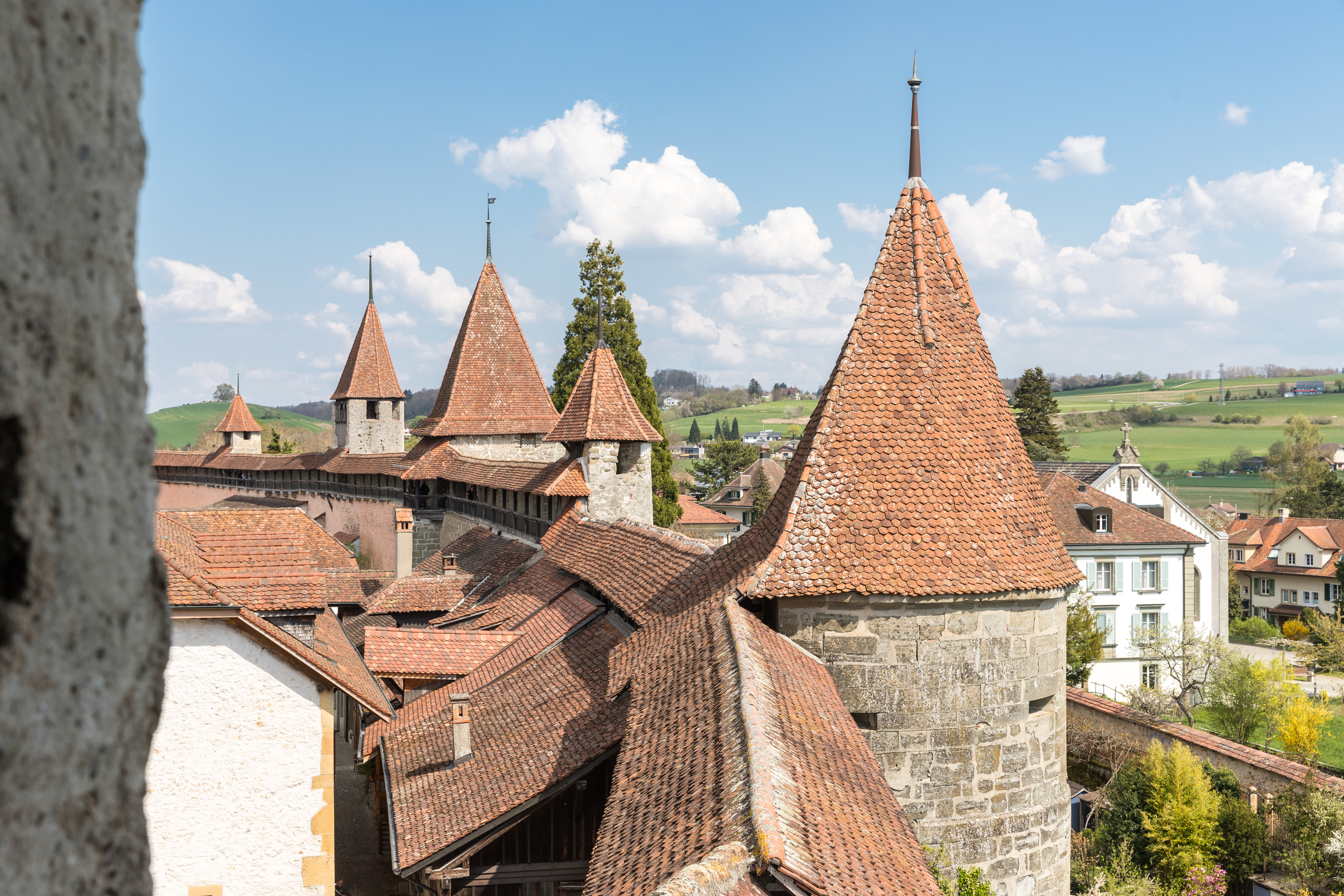
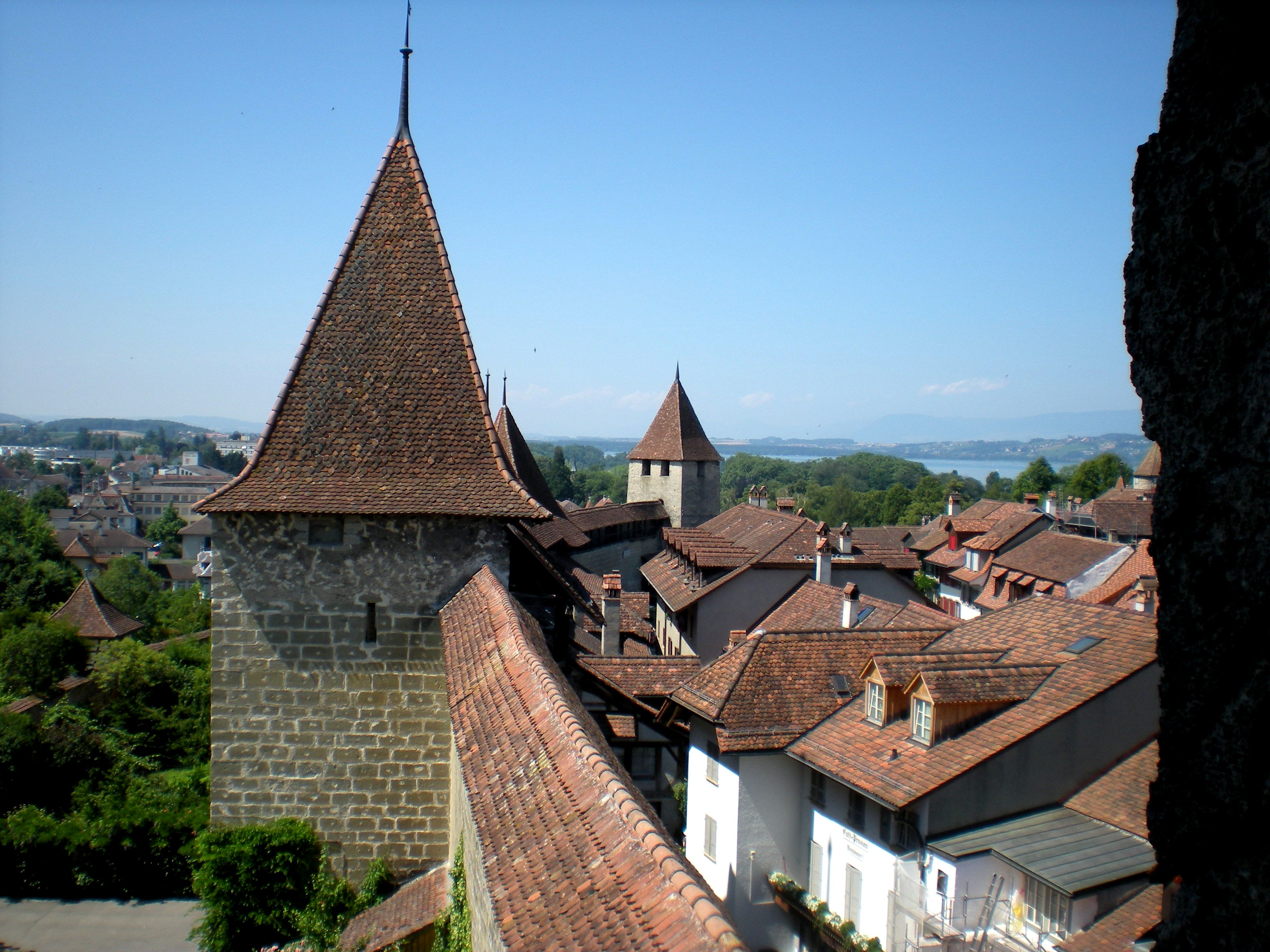
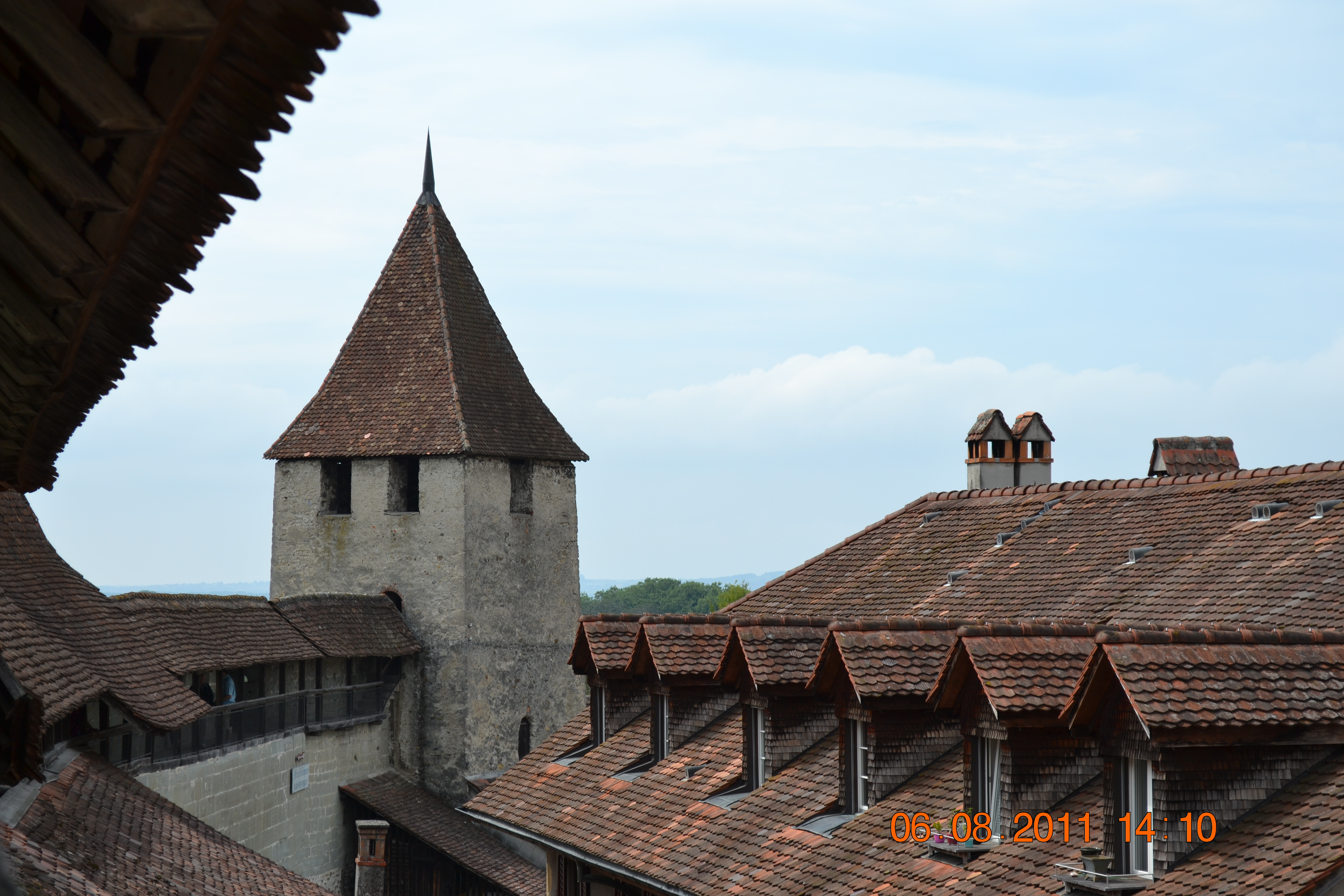

Vues de l'intérieur du chemin de ronde de Morat
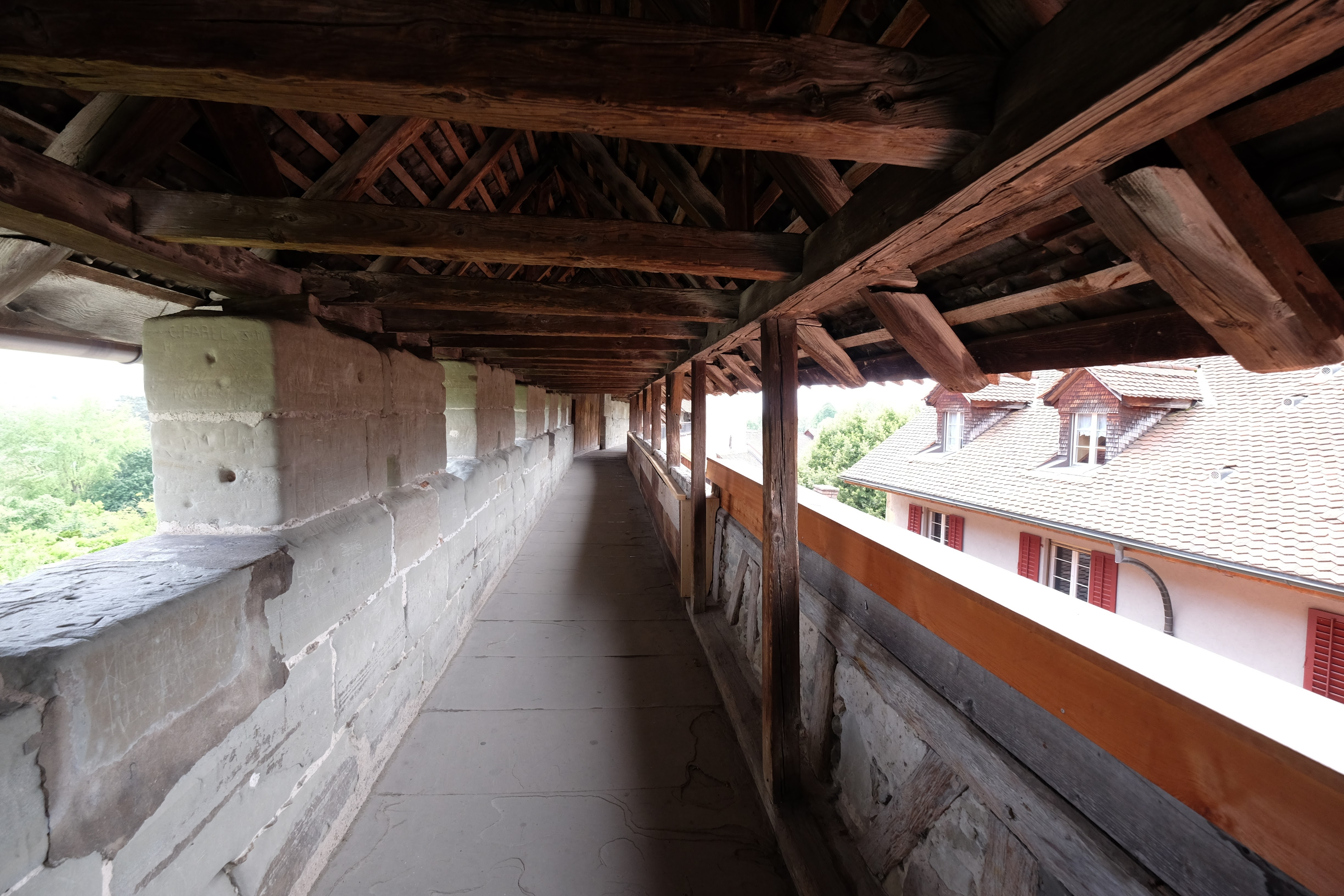
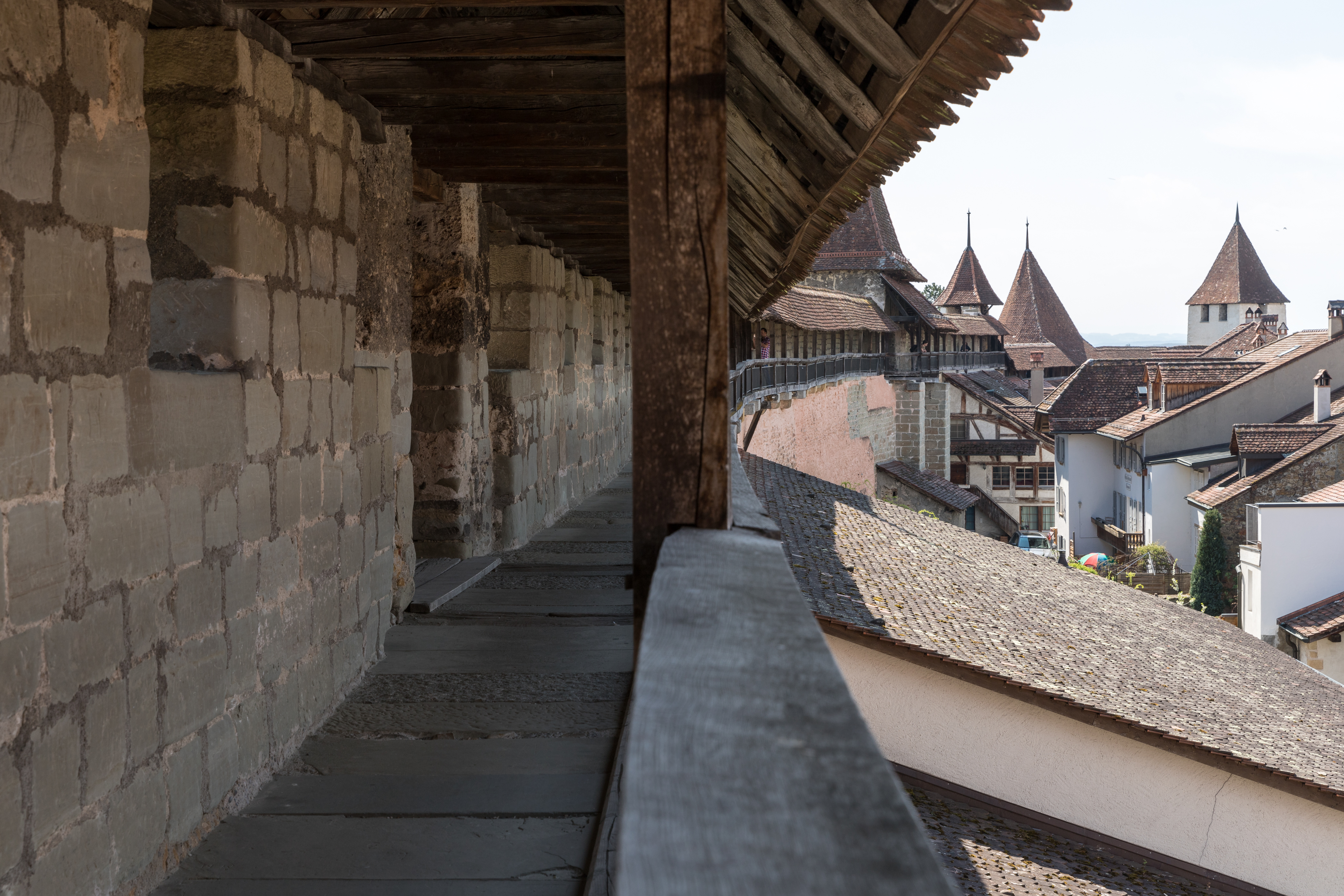
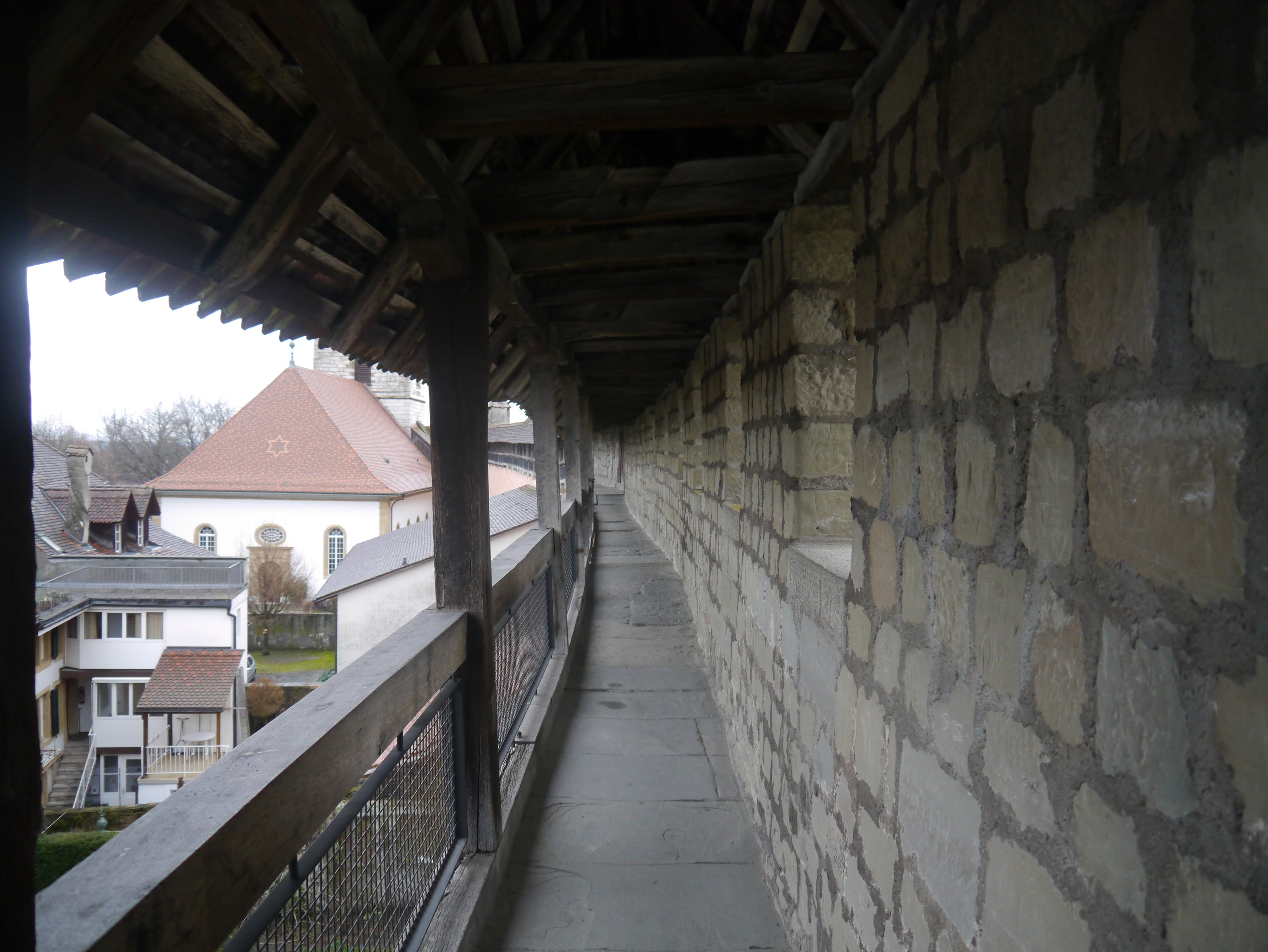
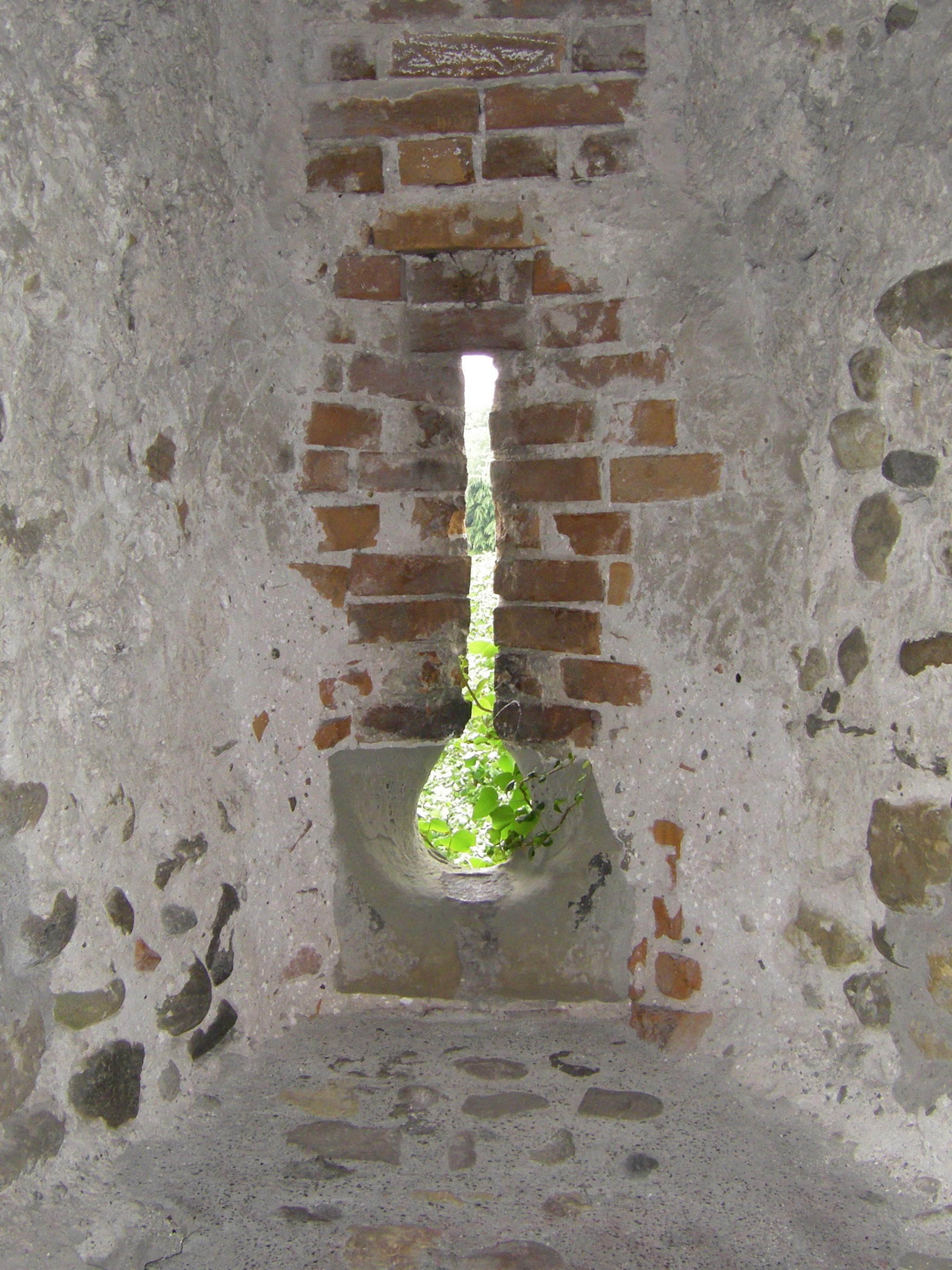
Meurtrière
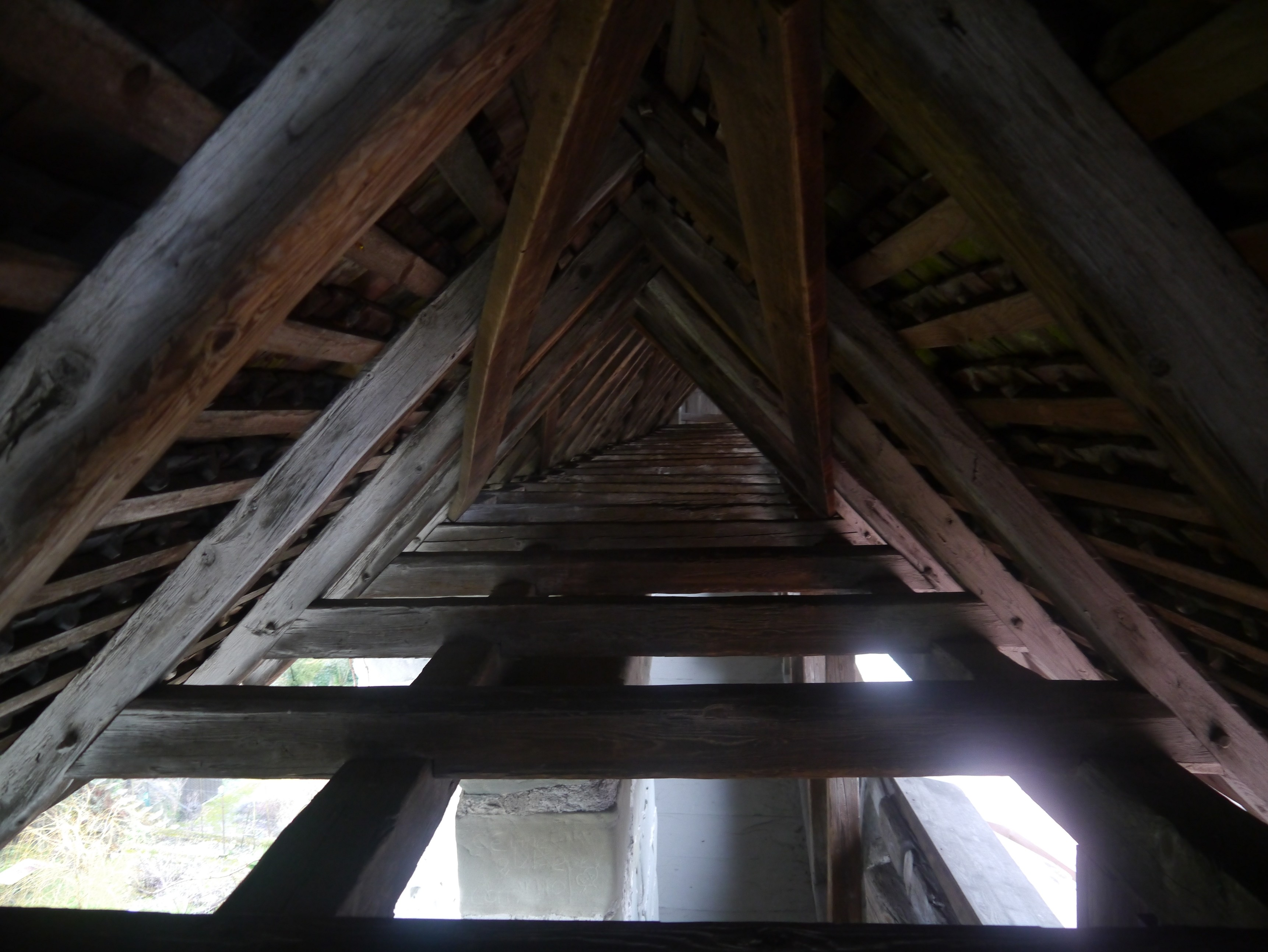
Charpente de la couverture du chemin de ronde

Vues sur les murailles, le chemin de ronde et les tours de Morat (entre 1898 et 1907)

#### Armée des confédérés

##### Organisation militaire
L'armée confédérée est composée de mercenaires suisses envoyés par les différents cantons alliés. À l'opposé de l'armée bourguignonne qui préfigure les armées de la Renaissance où des unités se spécialisent sur certains aspects du combat, l'infanterie est la force prédominante des confédérés. Ainsi, en plus d'une cavalerie évaluée à 1 800 hommes et d'une artillerie d'environ 50 pièces manœuvrées par 500 soldats, l'armée des confédérés regroupe près de 25 000 fantassins. L'infanterie représente donc près de 90% de l'effectif confédéré engagé à Morat.
Cette particularité de l'armée suisse implique l'existence d'une forte unité doctrinale sur le plan militaire, aussi bien sur les aspects stratégiques que tactiques. De par leur proximité, les différentes troupes se coordonnent plus aisément. Elles partagent en effet des équipements et des mouvements similaires. De plus, l'ordre de marche pour la bataille est simple et suit un schéma classique : une avant-garde (constituée d'environ8 000 hommes à Morat) précède le corps d'armée principal (environ 12 000 soldats) et une arrière-garde moins fournie (6 000 hommes). Enfin, le plan de bataille est souvent classique et simple à suivre pour les soldats : il implique généralement une forte poussée sur un point du dispositif adverse par trois colonnes profondes. La masse importante des piétons mobilisés par les cantons confédérés produisant ainsi un avantage numérique temporaire qui peut permettre le percement de la ligne de défense.
- le jeune duc de Lorraine René II leur a amené trois cents gens d'armes. Il commande la cavalerie lors de la bataille ;
- les Alsaciens sont venus en grand nombre, malgré la défense de Sigismond de Habsbourg. Le samedi 22, ils franchissent le pont de Gümmenen et se mettent en ordre de bataille ;
- l'Argovien Hans von Hallwyl commande les gens de l'Oberland et de Fribourg ;
- le corps central est dirigé par le Zurichois Hans Waldmann ;
- l'arrière-garde par le Lucernois Kaspar von Hertenstein.
- Rapport au duc de Milan, de son ambassadeur auprès du duc de Bourgogne, Giovanni-Pietro Panigarola 10 juin 1476 : « Dép. mil. CCXXVII du camp devant Morat. Même dépêche, et d'Appiano, 13 juin, CCXXX. La garnison se compose de 1 500 Bernois, de 100 mercenaires fribourgeois, de 114 francs-archers de Morat, d'une centaine de Neuchâtelois, de quelques gendarmes et de 4 maîtres-canonniers de Strasbourg. Commandant : le chevalier Adrien de Bubenberg, de Berne ; adjoint : Guillaume d'Affry, de Fribourg. Chef bombardier : Ulrich Wagner ».
- Adrian von Bubenberg, commandant des assiégés dans la ville de Morat, ancien avoyer de Berne, seigneur de Bubenberg, Spiez, Mannenberg, Wartenfels, patricien de Berne, avait comme commandant en second, Wilhelm (Guillaume) von Affry, seigneur d'Avry sur Matran, patricien de Fribourg, qui deviendra bourgmestre (Syndic) de Fribourg, ministre, bailli de Morat et de Grandson. Le troisième officier en rang d'autorité, était Rudolph von Erlach, seigneur de Jegenstorf, Riggisberg, Bümpliz, Wyl, Erlach, patricien de Berne, qui deviendra avoyer (président) de Berne.

##### Équipement
Les fantassins confédérés sont équipés de manière assez similaire à leurs homologues bourguignons. Toutefois, la standardisation et la qualité de l'équipement des mercenaires est généralement plus faible. Ainsi, une part importante du matériel dont ils disposent provient de butin pris lors de batailles antérieures (exemple : Grandson). L'impression de l'armée des confédérées est donc plus disparate.
Si les suisses sont également équipés de vouges ou de hallebardes primitives, leurs armes de poing sont plus diversifiées, comprenant des épées, des haches, voire des marteaux d'armes. Leurs casques sont également plus rudimentaires. Ce sont souvent des modèles améliorés de chapels de fer : les chapels bernois ou montauban.

Exemples de hallebardes
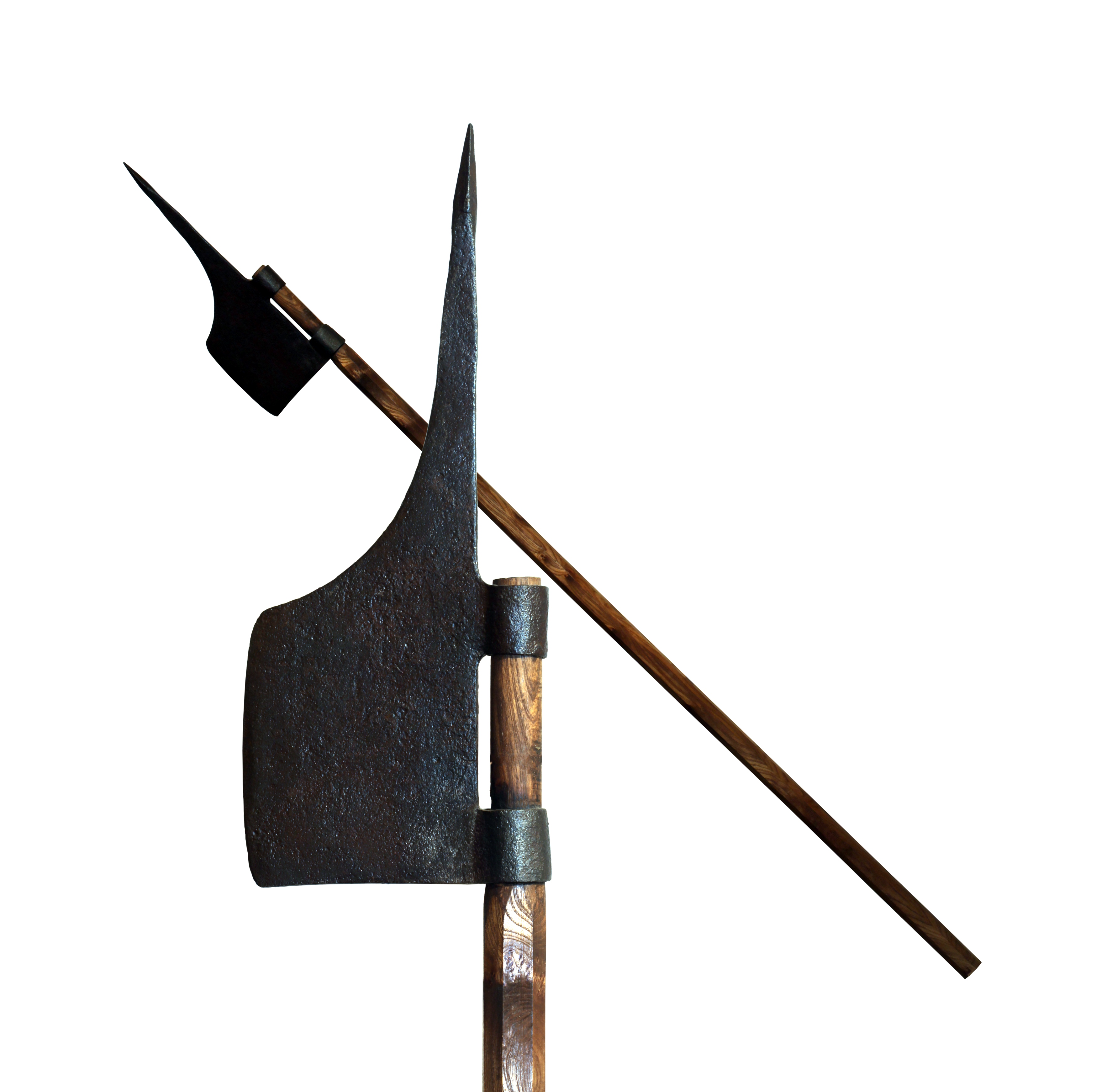
Hallebarde primitive, du type utilisé par les Suisses a l'époque.
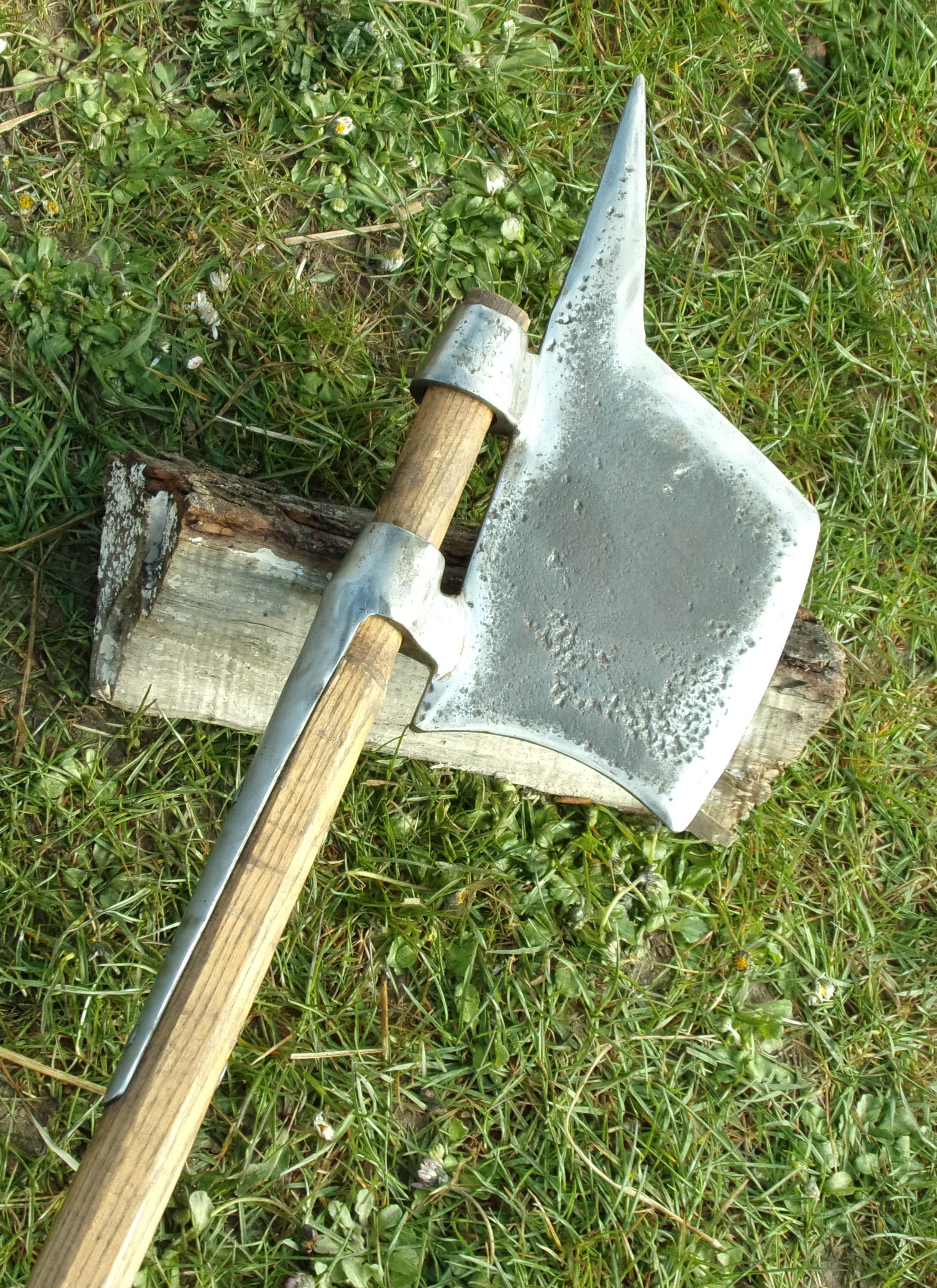
Réplique d'une hallebarde
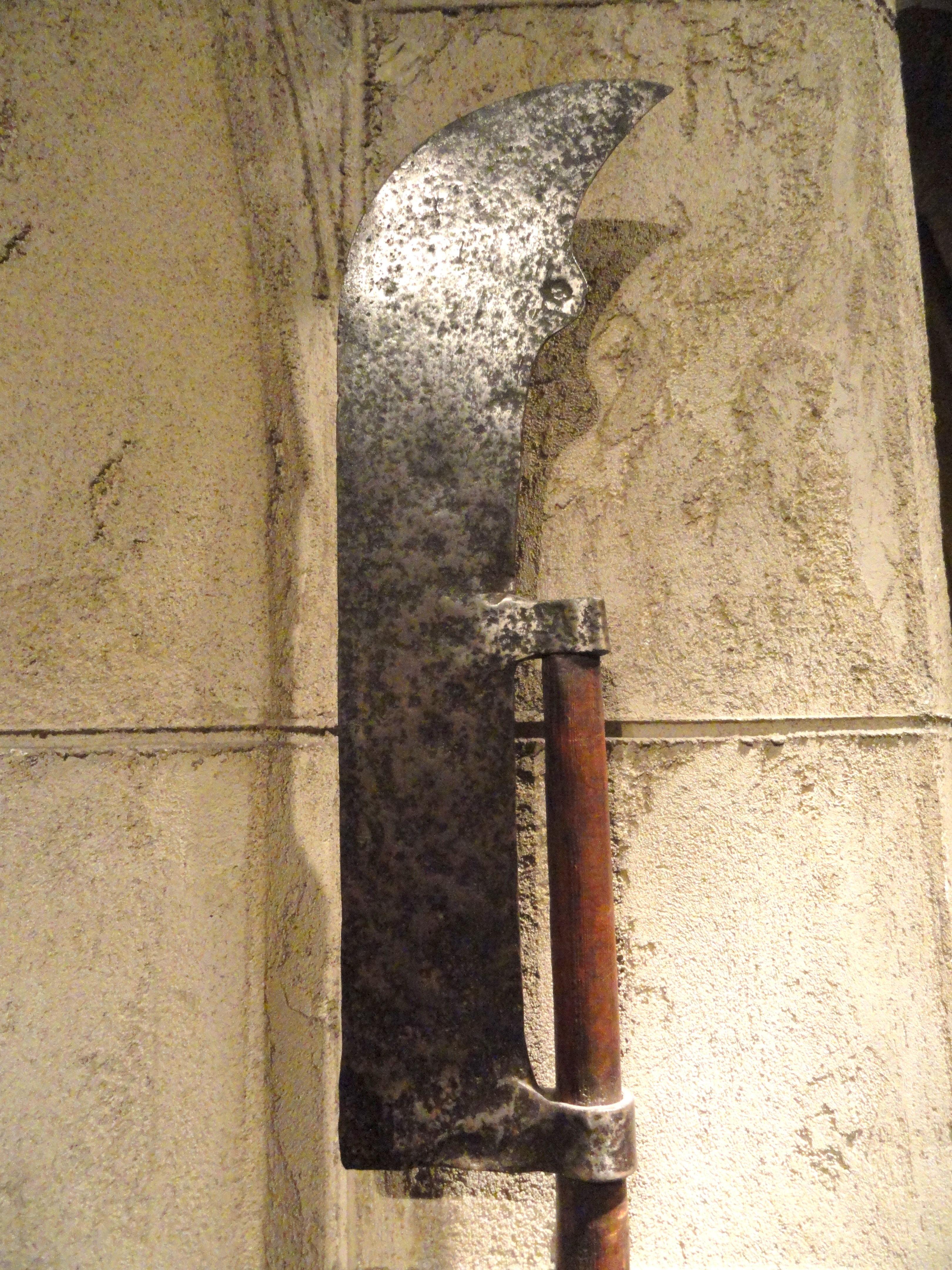
Exemple d'une hallebarde (18e siècle)
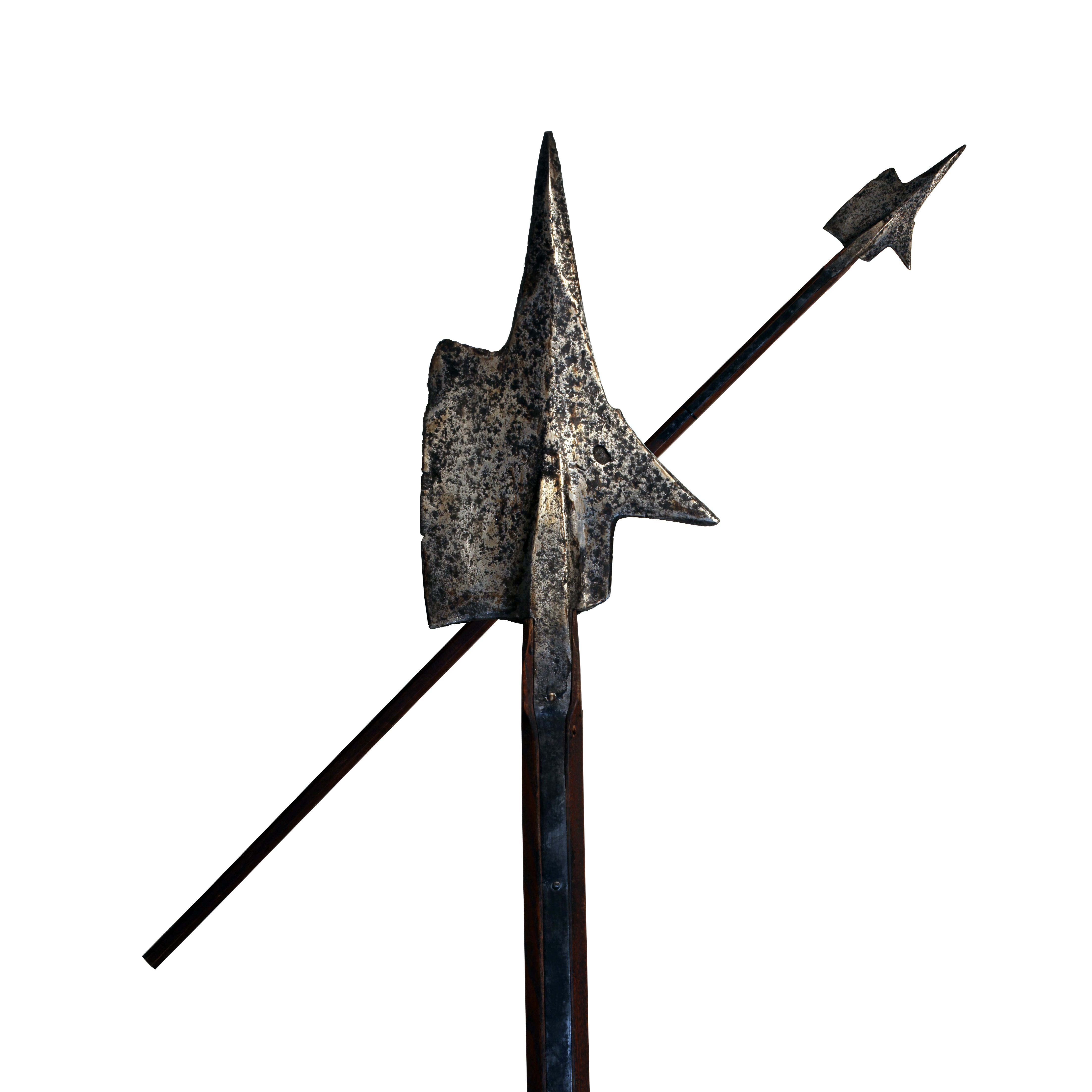
Hallebarde de style primitif (style de Sempach) (17e siècle). L'arme mesurait environ 2 mètres.
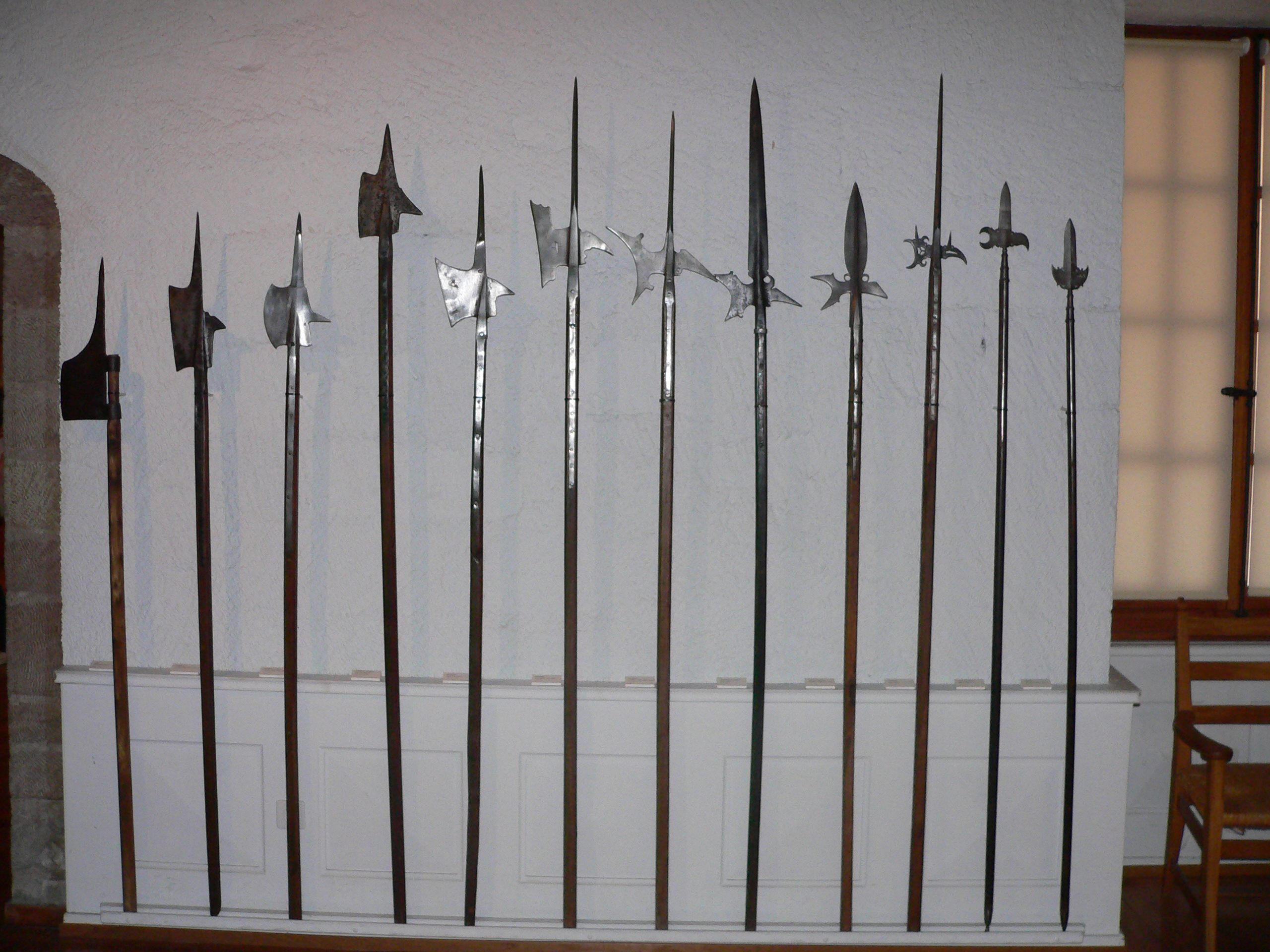
Collection de hallebardes. Seuls les 4 premiers modèles en partant de la gauche sont d'un style contemporain de la bataille de Morat.

Casques de type chapel bernois ou chapel de fer
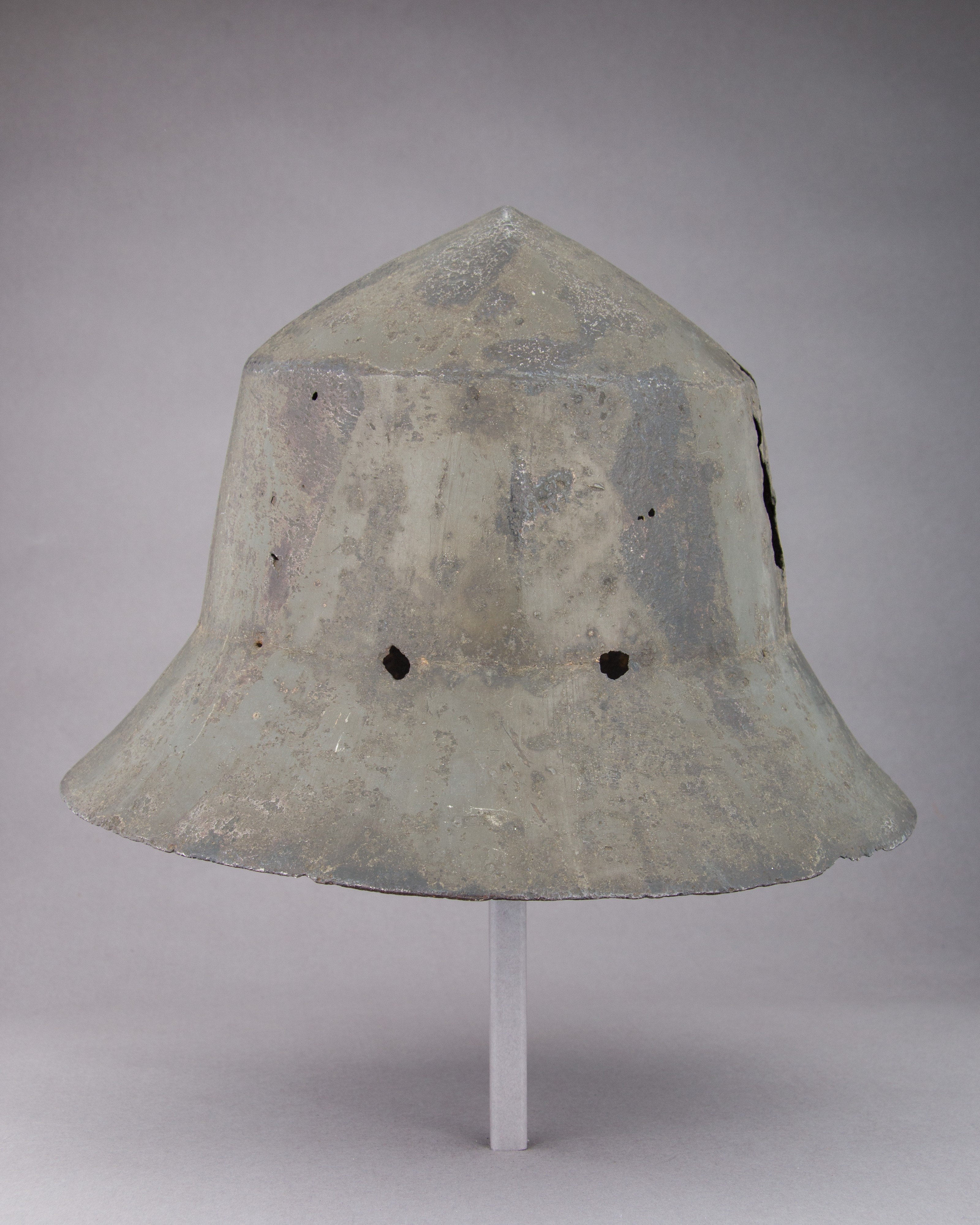
Casque de type chapel bernois (probablement 14e siècle)
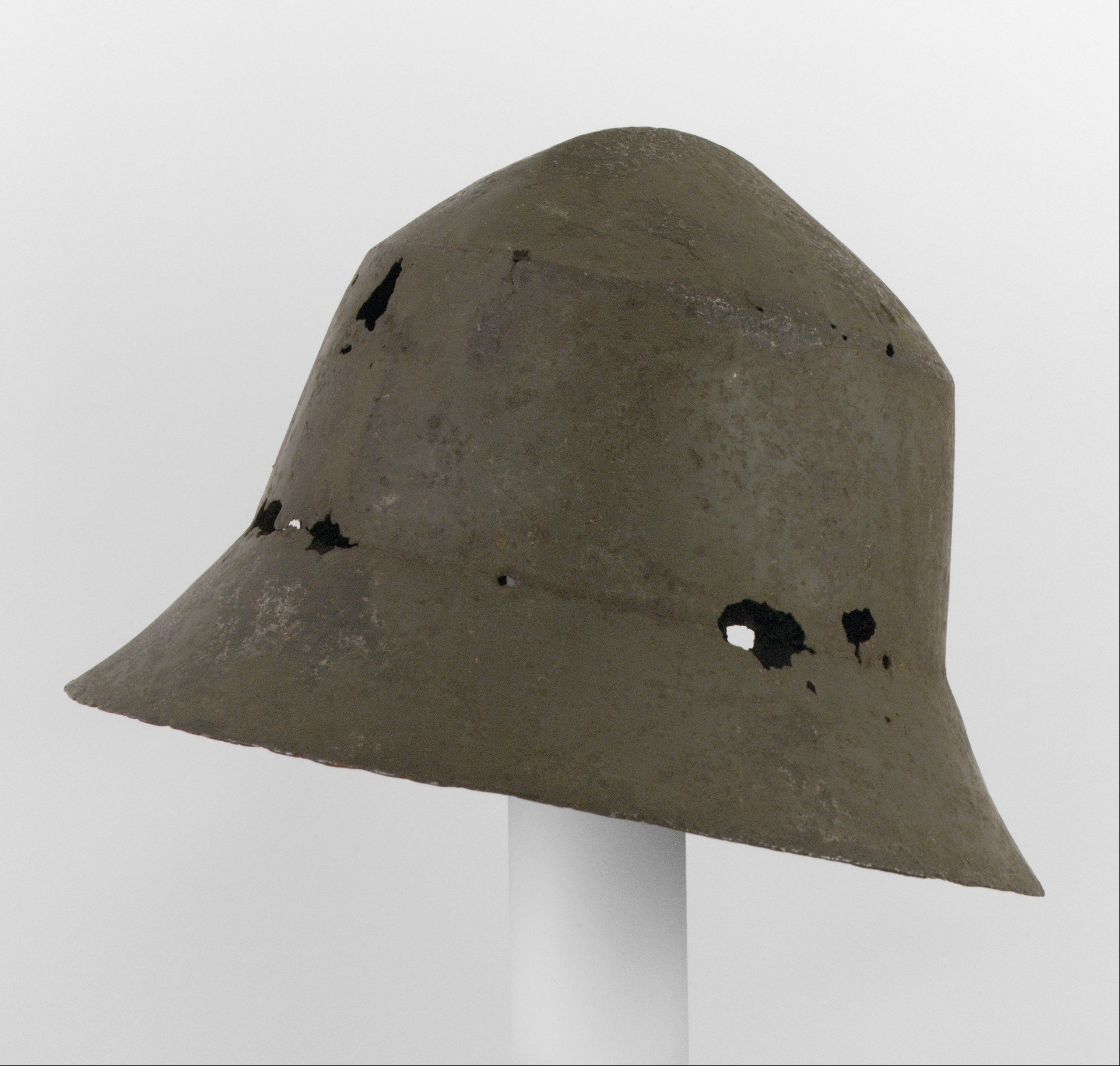
Casque de type chapel bernois (probablement 14e siècle)
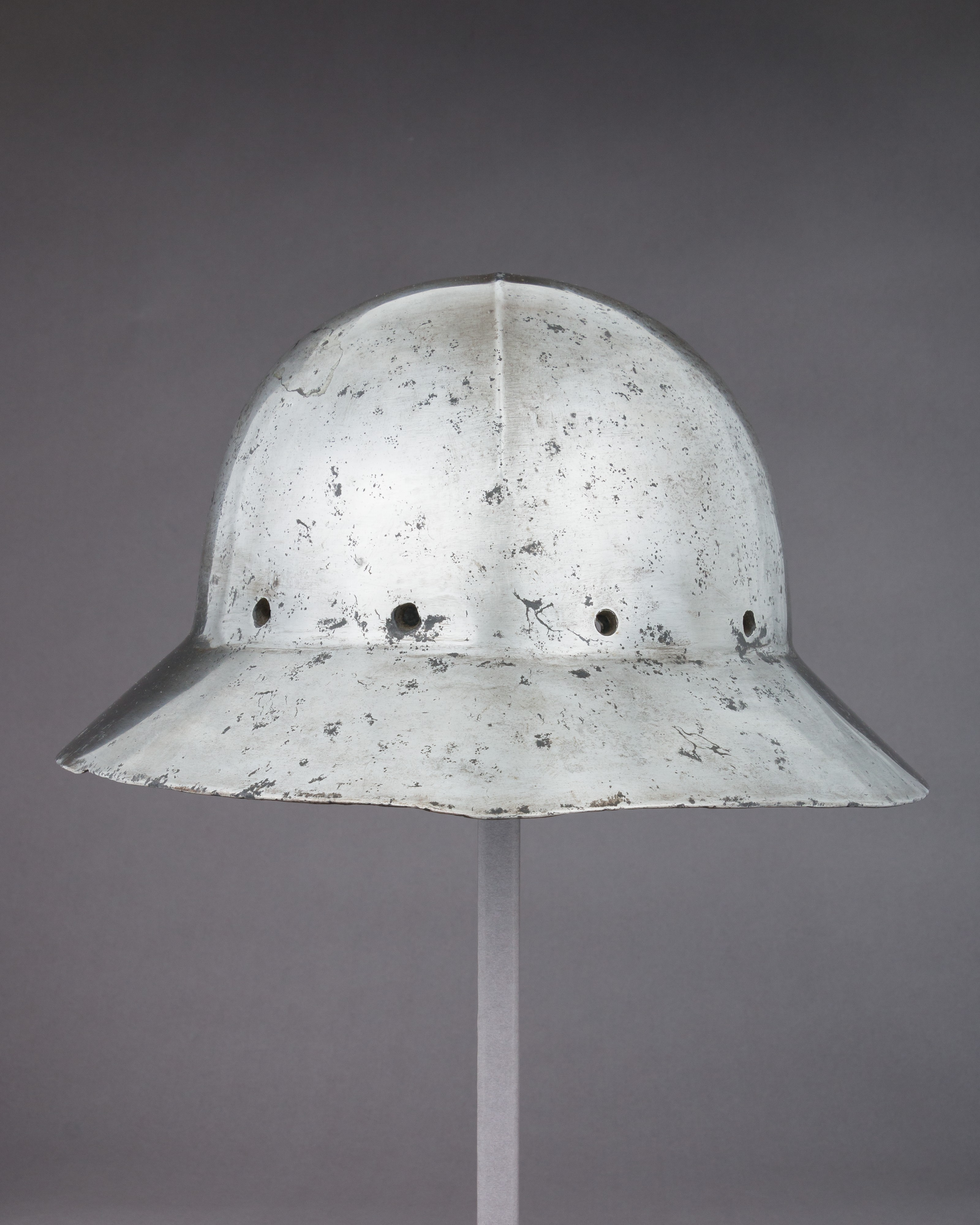
Casque de type chapel de fer (probablement 17e siècle)

Pour ce qui est des officiers ou des cavaliers, l'équipement se rapproche fortement de celui des nobles et des cavaliers lourds bourguignons.

## Déroulement

### Siège de Morat

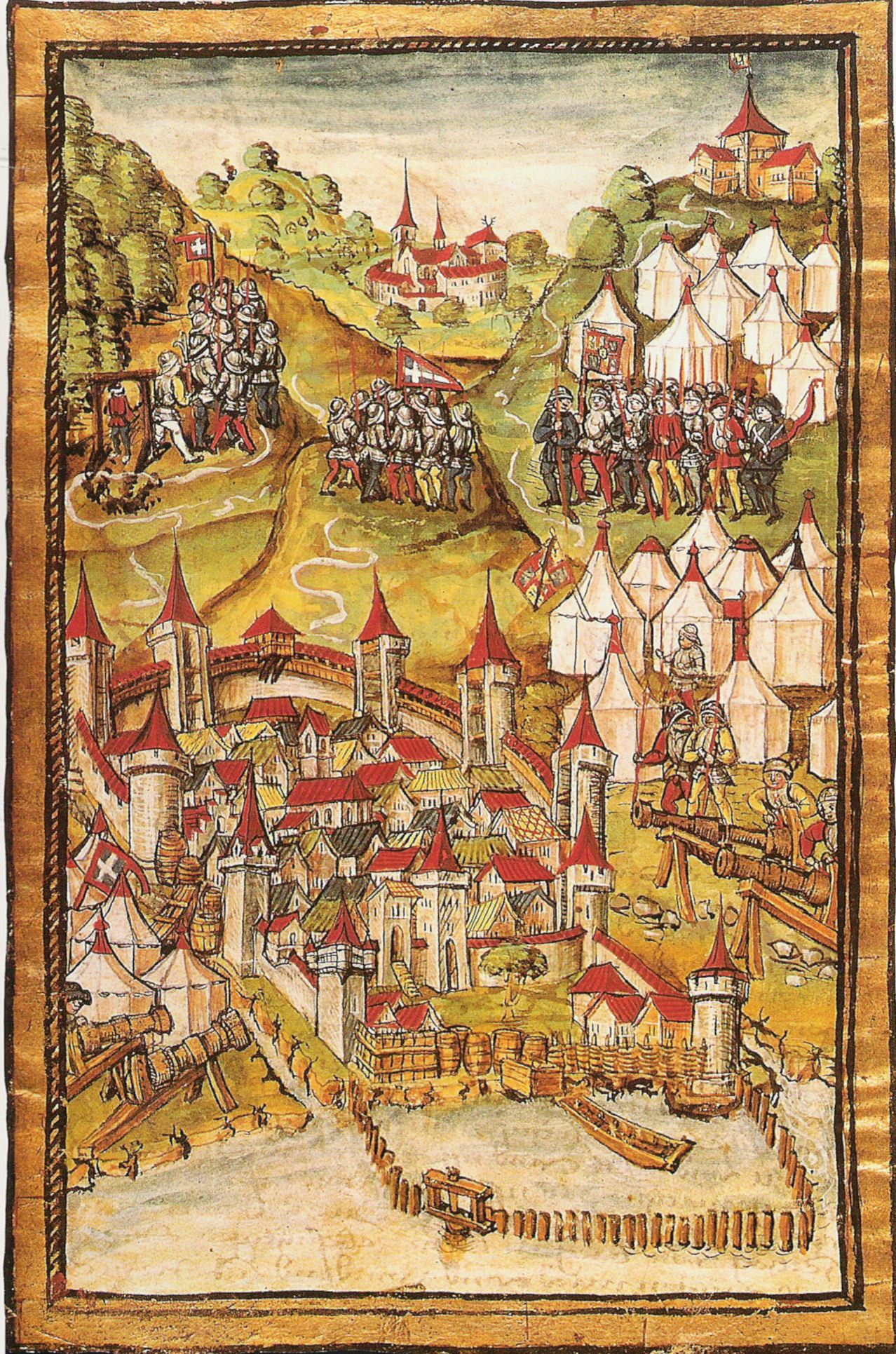
Enluminure de Diebold Schilling le Jeune, Chroniques officielles lucernoises (Amtliche Luzerner Chronik) (1513).
La scène représente le dispositif de siège adopté par le camp bourguignon.

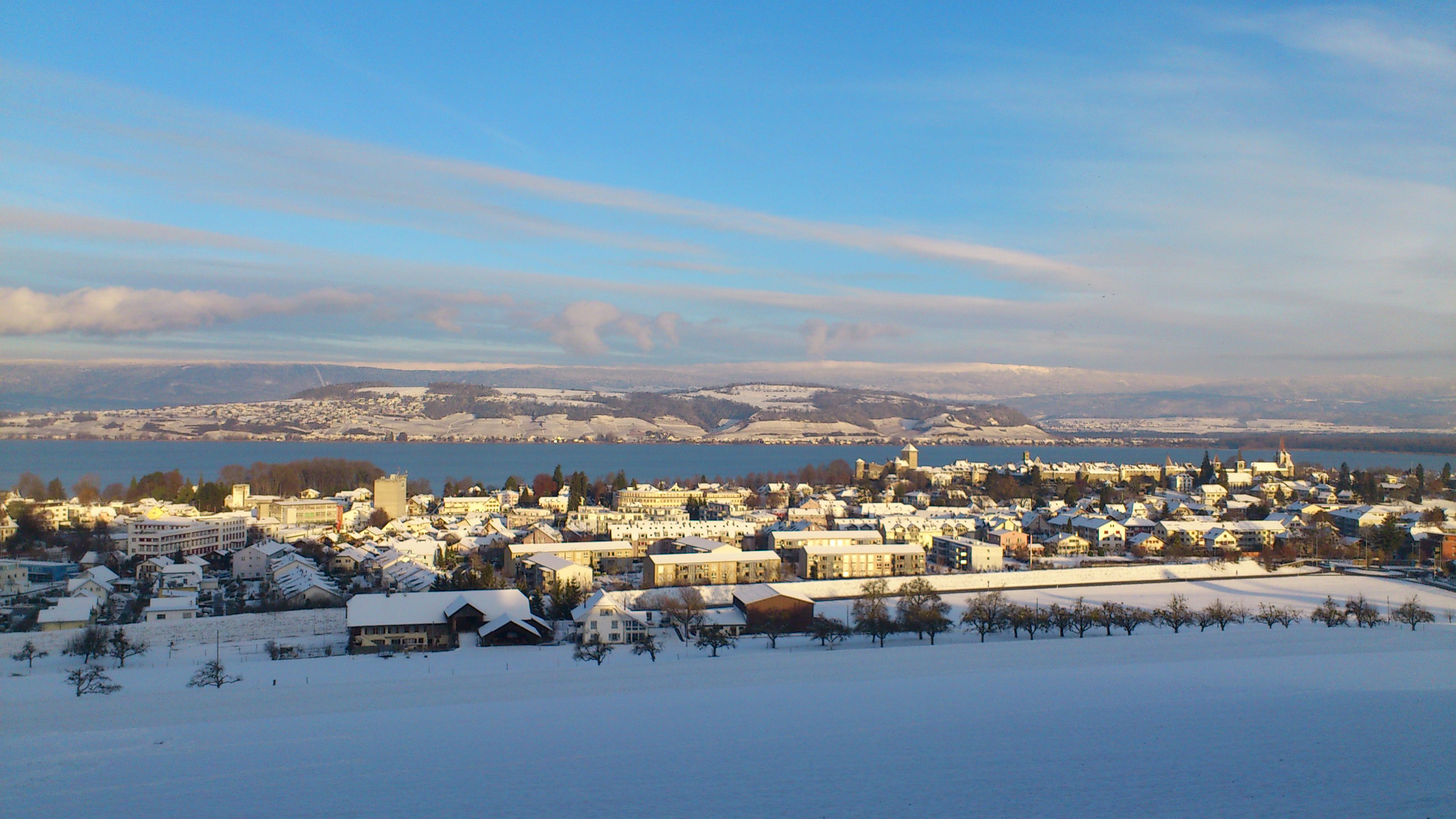
Vue sur la ville de Morat (sur la partie droite) depuis le bois domingue. On distingue au centre les hautes tours du château de Morat et à l’extrémité droite le clocher de l'église.

Le 10 juin, le duc de Bourgogne arrive en vue de Morat et commence ses manœuvres pour installer le siège et prendre la ville. Il ordonne à Jacques de Savoie, comte de Romont, de prendre position au nord du dispositif tandis que le comte de Tarente se voit assigner la partie sud. Les troupes bourguignonnes se répartissent sur toute la plaine centrale. Le duc de Bourgogne positionne son camp personnel au sommet d'une petite colline, le bois Domingue, ce qui lui permet de surveiller la ville ainsi que l'intégralité des opérations militaires.
Craignant la venue rapide d'une armée de secours des confédérés, Berne n'étant qu'à un peu plus de 30 kilomètres, le Téméraire décide de bloquer les voies d'accès à Morat. Suivant l'exemple de la bataille de Grandson durant laquelle les confédérés sont arrivés par la route des contreforts jurassiens plutôt que par celle du lac, il décide de barrer l'accès à la plaine de Morat en installant une fortification de campagne - la haie verte (Grünhag) - sur la route à l'ouest de la ville. La seconde route, le long du lac, est placée sous la surveillance du comte de Romont mais sans installation défensive particulière.
La haie verte est un ensemble de palissades rectiligne orienté NO-SE entre les lieux-dits de Burg et Salvagny et faisant face à une vaste prairie dégagée sur environ un kilomètre. Elle coupe la route ainsi que cette prairie et empêche le débouché sur la plaine et les contreforts entourant Morat. Pour compléter le système défensif, un groupe d'artillerie de campagne composé d'une quarantaine de pièces (principalement des couleuvrines) fortifie une position sur la gauche. Tournée vers l'ouest, l'objectif de cette disposition est de couvrir un assaut sur la haie verte à l'aide de l'artillerie, notamment en réalisant des tirs en enfilade. L'ensemble fortifié exploite également les avantages du terrain. Ainsi, la gauche de la position d'artillerie s'appuie sur un talus naturel - le burggraben - et le côté sud de la forêt séparant les deux routes. Sur le plan humain, la défense de la haie verte est confiée au comte de Marle. Pour cela, il dispose d'environ 2 000 hommes mobilisés sur alerte et organisés en petites unités disparates de piétons, couleuvriniers et artilleurs.
Pour compléter ces mesures strictement défensives, le duc de Bourgogne tente aussi des actions offensives en vue de couper la garnison assiégée d'éventuels renforts. Le 12 juin, il tente de s'emparer de trois ponts sur la Sarine dans le but d'empêcher et de retarder le passage de troupes ennemies sur la rive gauche de la Sarine. Toutefois, ses troupes échouent à se rendre maîtresses des édifices.
En ce qui concerne les opérations de siège, le bombardement des murs d'enceinte débute le 11 juin. Dans un premier temps, le Téméraire opte pour un assaut général contre la ville : les Savoyards attaquant au nord pendant que les Lombards font de même au sud. Le creusement des tranchées commence dans la nuit du 12 au 13 juin. Arrivés rapidement à proximité des fortifications, les Lombards essuient un feu nourri de la part des défenseurs et doivent se replier pour limiter leurs pertes.
Charles adapte alors sa stratégie et décide le 14 juin que l'attaque décisive contre la ville se fera uniquement par le nord. C'est donc le comte de Romont qui sera chargé de prendre la cité ou au moins d'en occuper la partie nord. Si les armées restent à leurs positions, l'artillerie de siège est réorganisée dans la nuit du 14 au 15 juin pour augmenter son efficacité et percer les défenses nord. La perte de nombreuses pièces lors de la retraite à Grandson affecte en effet l'efficacité du siège bourguignon : ce sont seulement 70 coups par jour qui peuvent être tirés par les assaillants. La mise en batterie des pièces d'artillerie de siège porte ses fruits et le 15 juin, elle parvient à écrouler une partie du mur. Les défenseurs tentent alors une sortie pour désorganiser l'artillerie de siège mais leur effort échoue devant les défenses bourguignonnes.
Durant ce temps, les rumeurs et les craintes concernant l'arrivée d'une armée de secours confédérée se font plus pressantes. À partir du 17 juin, le duc met plusieurs fois en état d'alerte les troupes devant défendre la haie verte. Toutefois, outre affaiblir le moral de ses hommes par cette répétition d'alertes infondées, ces différentes manœuvres permettent aux soldats de la garnison d'observer le dispositif bourguignon et d'y déceler des lacunes. Le duc de Bourgogne ne parvenant pas à réaliser un blocus lacustre de la ville malgré l'armement de plusieurs bateaux, les défenseurs peuvent donc transmettre des renseignements sur les faiblesses des assaillants aux émissaires bernois.

### Assaut bourguignon sur la ville et regroupement de l'armée confédérée

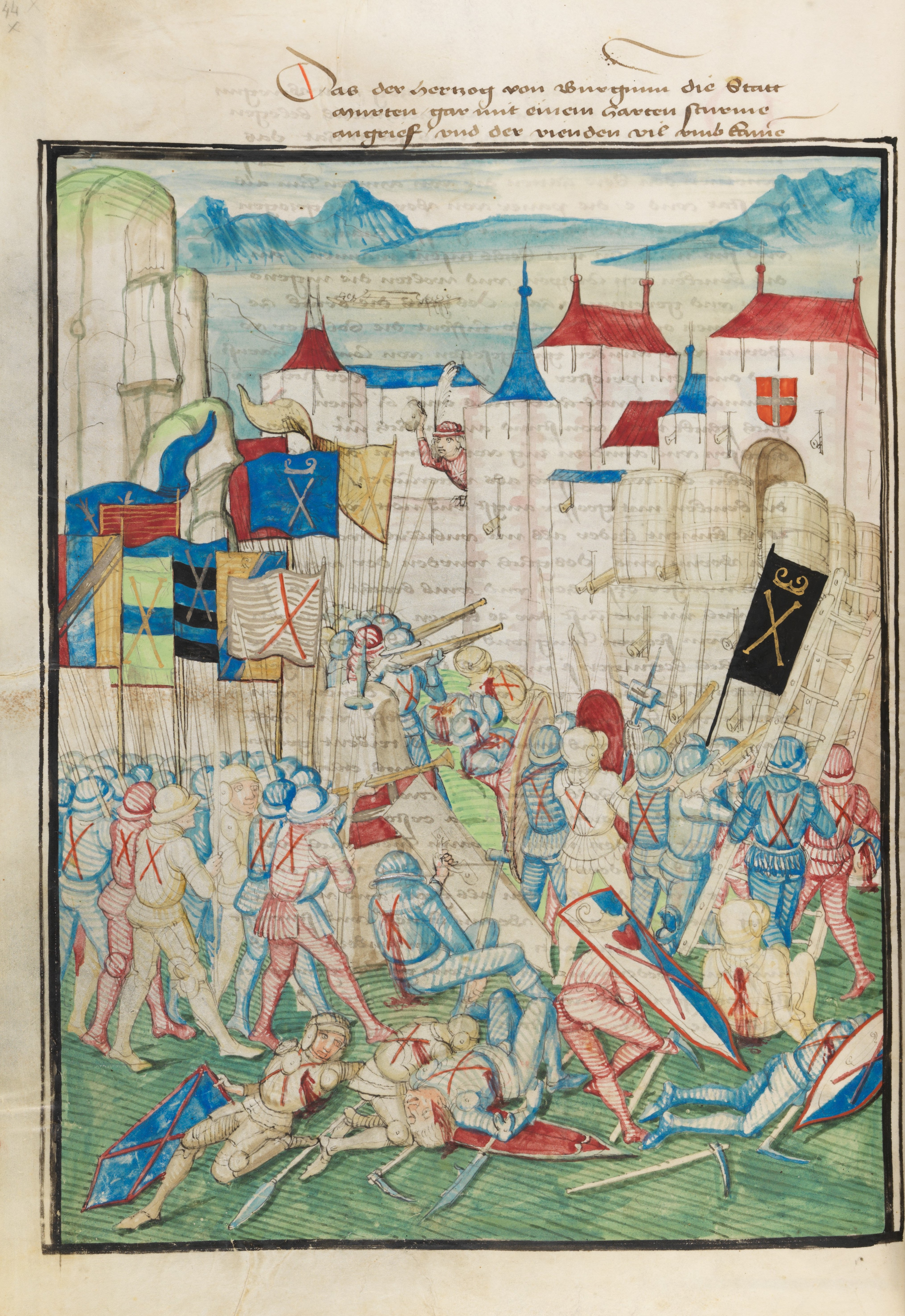
Enluminure de Diebold Schilling le Vieux, Chroniques officielles bernoises (Amtliche Berner Chronik) (1483).
La scène représente un assaut des troupes bourguignonnes contre les remparts de Morat.

Au soir du 18 juin, Charles ordonne une attaque générale sur la brèche ouverte dans les remparts. Son plan obéit à ses deux impératifs que sont prendre la ville mais aussi forcer les confédérés à se découvrir pour pouvoir les affronter. Malgré des combats intenses durant 8 heures, les Savoyards ne parviennent pas à pénétrer dans la ville. Toutefois, si le premier objectif du Téméraire n'a pas été atteint par cet assaut, le second lui donne quelques résultats. Effectivement, bien que l'armée confédérée soit toujours invisible, les différents renseignements recueillis par les forces du duc de Bourgogne accréditent toujours plus la marche des soldats suisses vers Morat et leur attaque prochaine.
Côté suisse, les forces convergent vers un camp situé à environ 20 kilomètres à l'est de Morat sur la rive droite de la Sarine. Du fait de l'arrivée des troupes de différents cantons, le rassemblement de toutes les forces nécessite plusieurs jours. Par exemple, les dernières troupes zurichoises n'atteignent Berne que le 21 juin dans la journée et le camp le 22 au matin, après plusieurs jours de marche forcée. Exploitant ce temps de rassemblement à leur avantage, les confédérés déjà présents profitent de ces moments pour faire du renseignement et préparer la bataille. Plusieurs espions et petites troupes sont ainsi envoyés sur la rive gauche de la Sarine où ils peuvent utiliser au mieux leurs connaissances préalables de la zone.
La structure politique et les alliances qui régissent les relations entre les différents cantons suisses impliquent qu'il n'existe pas de commandement unifié préalable pour les troupes des confédérés. Des conseils de guerre sont ainsi nécessaires pour arrêter le plan de bataille et les rôles de chacun. Dès le 20 juin, les chefs suisses, bien renseignés sur le dispositif bourguignon, décident de porter leur attaque sur le secteur de la haie verte. Lors d'un autre conseil le 21 à Ormey, ils décident de faire monter leur troupes face à la haie verte le jour même et d'envisager une attaque dès le 22. Bien que le plan soit risqué, que certaines troupes ne disposent pas d'un repos suffisant et que le plan ne prévoit pas une aide plus directe à la garnison de la ville, les confédérés espèrent prendre par surprise les Bourguignons et briser leur ligne de défense. Durant ces conseils, il est également arrêté que les troupes ont pour mission de détruire définitivement l'armée bourguignonne et ne devront épargner aucun adversaire. Les autorités des différents cantons souhaitent ainsi réduire au silence la menace bourguignonne et ne pas reproduire la fin de bataille de Grandson où les soldats suisses n'avaient pas pourchassé les Bourguignons en fuite, préférant se livrer au pillage du camp ennemi.
Dès le 21, les premières troupes confédérées passent sur la rive gauche de la Sarine et prennent position à l'ouest d'Ormey, dans les bois en face de la haie verte. De leur côté, les Bourguignons mènent quelques reconnaissances à l'est de leur position et découvrent le mouvement de certaines troupes. Toutefois, convaincu que l'armée suisse est en réalité plus petite et que sa tactique sera similaire à Grandson - à savoir pousser une reconnaissance sur la haie verte puis attaquer avec le gros des troupes par la route du lac -, Charles ne voit dans ces manœuvres que les prémices de l'avant garde des confédérés alors qu'il s'agit en réalité de leur arrière garde.

### Attaque de l'armée des confédérés

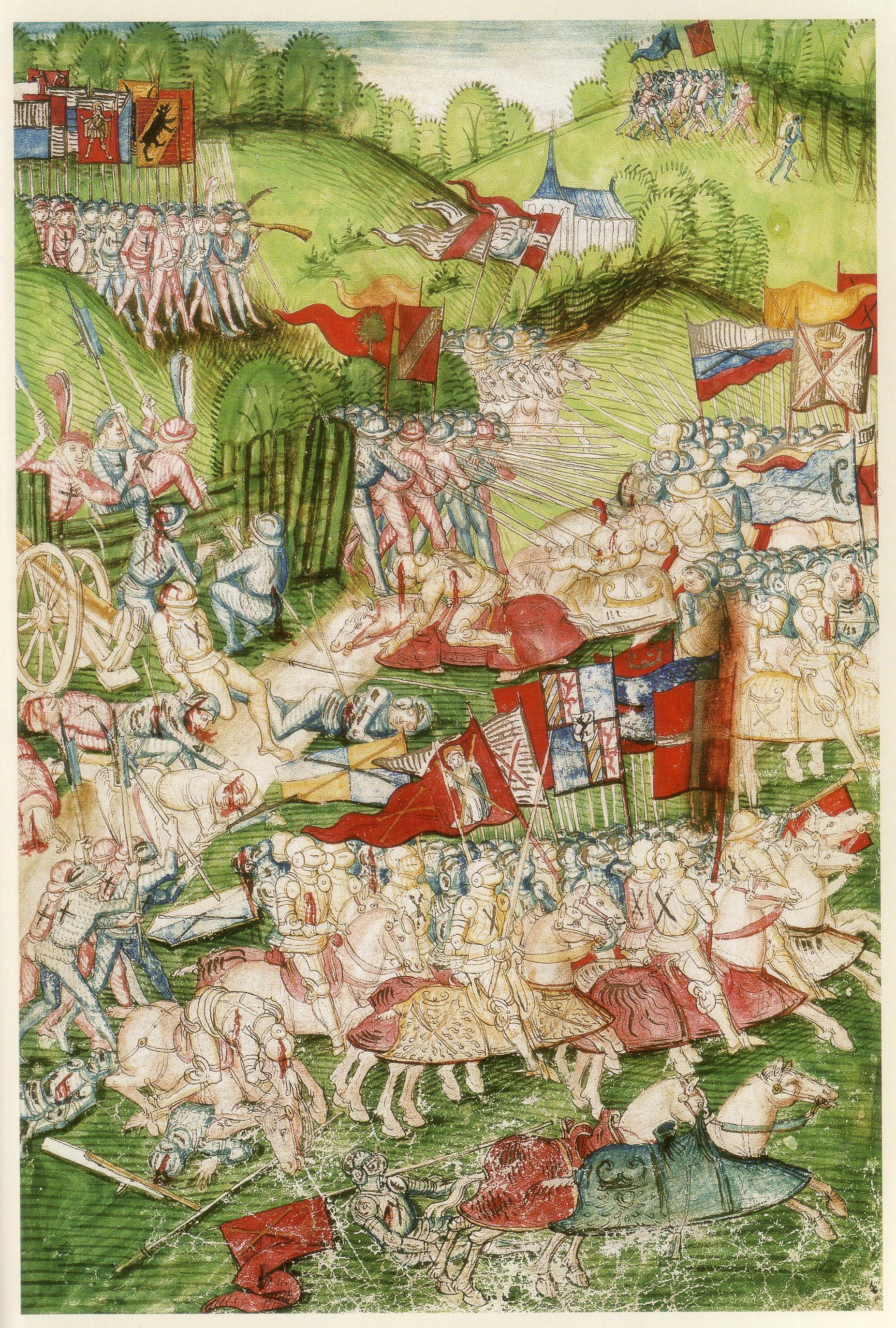
Enluminure de Diebold Schilling le Vieux (entre 1480 et 1484).La scène représente la percée de la haie verte par les confédérés.

Le 22 au matin, les confédérés réalisent les derniers préparatifs avant la bataille : les dernières troupes passent la Sarine, les prêtres prononcent les prières et les sacrements d'usages et plusieurs hommes sont adoubés,. Pendant ce temps, les troupes sortent des bois et prennent position face à la haie verte. Le duc de Bourgogne, toujours persuadé que ces mouvements sont le fait de l'avant garde et que l'attaque réelle se fera plus au nord sur le secteur tenu par le comte de Romont, n'ordonne pas de manœuvres particulières de son côté hormis mettre toutes ses troupes en alerte. Les soldats suisses peuvent donc rester à découvert sans subir de tirs d'artillerie ou des volées de flèches.
Après que le duc de Bourgogne a décidé de lever l'alerte pour une part importante de son dispositif, l'armée suisse lance son attaque sur la haie verte. Les confédérés attaquent la position, disposés en trois colonnes profondes qui montent à l'assaut des fortifications. Les combats sont intenses, l'artillerie bourguignonne montrant son efficacité et ralentissant fortement l'avance des Suisses malgré la supériorité numérique de ceux-ci (environ 5 contre 1). Toutefois, la levée de l'état d'alerte quelques minutes plus tôt pour les troupes de soutien a temporairement désorganisé le système bourguignon. Les cavaliers sont en effet descendus de cheval et de nombreux hommes ne sont plus en ordre de bataille. Les Suisses profitent ainsi de cet avantage et un groupe de Schwytzois parvient à franchir le burggraben et pénétrer dans la position d'artillerie. À partir de cet instant, la haie verte cède et les troupes bourguignonnes commencent à fuir le secteur, laissant la plaine libre devant l'avance des confédérés.
Côté bourguignon, Charles se montre indécis et inactif. Il n'offre en effet que peu de soutien aux hommes de la haie verte en train de s'effondrer. Les troupes qui l'entourent réalisent tout de même une contre-attaque qui bloque l'avancée des fantassins lorrains et de la cavalerie mais ils sont rapidement contraints de reculer sous la poussée de l'ensemble de l'infanterie suisse. Plus au nord, les Savoyards sont trop éloignés des positions de la haie verte pour leur offrir un soutien d'artillerie ou humain. Enfin, les Lombards tentent de remonter vers le nord pour soutenir le centre bourguignon mais ils sont contraints de rester en position par une sortie de diversion des défenseurs.

### Destruction de l'armée bourguignonne
Avec la chute de la haie verte et l'échec de la contre-attaque du centre et des réserves bourguignonnes, l'ensemble du dispositif de Charles s'écroule. Devant l'arrivée en masse des contingents confédérés, les soldats bourguignons tentent de fuir. Cernés par les troupes suisses qui ne font aucun quartier et les repoussent vers les fortifications de la ville et le lac, les hommes sont pris de panique. Au total, entre 10 000 et 12 000 Bourguignons meurent sur le champ de bataille, tués par les confédérés ou noyés.

Enluminures de Diebold Schilling le Vieux ornant la Chronique officielle de Berne (Amtliche Berner Chronik) (1483)
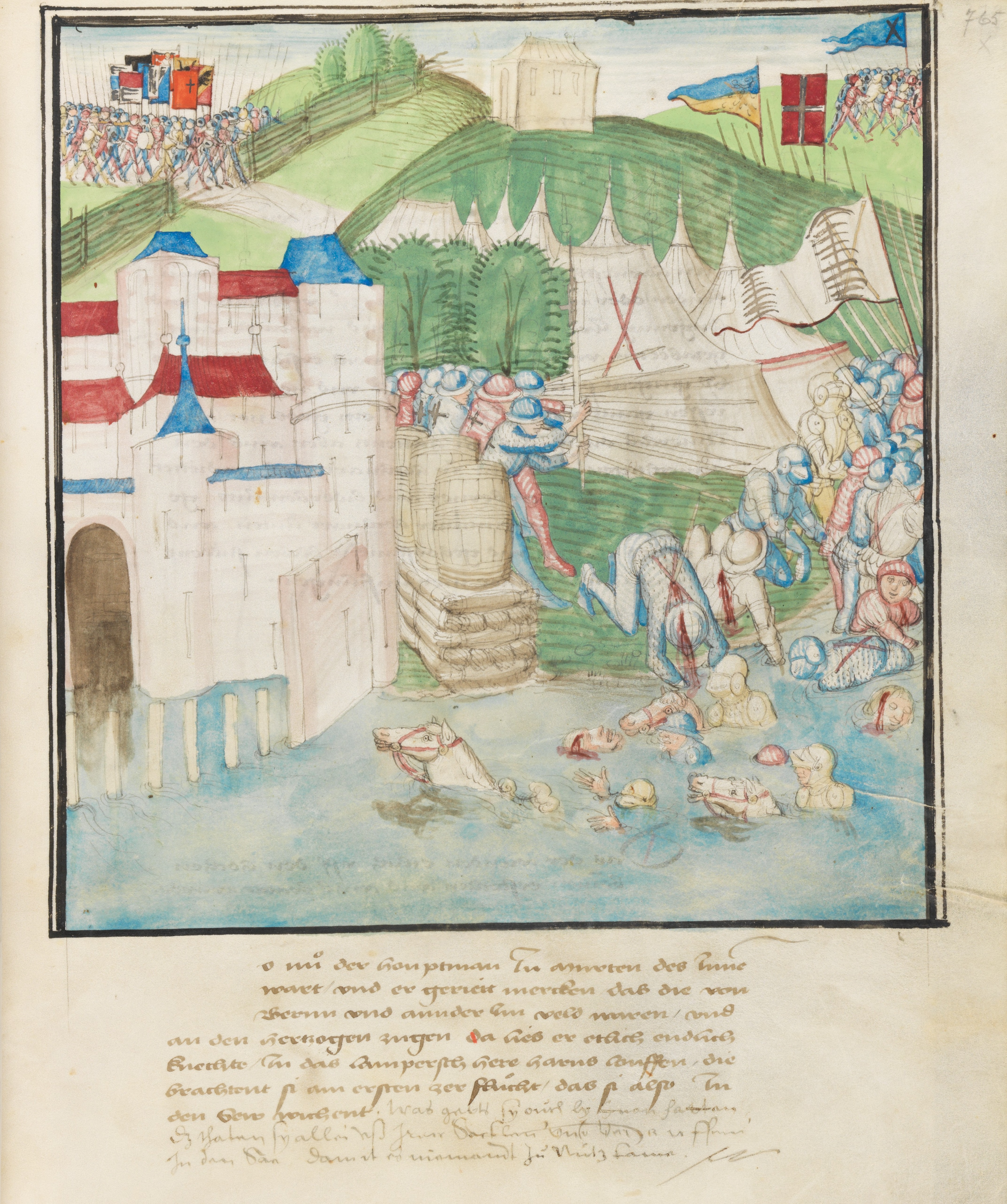
Déroute des troupes bourguignonnes devant les confédérés[N 8].
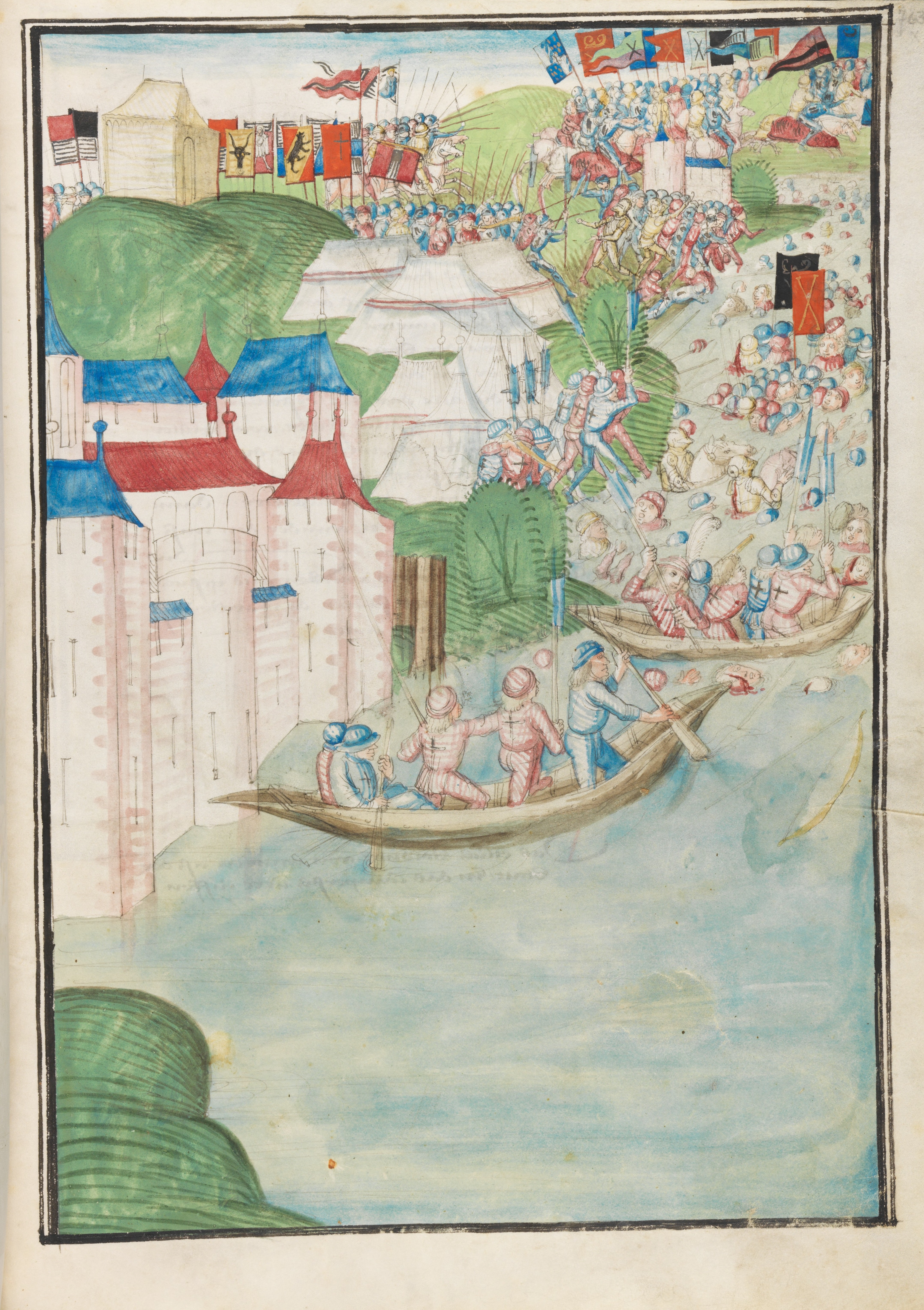
Fuite et massacre de l'armée bourguignonne[N 9].
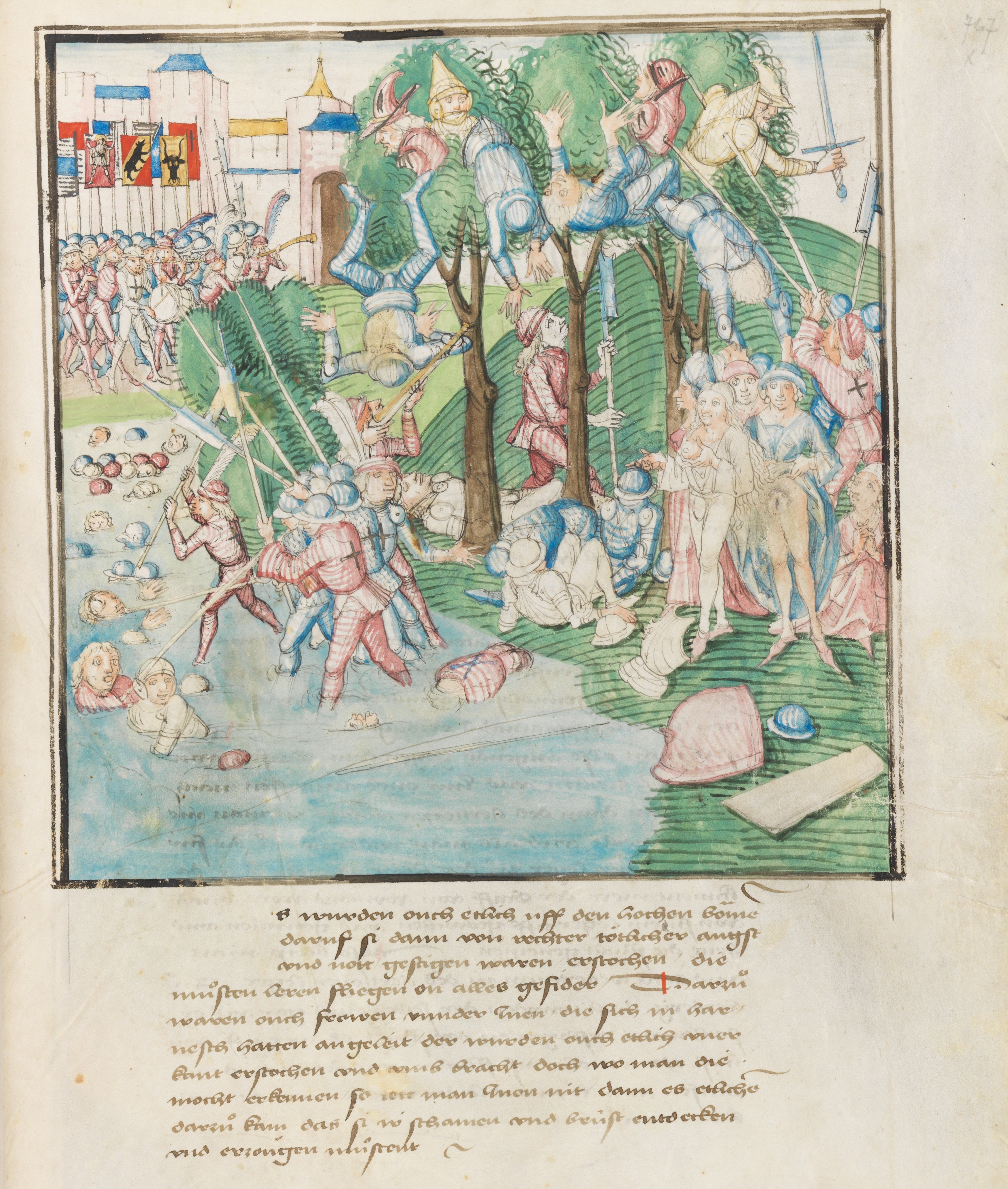
Massacre des soldats bourguignons par les confédérés[N 10].

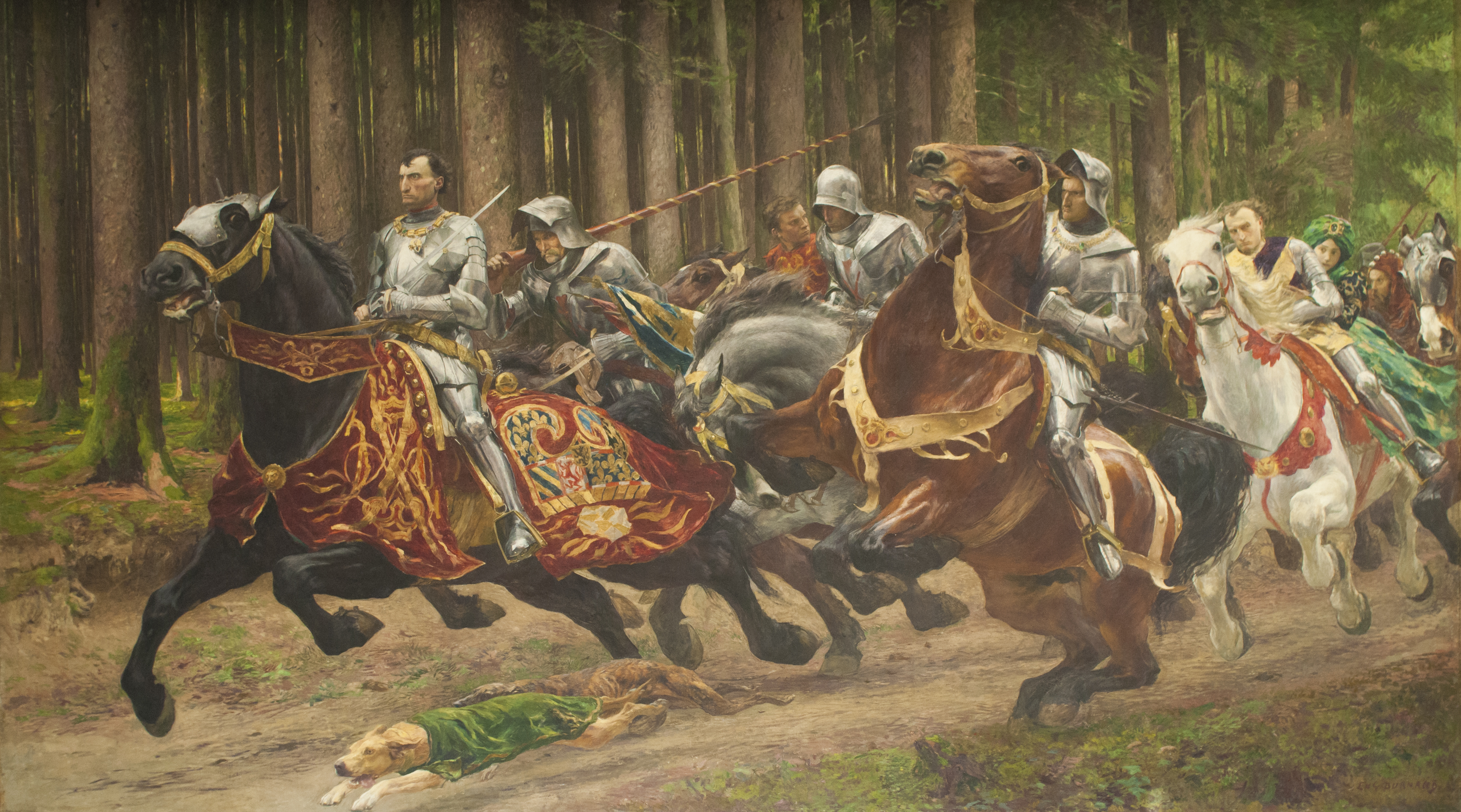
La fuite de Charles le Téméraire après la bataille de Morat. Tableau d'Eugène Burnand (1894)

Constatant la défaite bourguignonne, les Savoyards du comte de Romont fuient par le nord et la route du lac laissée libre tandis que les Lombards abandonnent leurs positions et fuient par le sud. Escorté par environ trois cents cavaliers, Charles le Téméraire s'enfuit également du champ de bataille par le sud et galope jusqu'à la ville de Morges sur les bords du lac Léman. Après avoir assisté à une messe, il reprend sa fuite jusqu'à Genève où il rejoint la duchesse Yolande de Savoie. Il repasse ensuite la frontière et se réfugie à Salins puis à la Rivière ou il tente de rassembler les débris de son armée.
Le Pays de Vaud est à nouveau ravagé par soldats de la confédération, le 27 juin ils rentrent dans Lausanne qu'ils détruisent entièrement jusqu'à la cathédrale.

## Conséquences de la bataille de Morat

### Bilan de la bataille
Sur le plan humain, le bilan des combats est lourd pour le camp bourguignon. Charles le Téméraire perd en effet entre 10 000 et 12 000 soldats, soit plus de 60% des effectifs combattants dans son armée,. Les communications ainsi que les mémoires suisses retiennent d'ailleurs l'ampleur de la tuerie. Ainsi, les autorités bernoises requièrent l'assistance des chartreux de Thorberg, situés non loin de Morat, pour creuser les fosses communes et inhumer tous les corps et des légendes apparaissent les années suivantes pour expliquer les cas de coloration rouge du lac (attribuée à la résurgence du sang des Bourguignons),. Côté confédéré, les pertes enregistrées ce 22 juin 1476 sont relativement limitées. Elles correspondent à quelques centaines d'hommes, morts principalement durant les combats pour la prise de la haie verte.
Sur le plan matériel et financier, la fuite du champ de bataille par les Bourguignons laisse les camps à l'abandon et au pillage des Suisses. Les richesses bourguignonnes tout comme leur matériel militaire - notamment l'artillerie - sont ainsi définitivement perdus. En plus de ces biens, de nombreuses troupes suisses se livrent à de nouveaux pillages dans le pays de Vaud désormais sans défense.
Enfin, sur le plan militaire, la bataille de Morat constitue l'un des tournants stratégiques entre les combats du Moyen Âge et ceux de la Renaissance. En plus de poursuivre le phénomène de nationalisation des armées engagé par la Guerre de cent ans, les deux batailles de Grandson et Morat montrent que les méthodes modernes de combats privilégiées par Charles le Téméraire - la spécialisation des soldats, le recours aux technologies modernes de l'artillerie - s'avèrent vulnérables face à un corps d'infanterie bien entraîné et bien équipé. Les autres souverains européens vont d'ailleurs rapidement s'inspirer du conflit des guerres de Bourgogne pour doter leurs armées de fantassins équipés et organisés « à la suisse ». Ainsi, dès 1495, l'empereur Maximilien constitue des troupes de lansquenets, équipées de piques et de hallebardes et organisées en carrés.

### Camp bourguignon
Cette nouvelle défaite se révèle catastrophique pour Charles le Téméraire, qui y perd presque toute son armée, son artillerie et ce qui lui restait de richesses et de réputation militaire.
Quelques mois après cette défaite majeure, Charles le Téméraire remet le siège devant Nancy (21 octobre 1476) qui, alors qu'il était encore sous le coup de ses désastreux démêlés avec les Suisses, s'était rendue sans presque opposer de résistance (le 6 du même mois d'octobre) à son duc légitime, René II de Lorraine. Il est mortellement blessé lors des affrontements.
L'importance des défaites de Grandson, Morat et Nancy dans la chute de Charles a inspiré un dicton suisse. Il exprime ainsi la perte de l'armée bourguignonne lors de la bataille de Morat.

« Charles le Téméraire perdit à Grandson le bien, à Morat le courage et à Nancy la vie »

— Inconnu, dicton suisse

### Camp des confédérés
A l'inverse du bilan négatif de la bataille pour les Bourguignons, les confédérés bénéficient de nombreuses retombées positives à la suite de leur victoire. Premièrement, la déroute bourguignonne met un terme aux velléités de Charles le Téméraire contre la Confédération. De ce point de vue, l'ordre très strict de massacrer les soldats adverses et de poursuivre les fuyards a permis la réalisation totale de cet objectif primordial pour les confédérés.
Deuxièmement, la confédération sanctuarise un peu plus son territoire à l'ouest et poursuit avec réussite sa politique de glacis. Les Bernois et les Fribourgeois remportent un succès stratégique majeur en stabilisant la situation géopolitique et militaire à leurs frontières. S'ils consentent à ne pas revendiquer une partie importante des territoires bourguignons et savoyards, ceci afin de ne pas froisser leurs alliés confédérés, ils acquièrent et préservent tout de même des bailliages à Morat, Echallens, Grandson et Orbe. Les deux pouvoirs décident de diriger de manière commune ces territoires dont l'importance économique (ce sont notamment des axes de communication importants) est primordiale pour eux.
Troisièmement, les cantons et leurs soldats acquièrent d'importantes richesses à la suite des combats et de leur victoire sur les Bourguignons et leurs alliés,. Le butin dérobé à la fin de la bataille ainsi que les expéditions punitives dans le pays de Vaud permettent notamment aux hommes de troupes, principalement de basse condition, de s'enrichir. En retour, ce phénomène présente l’avantage pour les autorités politiques de renforcer le système de mobilisation de troupes de mercenaires et de paysans adopté par les cantons confédérés. Par ailleurs, la rétrocession de territoire à l'État de Bourgogne ou à la maison de Savoie ainsi que le retour des troupes confédérées dans leur réduit alpin ne se fait pas sans contreparties. Les cantons encaissent ainsi 50 000 florins pour restituer le pays de Vaud à la Savoie (à l'exception des villes intégrées à la zone d'influence bernoise) et Louis XI leur offre également 150 000 florins pour cesser définitivement leurs tentatives d'implantation en Franche-Comté.
Quatrièmement, la victoire des confédérés assoit définitivement leur réputation au combat. Morat constitue ainsi le point final d'un siècle de batailles victorieuses contre de puissants envahisseurs, aussi bien à l'est (bataille de Morgarten, bataille de Sempach) qu'à l'ouest (bataille de Grandson, bataille de Morat), durant lequel les cantons suisses affirment leur indépendance politique et territoriale. Fort de leur prestige militaire, les Suisses peuvent ainsi compter à partir de la fin du 14e siècle sur la réticence des grandes puissances européennes à s'opposer à leurs combattants. Cet état de fait implique pour les confédérés deux conséquences géostratégique et économique majeures. Tout d'abord, plus aucune puissance européenne ne tentera d'annexer les territoires tenus par la Confédération les trois prochains siècles. Cette période permet ainsi aux autorités cantonales de stabiliser leur pouvoir et leur système économique sans l'irruption fréquente des politiques étrangères. Ensuite et surtout, l'intégralité des souverains européens courtisent les différents cantons pour engager leurs troupes dans le cadre du mercenariat. Cette demande très forte, qui dépasse l'offre, met les cantons dans une position très favorable : ils peuvent tirer d'importants revenus de l'envoi de mercenaires, ces revenus sont réguliers, les soldats suisses maintiennent un très haut niveau de préparation et de combativité et enfin les autorités peuvent utiliser l'envoi ou non de mercenaires dans leurs manœuvres diplomatiques.
Enfin cinquièmement, la Confédération accroît sa puissance diplomatique et politique avec cette victoire. Tout d'abord, renforcés par leurs alliances avec les confédérés et le partage de certaines richesses, Fribourg et Soleure vont définitivement intégrer la Confédération des XIII cantons en 1481. La série de nouvelles alliances qui suit la fin des guerres de Bourgogne voit également le premier traité de combourgeoisie être signé entre les confédérés et la cité de Genève.
Le bilan positif de la victoire pour les Suisses doit pourtant être tempéré. En effet, malgré la destruction complète des États bourguignons, les cantons suisses ne profitent pas d'une extension territoriale importante et restent en confrontation directe avec d'autres grandes puissances européennes pour des territoires annexes. Cette proximité, combinée notamment à l'apparition du protestantisme, ne pourra ainsi empêcher l'irruption de nouveaux conflits au cours du siècle suivant, à l'image de la guerre de Souabe. Par ailleurs, les bénéfices de la victoire n'affectent pas tous les cantons de manière identique. Le canton de Berne voit sa position fortement renforcée, ce qui entraîne une certaine méfiance de la part d'autres puissances comme Zurich.

## Postérité de la bataille

### Histoire et politique
La bataille de Morat est vue comme un évènement majeur de l'histoire et de l'identité suisse.
L'histoire militaire suisse et surtout la figure du mercenaire suisse sont des éléments fondateurs pour l'ensemble de la population et les institutions. La victoire acquise par les troupes suisses à Morat fait ainsi écho à l'histoire militaire de nombreux cantons. À l'instar des victoires de Morgarten ou de Sempach, la bataille de Morat permet d'exalter le sentiment national de la population. À l'époque, les troupes ont effectivement lutté contre l'invasion du territoire par une grande puissance européenne, la maison de Bourgogne étant à son apogée.
Sur ce plan, Max de Diesbach estime en 1914 que la bataille de Morat est la plus mémorable de l'histoire suisse. L'historien et politicien fribourgeois estime en effet que l'écart entre la puissance des troupes bourguignonnes et la puissance des confédérés est le plus important qui ait existé dans l'histoire militaire suisse.

### Légende locale
D'après une légende locale, un messager reçut pour tâche d'aller annoncer la victoire des confédérés à Fribourg. Afin d'annoncer la nouvelle, celui-ci agita une branche de tilleul puis mourut d'épuisement.

### Arts

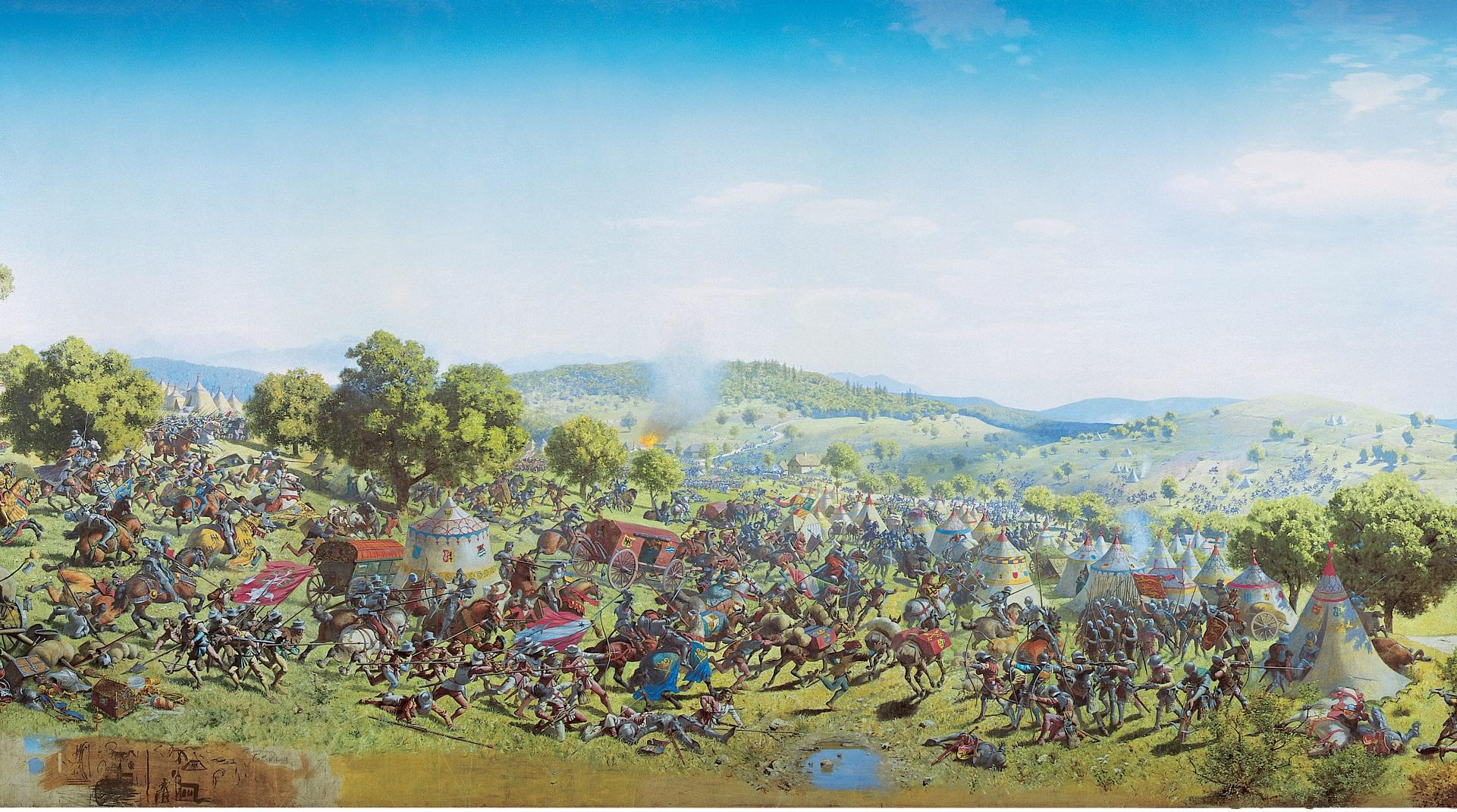
Une scène du Panorama de la bataille de Morat de Louis Braun.La scène représente l'envahissement d'un camp bourguignon et la fuite de ces derniers devant les troupes des confédérés.

A la fin du 19e siècle, la peinture historique rencontre un intérêt certain en Suisse. Outre qu'elle permet au public de s'immerger dans les récits de batailles et d'événements historiques, elle permet également à la jeune Confédération suisse d'asseoir son pouvoir sur le pays en proposant une histoire et des mythes nationaux à la population,. Durant cette période, plusieurs tableaux prennent le thème la bataille de Morat, notamment le Panorama de la bataille de Morat (10 m de hauteur, 100m de circonférence) réalisé par Louis Braun en 1893 représentant les actions militaires sur de grandes étendues ; d'autres optent pour des sujets précis et localisés.

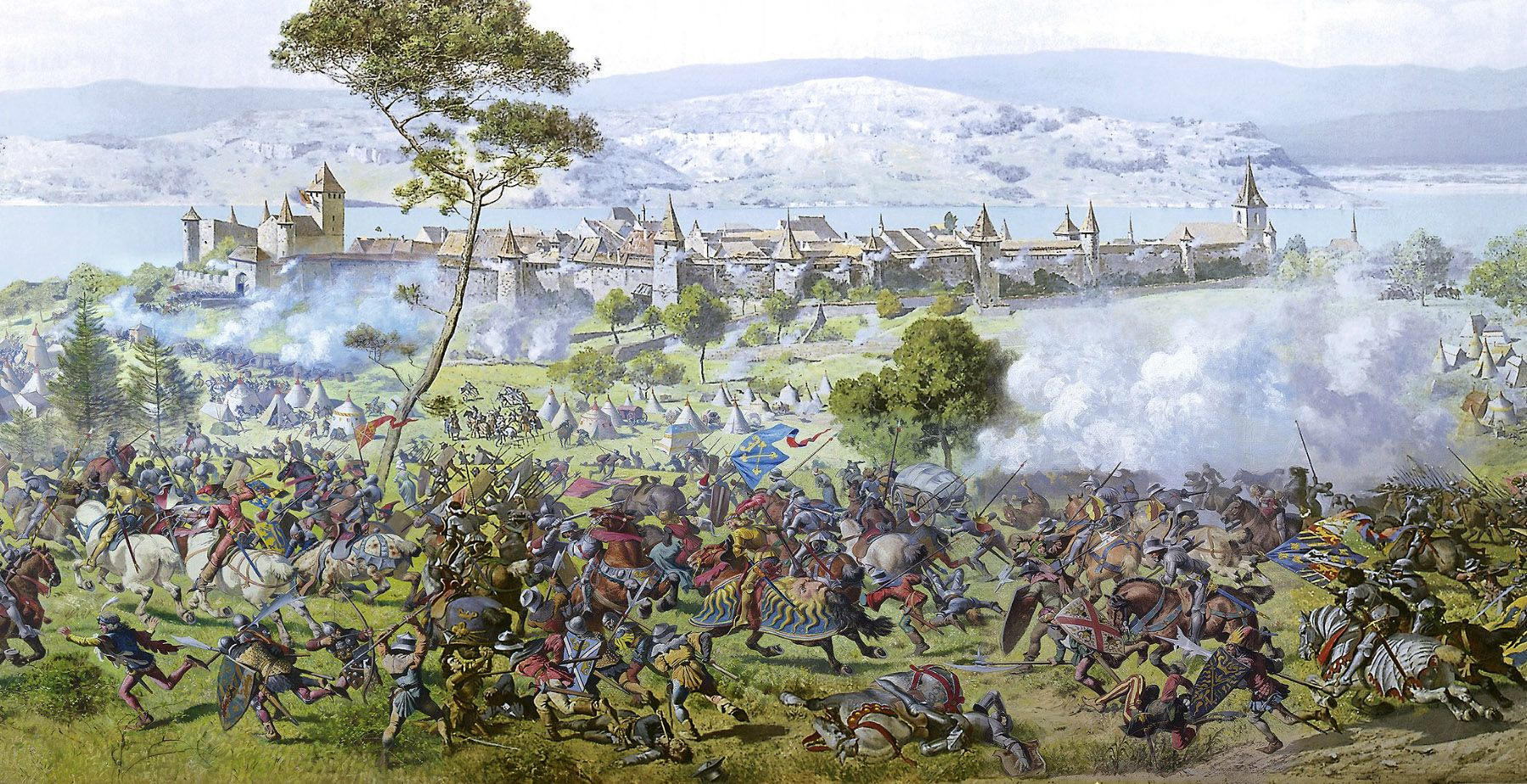
Une scène du Panorama de la bataille de Morat de Louis Braun. La scène représente le début de la fuite bourguignonne après la prise de la haie verte par les confédérés.

## Actions commémoratives

### Monuments
Un ossuaire est installé non loin du lieu de la bataille dans les années qui suivent, il est détruit par les troupes françaises en 1798. Un obélisque est bâti en 1823 par le canton de Fribourg pour le remplacer. On peut aujourd'hui encore l'admirer.

### Le tilleul de Morat à Fribourg
En ville de Fribourg, un tilleul a pendant longtemps été considéré comme l'arbre qui aurait pris racine à l'endroit de la mort du messager. Longtemps préservé, l'arbre meurt en 1983 après un choc causé par une automobile. Un autre arbre, issu du premier, est alors planté en remplacement.

### La course de fond Morat - Fribourg
En mémoire de la légende du messager mort d'épuisement à Fribourg pour annoncer la victoire confédérés à Morat, une course de fond se tient tous les ans en octobre sur le parcours entre les deux villes.

### La Solennité de Morat
Afin de fêter la victoire des Confédérés devant les murs de Morat, un cortège est organisé dans les rues de la ville. Il est principalement composé des écoliers moratois ainsi que des autorités locales et cantonales.

### Sources imprimées

Drapeau, blasons et étendard des belligérants du camp bourguignon
Drapeau des états bourguignons
Étendard ducale de Charles le téméraire
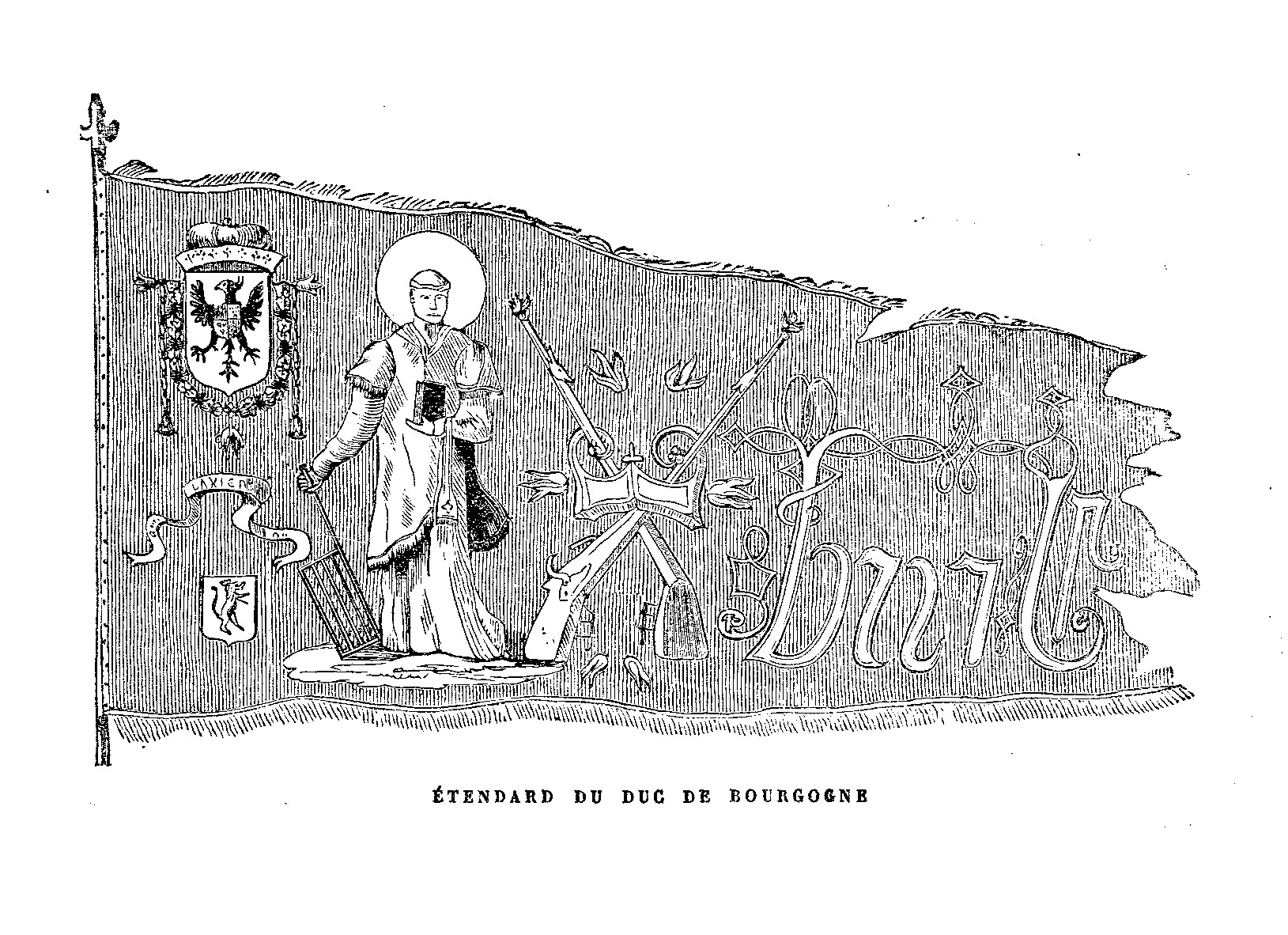
Croquis de l'étendard personnel de Charles le Téméraire
Compte rendu par Jean-Pierre Panigarola, ambassadeur du duc de Milan auprès du duc de Bourgogne (écrit à Saint-Claude, le 25 juin 1476)[N 15].
Blason du comté de Bourgogne
Blason de la Savoie
Blason de Jacques de Savoie, comte de Romont

### Iconographie : drapeau, blasons et étendard des belligérants

Blasons des belligérants du camp des confédérés
Blason moderne du canton de Schwytz - confédéré
Blason du canton de Nidwald (Unterwald) - confédéré
Blason du canton d'Obwald (Unterwald) - confédéré
Blason du canton d'Uri - confédéré
Blason du canton de Glaris - confédéré
Blason du canton de Lucerne - confédéré
Blason du canton de Zoug - confédéré
Blason du canton de Zürich - confédéré
Blason du canton de Berne - confédéré
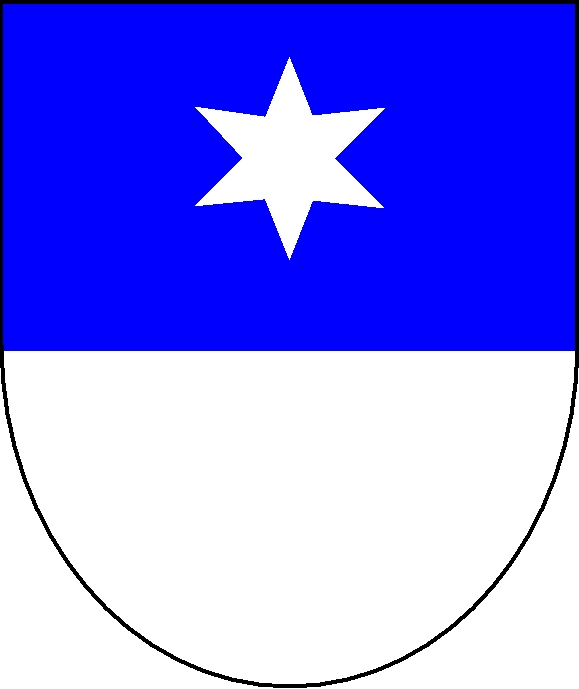
Blason de la famille bernoise von Bubenberg
Blason du canton de Soleure - allié
Blason du canton de Fribourg - allié
Blason du duché de Lorraine - allié
Blason de René II, duc de Lorraine
Blason moderne du Haut-Rhin (Alsace) - allié